# العلاقات الدولية بين القوى الكبرى (1814-1919)

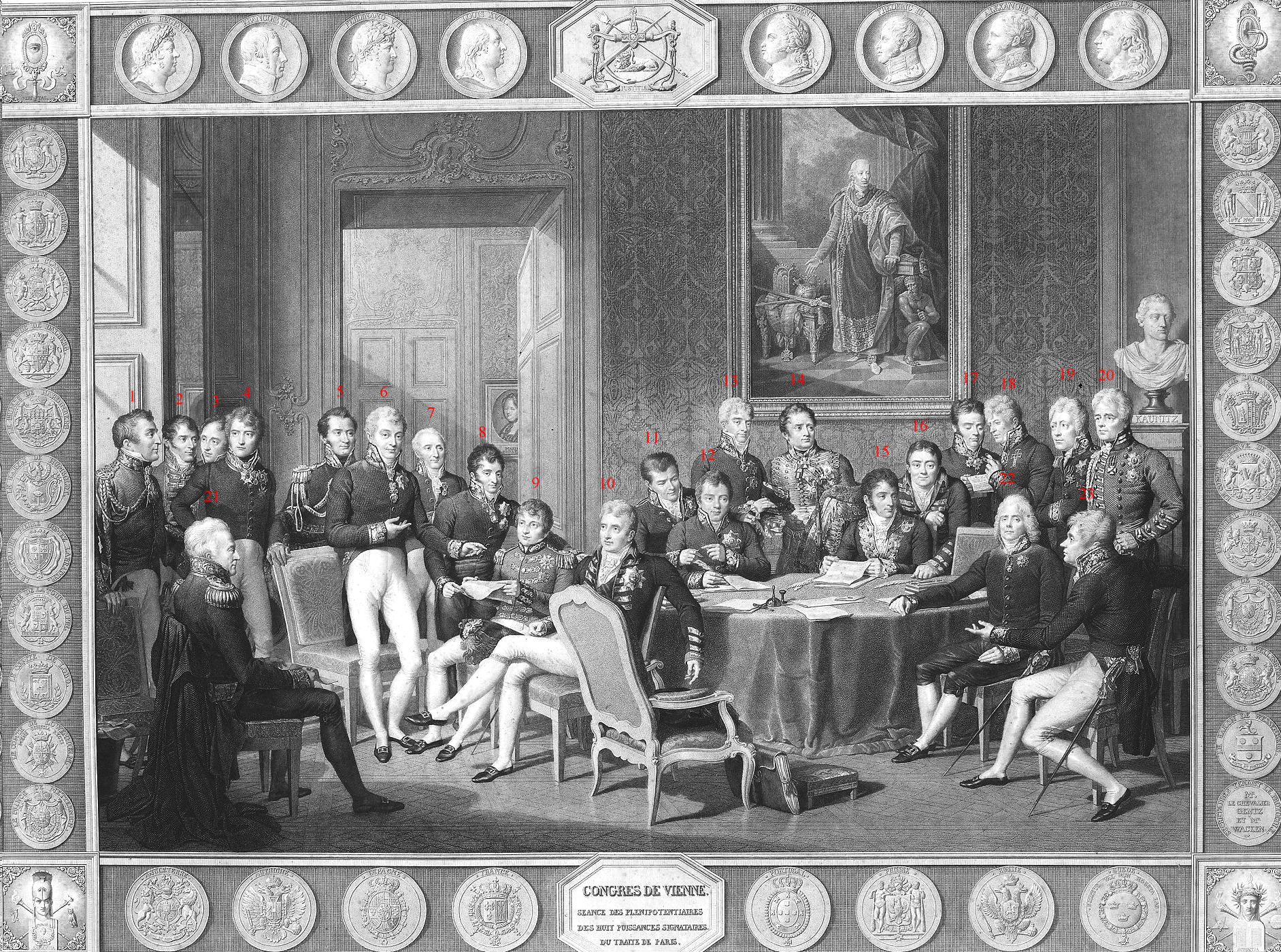
الحضور في مؤتمر فيينا وهم كالتالي:
1. آرثر ويلزلي
2. خواكيم لوبو دا سيلفيرا
3. أنطونيو دي سالدانها دا جاما
4. كارل لوينهيلم
5. جان دي نويل
6. كليمنس فون مترنيش
7. أندريه دوبين
8. كارل نيسيلرود
9. بيدرو دي سوزا هولشتاين
10. روبرت ستيوارت
11. إمريش جوزيف دي دالبرج
12. البارون يوهان فون ويسنبرغ
13. اندريه رازوموفسكى
14. تشارلز فاين
15. بيدرو جوميز لابرادور
16. ريتشارد ترينش
17. نيكولاس فون واكن (المسجل)
18. فريدريش فون جينتز (سكرتير الجلسة)
19. فيلهلم فون همبولت
20. ويليام كاثكارت
21. كارل هاردنبرغ
22. تاليران
23. جوستاف ارنست فون ستاكلبيرج

تغطي هذه المقالة الدبلوماسية العالمية إلى جانب العلاقات الدولية -بصيغة عمومية أكثر- بين الدول الكبرى مابين 1814 - 1919. أما العلاقات الدولية بين الدول الصغيرة فقد غُطيت في المقالات التاريخية الخاصة بها. وتشمل هذه الفترة الزمنَ الممتد من نهاية الحروب النابليونية ومؤتمر فيينا (1814-1815)، حتى نهاية الحرب العالمية الأولى ومؤتمر باريس للسلام. أما الفترة التي سبقتها، يمكن مراجعة مقالة العلاقات الدولية (1648–1814). بالنسبة لعقدي العشرينيات والثلاثينيات من القرن العشرين، يمكن مراجعة مقالة العلاقات الدولية (1919-1939).
تدور الأفكار الرئيسية الهامة حول التحول الصناعي السريع والنفوذ المتنامي لكل من بريطانيا وفرنسا وبروسيا/ألمانيا، ثم في وقت لاحق من هذه الفترة، إيطاليا واليابان. وقد أدى ذلك إلى منافسات إمبريالية واستعمارية من أجل السلطة والنفوذ في أنحاء العالم، وأشهر المنافسات كان التدافع على أفريقيا في عقدي الثمانينيات والتسعينيات من القرن التاسع عشر، وما تزال ارتدادات هذه المنافسات واسعة الانتشار وجلية العواقب حتى في القرن الواحد والعشرين. لقد أسست بريطانيا شبكة اقتصادية غير رسمية كان من شأنها، بالتضافر مع مستعمراتها وبحريتها الملكية، أن جعلتها الدولةَ المتسيدة حتى واجهت سلطتها ألمانيا المتحدة. ولقد عم السلام هذا القرن على نطاق واسع، دون حروب بين الدول الكبرى، باستثناء الفترة بين عامي 1854-1871، وبعض الحروب الصغرى بين روسيا والدولة العثمانية. وبعد سنة 1900 نشبت سلسلة من الحروب في منطقة البلقان، التي تضخمت حتى خرجت عن السيطرة وأشعلت الحرب العالمية الأولى (1914-1918) – وذلك حدث كارثي عظيم لم يكن متوقعًا بالنسبة إلى توقيته ومدته وخسائره وتأثيره على المدى الطويل.
أقر الدبلوماسيون في 1814 بخمس دول كبرى: فرنسا وبريطانيا وروسيا والنمسا (الإمبراطورية النمساوية المجرية في الفترة 1867-1918) وبروسيا (القيصرية الألمانية في 1871)، وأضيفت إيطاليا بعد توحيدها إلى المجموعة. وعشية الحرب العالمية الأولى كان ثمة جبهتان أساسيتان في أوروبا: الوفاق الثلاثي الذي شكلته كل من فرنسا وبريطانيا وروسيا، والحلف الثلاثي الذي قام بين كل من ألمانيا وإيطاليا والإمبراطورية النمساوية المجرية. وكانت إيطاليا متذبذبة وغيرت مواقفها في 1915. وانضمت الدولة العثمانية إلى قوى المركز. كانت سياسة الحياد هي سياسة بلجيكا وهولندا ولوكسمبورغ والدنمارك والسويد والنرويج واليونان والبرتغال وإسبانيا وسويسرا. وأديرت كل من رومانيا وبلغاريا وصربيا والجبل الأسود بادئ الأمر بصفتها توابع ذاتية الحكم، لأنها من الناحية القانونية هي أجزاء تابعة للدولة العثمانية الآخذة بالانحدار، التي كان يمكن اعتبارها هي الأخرى من ضمن الدول الكبرى، قبل حصول تلك التوابع على الاستقلال. وبحلول سنة 1905 كان هناك دولتان غير أوروبيتين سريعتا النمو، هما اليابان والولايات المتحدة الأمريكية، اللتان انضمتا إلى قائمة الدول الكبرى، واختبرت الحرب العظمى دون سابق إنذار قدراتهما العسكرية والدبلوماسية والاجتماعية والاقتصادية إلى أقصى حد. لحقت الهزيمة بكل من ألمانيا والإمبراطورية النمساوية المجرية والدولة العثمانية؛ ففقدت ألمانيا مكانتها ونفوذها العظيمين، وتفتت الأخريان إلى مجموعة من الدول. أما المنتصرون، وهم بريطانيا وفرنسا وإيطاليا واليابان، فقد ضمنوا لأنفسهم مقاعد دائمة في المجلس الحاكم لعصبة الأمم الجديدة. غير أن الولايات المتحدة التي افتُرض بها أن تكون العضو الدائم الخامس قررت أن تدير شؤونها على نحو مستقل ولم تنضم إلى العصبة. 
لمتابعة الفترة اللاحقة، يمكن الرجوع للمقالات:«التاريخ الدبلوماسي للحرب العالمية الأولى والعلاقات الدولية (1919-1939)».

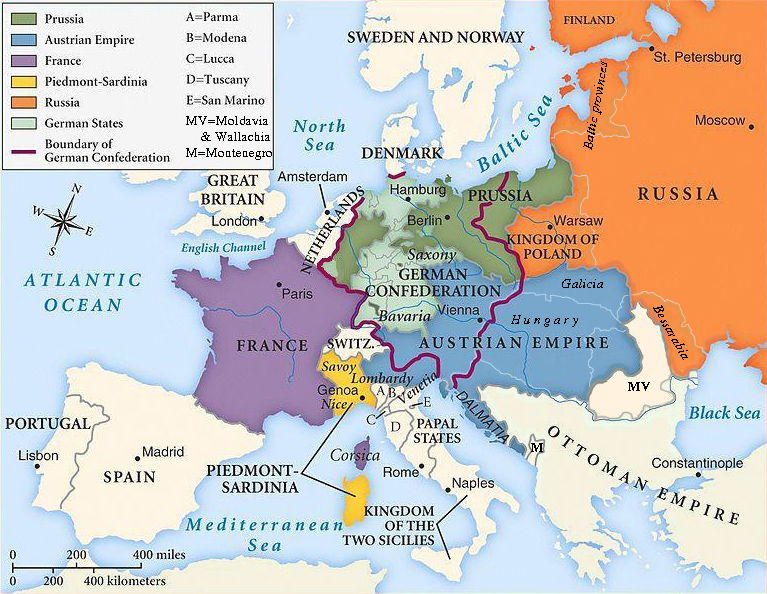
الحدود القومية داخل أوروبا كما حددت في مؤتمر فيينا 1815.

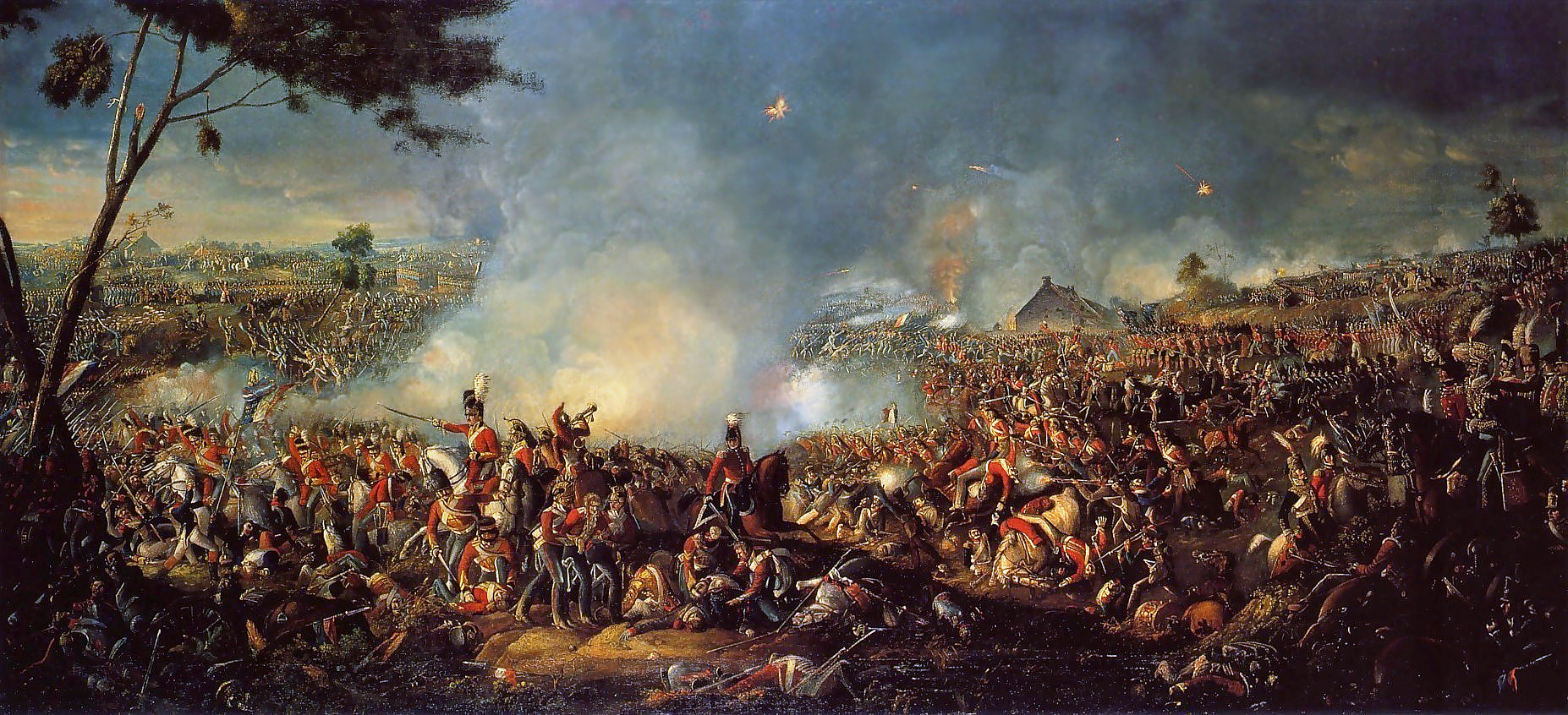
معركة واترلو سنة 1815 بين جيش نابليون بونابرت وجيوش التحالف السابع، مثلت نهاية حقبة وبداية حقبة لأوروبا.

خريطة التحالُفات العسكريَّة في أوروپَّا سنة 1914م، عشيَّة اندلاع الحرب العالميَّة الأولى.

## 1830-1814: الاستعادة والرجعية

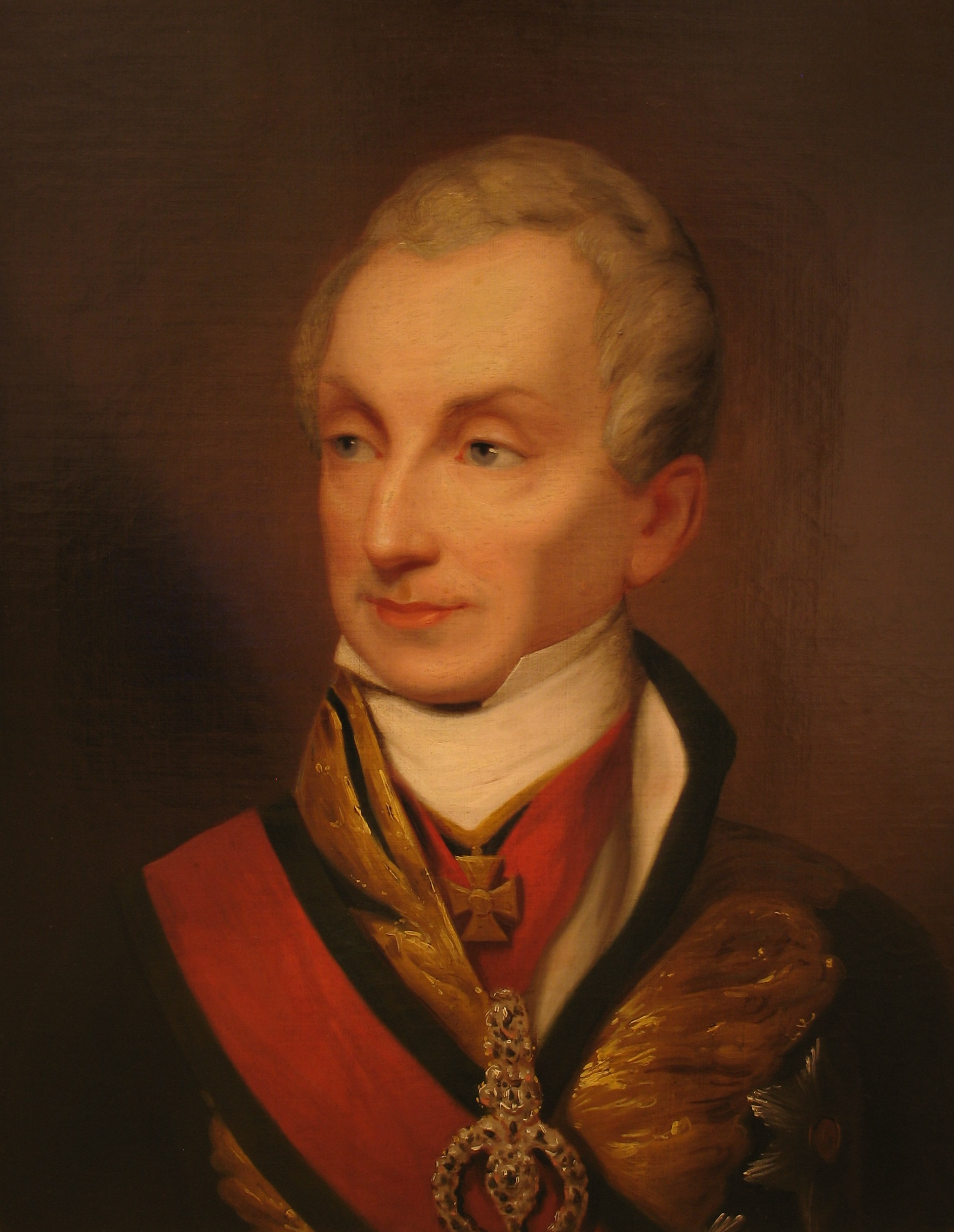
الأمير فون ميترنيخ، مستشار النمسا وقائد مؤثر في الوفاق الأوروبي.

مع معارضة القوى الأوروبية العظمى الأربع (بريطانيا وبروسيا وروسيا والنمسا) للإمبراطورية الفرنسية في حروبها النابليونية، الأمر الذي تسبب بانهيار سلطة نابليون سنة 1814، بدأت هذه القوى في التخطيط من أجل عالم ما بعد الحرب. أعادت معاهدة شومون (مارس 1814) التأكيد على قرارات كانت قد اتُخذت أصلًا كي يُصادَق عليها في مؤتمر فيينا الهام (1814-1815). وتضمن هذه القرارات تأسيس اتحاد ألماني يضم كلًا من النمسا وبروسيا (إضافة إلى الأراضي التشيكية)، وتقسيم المحميات والملحقات الفرنسية إلى دول مستقلة، وإحياء سلطة آل بوربون في إسبانيا، وتوسيع هولندا كي تتضمن الأرض التي تحولت في 1830 إلى بلجيكا الحالية، واستمرار تقديم بريطانيا الإعانات المالية لحلفائها. لقد وحدت معاهدة شومون القوى في سبيل هزيمة نابليون، وأصبحت ركن أساس لتشكيل المحفل الأوروبي، الذي صاغ توازن القوى طيلة العقدين التاليين.
كان أحد أهداف الدبلوماسية طوال الفترة هو تحقيق «توازن القوى»، بحيث لا تهيمن قوة أو قوتان بالسيادة. فإن اكتسبت إحدى القوى ميزة ما -عن طريق ربح حرب أو الاستحواذ على إقليم جديد مثلًا- قد يلتمس خصومها «التعويض» -ويكون هذا على شكل كسب إقليمي أو من نوع آخر- حتى لو لم تكن قوى الخصوم قد شاركت في الحرب من الأساس، وقد تغضب القوى المحايدة إن لم يمنحها المنتصر في الحرب تعويضًا كافيًا. على سبيل المثال، هزمت بروسيا في سنة 1866 مع دعم الدويلات الألمانية الشمالية النمسا وحلفاءها من الألمان الجنوبيين، لكن فرنسا غضبت لعدم حصولها على أي تعويض من أجل تحقيق التوازن مع مكتسبات بروسيا.

### مؤتمر فيينا: 1814-1815
حل مؤتمر فيينا (1814-15) المشاكل التي نتجت من الحروب النابليونية، وسعى إلى إحياء المَلكيات التي أطاح بها نابليون، ممهدًا لعصر جديد من الرجعية. فتحتَ قيادة المستشار النمساوي [الإنجليزية] مترنيش (1821-1848)، واللورد كاسلريه [الإنجليزية] وزير خارجية بريطانيا العظمى (1812-1822)، سن المؤتمر نظامًا لحفظ السلام. وتحت مظلة الوفاق الأوروبي (أو «نظام المؤتمر»)، تعهدت القوى الأوروبية العظمى -بريطانيا وروسيا وبروسيا والنمسا وفرنسا (بعد 1818)- بالاجتماع على وتيرة منتظمة لحل الخلافات. وكانت هذه الخطة هي الأولى من نوعها في التاريخ الأوروبي، وبدت واعدة بطريقة لإدارة الشؤون الأوروبية بشكل جماعي وإرساء السلام. وكان الوفاق الأوروبي هذا سلفًا مبشرًا بعصبة الأمم والأمم المتحدة، إلا أنه انهار في 1823.
تولى المؤتمر حل الأزمة البولندية الساكسونية في فيينا، ومسألة الاستقلال اليوناني في لايباخ (ليوبليانا)، وقد أقيمت ثلاثة مؤتمرات أوروبية كبرى. أنهى مؤتمر اكس لا شابيل (1818) الاحتلال العسكري لفرنسا وخفض مبلغ السبعمئة مليون فرنك الذي كان الفرنسيون مجبرين على سدادها بمثابة تعويضات. اقترح القيصر الروسي تشكيل حلف جديد بالكامل، ليشمل جميع الموقعين على معاهدات فيينا، ويضمن السيادة والسلامة الإقليمية وحماية الحكومات الحاكمة لجميع أعضاء هذا الائتلاف الجديد. وقد ذهب القيصر إلى أبعد من ذلك فاقترح إقامة جيش دولي يشكل الجيش الروسي نواته، بهدف توفير جهة تتدخل في أي دولة عند حدوث ما تستدعي ذلك. لكن اللورد كاسلريه رأى في ذلك التزامًا غير مرغوب إطلاقًا بالنسبة إلى السياسات الرجعية، لقد نفر من فكرة انتشار الجيوش الروسية في أنحاء أوروبا لإخماد الانتفاضات الشعبية. وعلاوة على ذلك، فإن الاعتراف بكل الدول الصغيرة سيخلق دسائس وتشويش. رفضت بريطانيا الفكرة، وبذا تم التخلي عنها.
لم تُظهر الاجتماعات الأخرى أي مغزى إذ بدأت كل دولة تلاحظ أن المؤتمر لا يعمل لصالحها، فأخذت كفاءته في حل الخلافات تتضاءل.
ولتحقيق السلام الدائم، حاول الوفاق الأوروبي الحفاظ على توازن القوى. وظلت الحدود الإقليمية التي خُطت في مؤتمر فيينا مصونة حتى ستينات القرن التاسع عشر، والأهم من ذلك هو أنه كان ثمة قبول لفكرة التوازن دون تعديات ذات بال. لكن في ما خلا ذلك، فقد «فشل» نظام المؤتمر بحلول 1823. حيث قرر البريطانيون في سنة 1818 ألا يتورطوا في القضايا الأوروبية التي ليس لها تأثير مباشر عليهم، فرفضوا خطة القيصر ألكسندر الأول لقمع الثورات المستقبلية. وتفكك نظام الوفاق بعدما حلت الخصومات السياسية والاقتصادية المتنامية محل الأهداف المشتركة للدول الكبرى. يقول آرتز إن مؤتمر فيرونا الذي عُقد سنة 1822 «كان نقطة النهاية». لم يُنادَ لعقد مؤتمر من أجل إحياء النظام القديم خلال ثورات الربيع الأوروبي التي اندلعت في 1848 وطالبت بمراجعة حدود مؤتمر فيينا كي تتماشى مع الحدود القومية.

### السياسات البريطانية
شكل جورج كانينغ (1822-1827) السياسة الخارجية البريطانية، الذي تجنب التعاون الوثيق مع القوى الأخرى. وشيدت بريطانيا بحريتها الملكية التي لا يُشق لها غبار وثروتها المالية وقوتها الصناعية المتزايدة، سياستَها الخارجية على مبدأ أنه لا ينبغي السماح لأي دولة بالسيطرة على القارة. فرغبت بدعم الدولة العثمانية بوصفها متراسًا في وجه التوسعية الروسية، وعارضت التدخلات التي تهدف لقمع الديمقراطية، وكانت قلقة بشكل خاص من تخطيط فرنسا وإسبانيا لقمع حركة الاستقلال الجارية في أمريكا اللاتينية. تعاون كانينغ مع الولايات المتحدة للإعلان عن مبدأ مونرو للحفاظ على دول أمريكا اللاتينية حديثة الاستقلال، وكان هدفه من ذلك ردع السيطرة الفرنسية والسماح للتجار البريطانيين بالوصول إلى الأسواق المفتوحة.

### تجارة الرقيق
جاء إلغاء تجارة الرقيق الدولية بمثابة تقدم ليبرالي هام. وبدأ الأمر من خلال سَنّه قانونًا في بريطانيا والولايات المتحدة سنة 1807، وفُرض ذلك بشكل متزايد خلال العقود التالية عن طريق البحرية الملكية البريطانية تحت غطاء معاهدات فاوضت بريطانيا الدول الأخرى أو ضغطت عليها من أجل الإقرار بها، ونجم عن ذلك انخفاض حجم تجارة الرقيق من أفريقيا إلى العالم الجديد بنسبة 95%. وقد استمر جلب نحو ألف عبد بشكل غير شرعي كل عام إلى الولايات المتحدة، وكذلك بعض العبيد إلى كوبا والبرازيل. وألغيت العبودية في الإمبراطورية البريطانية في 1833، وفي الجمهورية الفرنسية الثانية سنة 1848، وفي الولايات المتحدة سنة 1865، وفي البرازيل سنة 1888.

### خسارة إسبانيا لمستعمراتها

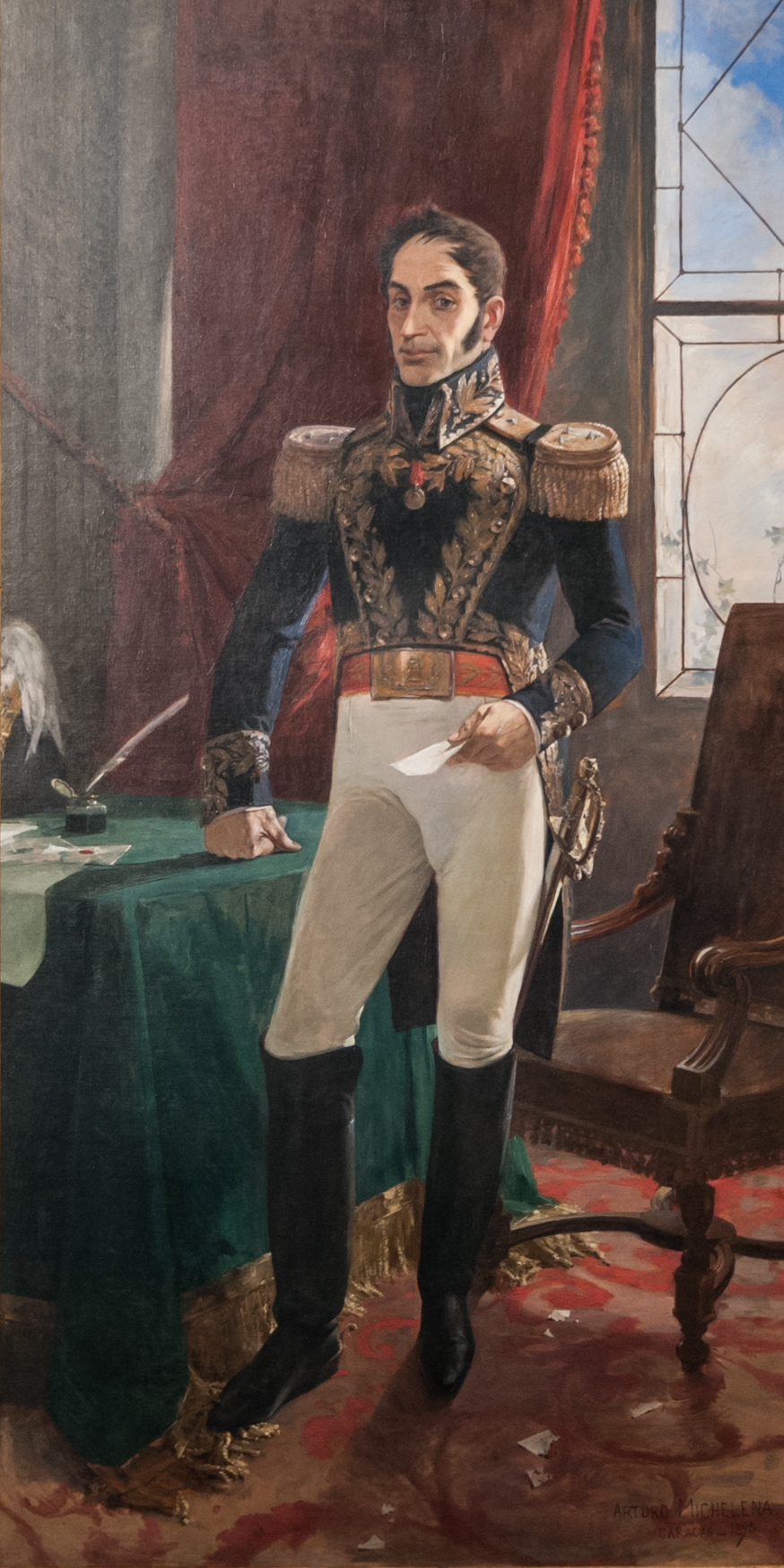
الجنرال سيمون بوليفار (1783–1830)، قائد الاستقلال في أمريكا الجنوبية

دخلت إسبانيا في حرب مع بريطانيا خلال 1798 - 1808، وقطعت البحرية الملكية البريطانية اتصالات إسبانيا مع مستعمراتها. وقد تولى تجار أمريكيون وهولنديون محايدون شؤون التجارة، وأقامت المستعمرات حكومات مؤقتة أو مجالس حاكمة مستقلة فعليًا عن إسبانيا. فانفجر الانقسام بين الإسبان الذين وُلودوا في إسبانيا (وأطلِق عليهم اسم شبه الجزيريين) وبين المتحدرين من نسب إسباني ممن وُلدوا في إسبانيا الجديدة (وأطلِق عليهم اسم الكريول «بالإسبانية: criollos، بالإنجليزية: creoles»). لقد تنازعت الفئتان على السلطة، إذ قاد الكريول حَراكًا ذا نزعة استقلالية وفازوا بمبتغاهم في نهاية المطاف. خسرت إسبانيا جميع مستعمراتها الأمريكية، عدا كوبا وبورتوريكو، ضمن سلسلة معقدة من الثورات امتدت من سنة 1808 إلى 1826.
وقد سمحت هذه الثورات المتعددة في أمريكا اللاتينية للمنطقة بالتحرر من الدولة الأم، وفشلت المحاولات المتكررة لاستعادة السيطرة، إذ لم تحصل لإسبانيا على أي مساعدة من القوى الأوروبية. وبالعكس عملت بريطانيا والولايات المتحدة ضد إسبانيا، إذ فرضتا مبدأ مونرو، وقد استحوذ التجار والمصرفيون البريطانيون على الدور الأكبر في أمريكا اللاتينية. ففي سنة 1824 ألحقت جيوش الجنرالين الأرجنتيني خوسيه دي سان مارتين والفنزويلي سيمون بوليفار الهزيمة بآخر القوات الإسبانية؛ ووقعت الهزيمة النهائية في معركة أياكوتشو جنوب بيرو. وبعد خسارة مستعمراتها أصبح دور إسبانيا ثانويًا في الشؤون الدولية. فاحتفظت بكوبا التي ثارت مرارًا في سياق ثلاثة حروب استقلال، بلغت أوجها في حرب الاستقلال. طالبت الولايات المتحدة إسبانيا بالإصلاحات، فرفضت إسبانيا، مما أجبر الولايات المتحدة بالتدخل عسكريًا سنة 1898، فانتصرت بسهولة، وانتزعت كوبا ومنحتها الاستقلال. وكذلك انتزعت مستعمراتِ إسبانيا في الفلبين وغوام. وعلى الرغم من استمرار سيطرتها على نقاط استعمارية صغيرة في شمال إفريقيا وغينيا الإسبانية، إلا أن دور إسبانيا في الشؤون الدولية قد انتهى جوهريًا.

### استقلال اليونان: 1821–1833

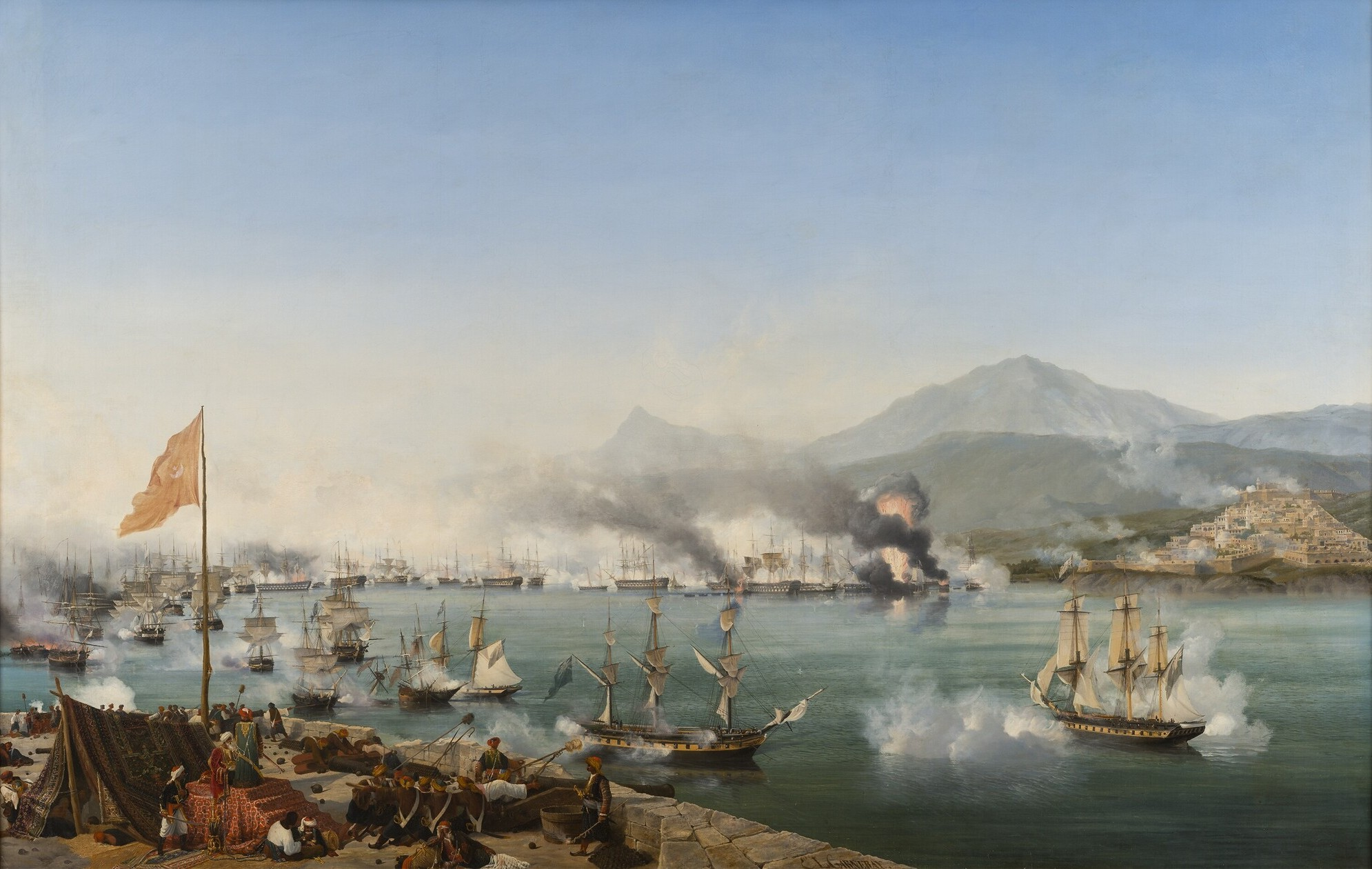
انتصار الحلفاء في نافارين (1827)

كانت حرب الاستقلال اليونانية الصراع العسكري الرئيسي في عشرينيات القرن التاسع عشر. دعمت القوى العظمى اليونانيين، لكنها لم ترغب في تدمير الدولة العثمانية. كانت اليونان في البداية دولة مستقلة تحت السيادة العثمانية، ولكن في معاهدة القسطنطينية (1832) تم الاعتراف بها كمملكة مستقلة تمامًا.
انتصر المتمردون اليونانيون في البداية، ولكنهم عانوا من نزاعات داخلية. فقام العثمانيون بمساعدة كبيرة من مصر بسحق التمرد وعاقبوا اليونانيين بقسوة. أثارت المخاوف الإنسانية في أوروبا غضبًا، كما وصفها الشاعر الإنجليزي اللورد بايرون. فكان سبب تدخل القوى العظمى الثلاث هو التوسع الروسي الطويل الأمد على حساب السلطنة المتدهورة، حيث اعتبرت القوى الأوروبية أن طموحات روسيا في المنطقة تهديدًا جيوستراتيجيًا رئيسيًا. فالنمسا تخشى أن يؤدي تفكك السلطنة إلى زعزعة استقرار حدودها الجنوبية. فقدمت روسيا دعمًا عاطفيًا قويًا للزملاء المسيحيين الأرثوذكس اليونانيين. وكانت بريطانيا مدفوعة بالدعم الشعبي القوي لليونانيين. خوفًا من عمل روسي أحادي الجانب لدعم اليونان، ألزمت بريطانيا وفرنسا روسيا بموجب معاهدة بالتدخل المشترك الذي يهدف إلى تأمين الحكم الذاتي اليوناني مع الحفاظ على وحدة الأراضي العثمانية كرقابة على روسيا.
اتفقت القوى بموجب معاهدة لندن (1827) على إجبار الحكومة العثمانية على منح اليونان حكم ذاتي داخل الدولة وأرسلت أساطيلها إلى اليونان لفرض سياستها. أدى الانتصار البحري الحاسم للحلفاء في معركة نافارين إلى كسر القوة العسكرية للعثمانيين وحلفائهم المصريين. أنقذ النصر الجمهورية اليونانية الوليدة من الانهيار. لكن لفرض انسحاب القوات العثمانية من وسط وجنوب اليونان وتأمين الاستقلال اليوناني الكامل تطلب تدخلين عسكريين آخرين، من روسيا في شكل الحرب الروسية التركية (1828-1829) وبواسطة قوة استكشافية فرنسية إلى البيلوبونيز.

## السفر والتجارة والاتصالات
أصبح العالم أصغر بكثير مع تطور السفر لمسافات طويلة والاتصالات بشكل كبير. ففي كل عقد كان هناك المزيد من السفن والمزيد من الوجهات المجدولة، والرحلات الأسرع والأسعار المخفضة للركاب وبضائع أرخص. وقد سهل هذا التجارة الدولية والمنظمات الدولية.

### السفر

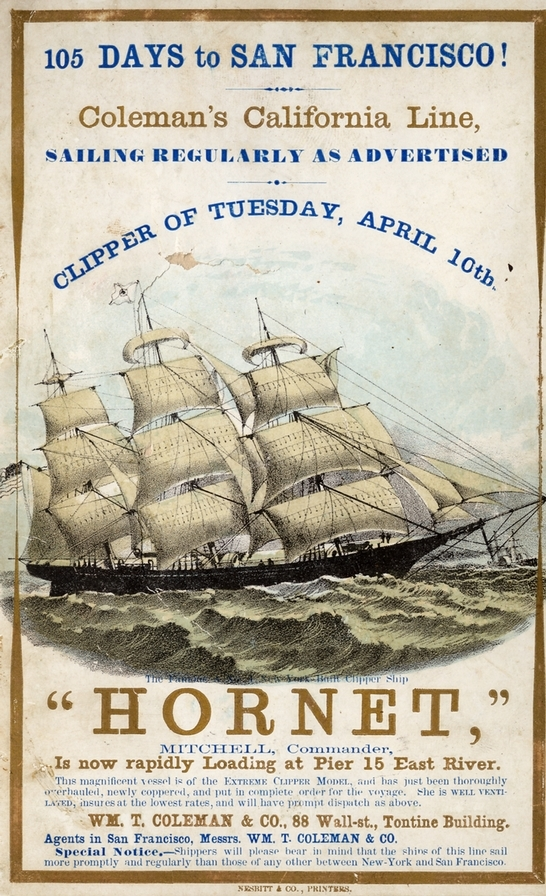
هورنت - سفينة كليبر أمريكية من خمسينيات القرن التاسع عشر

ربطت كابلات التلغراف تحت الماء الدول التجارية الكبرى في العالم بحلول ستينيات القرن التاسع عشر
كانت سفن الشحن الشراعية بطيئة؛ وقدر المؤرخون أن متوسط السرعة لجميع الرحلات الطويلة عبر البحر الأبيض المتوسط إلى فلسطين كانت 2,8 عقدة فقط. حققت سفن الركاب سرعة أكبر من خلال التضحية بمساحة الشحن. وازدادت سرعة السفن الشراعية عن طريق سفن كليبر، وهي سفينة شراعية سريعة جدًا تعود إلى حقبة 1843-1869. كانت كليبرز ضيقة بالنسبة لطولها، ويمكن أن تحمل شحنات سائبة محدودة، صغيرة وفقًا لمعايير القرن التاسع عشر، ولديها مساحة إبحار كبيرة. كان متوسط سرعتها ست عقدات وكانوا ينقلون الركاب عبر العالم، بشكل أساسي على طرق التجارة بين بريطانيا ومستعمراتها في الشرق، والتجارة عبر المحيط الأطلسي وطريق نيويورك إلى سان فرانسيسكو حول كيب هورن في فترة حمى ذهب كاليفورنيا. ثم ازدادت سرعة عابرات المحيط ممن تعمل بالطاقة البخارية وهيكلها من الحديد، فأصبحت هي الطريقة السائدة في نقل الركاب من خمسينيات القرن التاسع عشر إلى خمسينيات القرن الماضي. فاستخدم الفحم - واحتاجت إلى العديد من محطات الفحم. وبعد 1900 أصبح النفط هو الوقود المفضل ولم يتطلب التزود بالوقود بشكل متكرر.

### وسائل النقل
ظلت معدلات الشحن على حركة المرور في المحيط ثابتة في القرن الثامن عشر حتى حوالي سنة 1840، ثم بدأت في الانخفاض السريع. فقد سيطر البريطانيون على الصادرات العالمية، وانخفضت معدلات شحنهم بنسبة 70٪ مابين 1840 إلى 1910. فخفضت قناة السويس زمن الشحن من لندن إلى الهند بمقدار الثلث عندما افتتحت سنة 1869. يمكن للسفينة نفسها القيام بأكثر من رحلة في عام واحد، لذلك يمكن أن تتقاضى رسومًا أقل وتحمل المزيد من البضائع كل عام.
كان الابتكار التكنولوجي ثابتًا. حيث حلت الهياكل الحديدية محل الخشب بحلول منتصف القرن؛ ثم حل الفولاذ محل الحديد بعد 1870. ولكن المحركات البخارية أخذت وقتًا أطول لتحل محل الأشرعة. وكان الفحم باهظ الثمن ويتطلب محطات فحم على طول الطريق. فأصبح الحل الشائع هو أن تعتمد السفينة التجارية في الغالب على أشرعتها، وأن تستخدم المحرك البخاري ليكون بديلا احتياطيًا. فلم تكن أوائل المحركات البخارية فعالة جدا، حيث تستخدم قدرًا كبيرًا من الفحم. لرحلة بحرية في ستينيات القرن التاسع عشر، تم تخصيص نصف مساحة الشحن للفحم. كانت المشكلة شديدة وبالأخص للسفن الحربية، لأن نطاق القتال باستخدام الفحم كان محدودًا للغاية. فقط الإمبراطورية البريطانية كان لديها شبكة من محطات الفحم التي سمحت بنطاق عالمي للبحرية الملكية. ولكن التحسين المطرد أعطى محركات مركبة عالية الطاقة وأكثر كفاءة، حيث بنيت الغلايات والمكابس من الفولاذ الذي يمكنه التعامل مع ضغوط أعلى بكثير من الحديد. فاستخدمت بالبداية في الشحنات ذات الأولوية العالية، مثل البريد والركاب. وأدى وصول المحرك التوربيني البخاري حوالي 1907 إلى تحسين الكفاءة بقوة، كما أن ازدياد استخدام النفط بعد سنة 1910 أدى إلى تخصيص مساحة شحن أقل بكثير لإمدادات الوقود.

### الاتصالات
بحلول خمسينيات القرن التاسع عشر ربطت خطوط السكك الحديدية والتلغراف جميع المدن الرئيسية داخل أوروبا الغربية، وكذلك تلك الموجودة داخل الولايات المتحدة. بدلاً من تقليل الحاجة إلى السفر بشكل كبير، سهّل التلغراف التخطيط للسفر وحل محل خدمة البريد البطيئة للمسافات الطويلة. تم مد الكابلات البحرية لربط القارات عن طريق التلغراف، والذي أصبح حقيقة واقعة في ستينيات القرن التاسع عشر.

## من عقد 1830 حتى نهاية عقد 1850
استمرت بريطانيا بأنها القوة الأكبر، تليها روسيا وفرنسا وبروسيا والنمسا. كانت الولايات المتحدة تنمو بسرعة من حيث الحجم والسكان والقوة الاقتصادية، خاصة بعد انتصارها على المكسيك سنة 1848. وبخلاف ذلك تجنبت التشابكات الدولية بحيث أصبحت قضية العبودية أكثر إثارة للانقسام.
كانت حرب القرم (1853-1856) أعظم حرب - اشتهرت بخسائرها العالية وتأثيرها الضئيل على المدى الطويل. عززت بريطانيا نظامها الاستعماري، وخاصة في الهند، بينما أعادت فرنسا بناء إمبراطوريتها في آسيا وشمال إفريقيا. وواصلت روسيا توسعها جنوبا (نحو بلاد فارس) وشرقا (حتى سيبيريا). أما الدولة العثمانية فقد ضعفت بشكل سريع، وفقدت السيطرة في أجزاء من البلقان، فظهرت دول جديدة مثل اليونان وصربيا.
في معاهدة لندن (1839)، ضمنت القوى العظمى حياد بلجيكا. جاءت أهميتها في 1914 عندما أطلقت عليها ألمانيا اسم «قصاصة ورق» وانتهكتها بالغزو من أجل مهاجمة فرنسا، وعندها أعلنت بريطانيا الحرب على ألمانيا.

### السياسات البريطانية
كان إلغاء بريان للتعريفة الجمركية على واردات الغذاء في 1846، والتي تسمى قوانين الذرة (الذرة تعني جميع أنواع الحبوب في ذلك الوقت)، بمثابة نقطة تحول رئيسية جعلت من التجارة الحرة سياسة بريطانيا العظمى الوطنية في القرن العشرين. أظهر الإلغاء قوة المصالح الصناعية «لمدرسة مانشستر» على المصالح الزراعية الحمائية.
وضع اللورد بالمرستون من الفترة 1830 - 1865 مع بعض الانقطاعات سياسة بريطانيا الخارجية. فقد كان لديه ستة أهداف رئيسية سعى إليها: أولاً: دافع عن المصالح البريطانية كلما بدت مهددة ودعم مكانة بريطانيا في الخارج. ثانيًا: كان بارعًا في استخدام وسائل الإعلام لكسب التأييد الشعبي من جميع طبقات المجتمع. ثالثًا: شجع على انتشار حكومات ليبرالية دستورية مثل بريطانيا، ونموذج على غرار قانون الإصلاح 1832. لذلك رحب بالثورات الليبرالية كما في فرنسا (1830) واليونان (1843) [الإنجليزية]. رابعًا: روج للقومية البريطانية بحثًا عن مزايا لأمته مثل الثورة البلجيكية 1830 وتوحيد إيطاليا في 1859، وتجنب الحروب والعمل مع جيش بريطاني صغير جدًا. لقد شعر أن أفضل طريقة لتعزيز السلام هي الحفاظ على توازن القوى لمنع أي دولة - خاصة فرنسا أو روسيا - من الهيمنة على أوروبا.
تعاون بالمرستون مع فرنسا عند الضرورة لتحقيق توازن القوى، لكنه لم يعقد تحالفات دائمة مع أي شخص. حاول إبقاء الدول الاستبدادية مثل روسيا والنمسا تحت السيطرة. لقد دعم الأنظمة الليبرالية لأنها أدت إلى استقرار أكبر في النظام الدولي. ودعم أيضًا الدولة العثمانية الاستبدادية لأنها منعت التوسع الروسي. ثم أتى اللورد أبردين بعد بالمرستون، وهو دبلوماسي ووزير الخارجية ورئيس الوزراء. قبل كارثة حرب القرم التي أنهت حياته المهنية حقق العديد من الانتصارات الدبلوماسية، بدءًا من 1813-1814 عندما كان سفيراً لدى الإمبراطورية النمساوية تفاوض على التحالفات والتمويل الذي ساعد على هزيمة نابليون. وفي باريس قام بتطبيع العلاقات مع حكومة البوربون التي عادت للحكم، وأقنع حكومته بأنه يمكن الوثوق بها. لقد عمل بشكل جيد مع كبار الدبلوماسيين الأوروبيين مثل أصدقائه كليمنس فون مترنيش في فيينا وفرانسوا جيزو في باريس. لقد أدخل بريطانيا في مركز الدبلوماسية القارية فيما يتعلق بالقضايا الحاسمة، مثل الحروب المحلية في اليونان والبرتغال وبلجيكا. وأنهى المشاكل مع الولايات المتحدة من خلال تسوية النزاع الحدودي في ولاية مين الذي أعطى معظم الأراضي للأمريكيين ولكنه أعطى لكندا رابط استراتيجي مهم لميناء المياه الدافئة. لعب أبردين دورًا مركزيًا في كسب حروب الأفيون ضد الصين، والسيطرة على هونج كونج في هذه العملية.

### الثورة البلجيكية

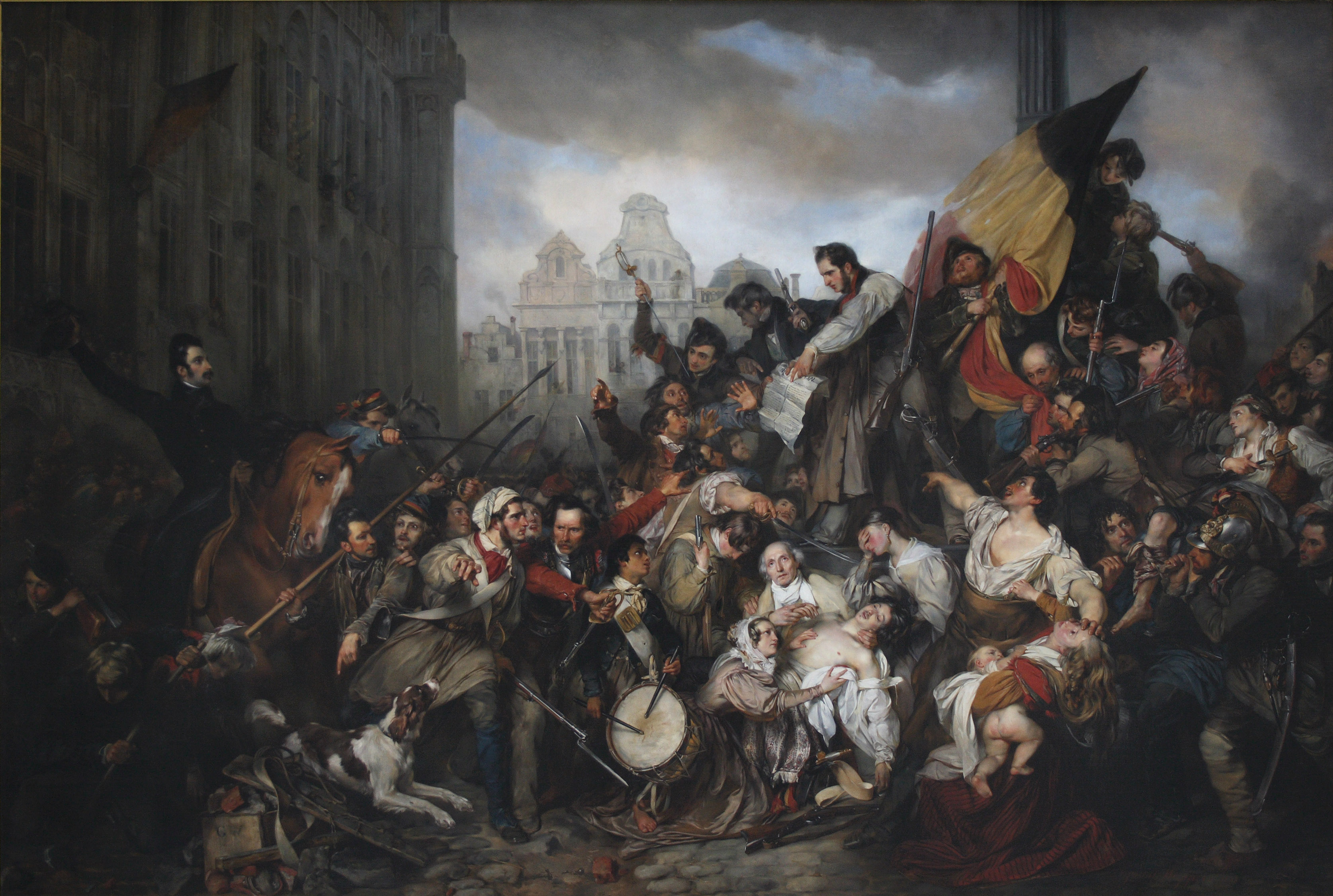
مشهد من الثورة البلجيكية 1830، بواسطة غوستاف وابرز (1834)

في سنة 1830 انفصلت بلجيكا الكاثوليكية عن مملكة الأراضي المنخفضة المتحدة البروتستانتية، وأنشأت مملكة بلجيكا المستقلة. توحد الليبراليون الجنوبيون والكاثوليك (معظمهم من الناطقين بالفرنسية) ضد الحكم الاستبدادي للملك فيلم الأول والجهود المبذولة لوضع التعليم الهولندي على قدم المساواة مع اللغة الفرنسية (في الأجزاء الجنوبية من المملكة). كانت هناك مستويات عالية من البطالة والاضطرابات الصناعية بين الطبقات العاملة. وقد جرى قتال بسيط ولكنه استمر لسنوات قبل أن تقر هولندا أخيرًا بالهزيمة. وفي 1839 اعترف الهولنديون باستقلال بلجيكا بعد التوقيع على معاهدة لندن. وتكفلت القوى الكبرى باستقلالها.

### ثورات 1848
ثورات 1848 هي عبارة عن سلسلة من الاضطرابات السياسية غير منسقة عمت جميع أنحاء أوروبا في 1848. وجرت فيها محاولات للإطاحة بالنظام الملكي الرجعي. وكانت تلك أقوى موجة ثورية في تاريخ أوروبا. وصلت إلى معظم أوروبا، وإن كانت أضعف في الأمريكتين وبريطانيا وبلجيكا، حيث تأسست الليبرالية قبلها. ومع ذلك فقد انتصرت القوى الرجعية على تلك الثورات بمساعدة روسية، وهاجر العديد من الثوار إلى المنفى. وإن أظهرت الحكومات بعض الإصلاحات الاجتماعية.
كانت الثورات ديمقراطية وليبرالية بطبيعتها، بهدف إزالة الهياكل الملكية القديمة وإنشاء دول قومية مستقلة. بعد اندلاع ثورة الأولى في فرنسا في فبراير، انتشرت الثورات في جميع أنحاء أوروبا، فتأثرت بها أكثر من 50 دولة. كانت الأفكار الليبرالية تسبح في الأجواء لمدة عقد من الزمان واستمد الناشطون من كل بلد من نفس المنهل، لكنهم لم يشكلوا روابط مشتركة مع ناشطو البلدان المجاورة.
كانت العوامل الرئيسية التي ساهمت في ذلك هي عدم الرضا الشديد عن القيادات السياسية القديمة الراسخة، وكذلك المطالبة بالمزيد من المشاركة في الحكومات والديمقراطية، وحرية الصحافة، ومطالب الطبقات العاملة، وصعود الفكر القومي، وإعادة تجميع القوات الحكومية القائمة. كانت الليبرالية في ذلك الوقت تعني استبدال الحكومات الأوتوقراطية بدول دستورية تحت حكم القانون. لقد أضحت عقيدة للبرجوازية، لكنهم لم يكونوا في السلطة. وكانت هي العامل الرئيسي في فرنسا. أما العامل الرئيسي في الدول الألمانية والإيطالية والنمساوية فكانت القومية. أثارت القومية التي حفزتها الحركة الرومانسية العديد من المجموعات العرقية / اللغوية عن ماضيهم المشترك. عاش الألمان والإيطاليون في ظل حكومات متعددة وطالبوا بالاتحاد في دولهم الوطنية. أما الإمبراطورية النمساوية، فإن العديد من الأعراق التي تحت كانت حكمها فقد قاتلوا من أجل الخلاص - بالذات المجريين -.
قاد الانتفاضات ائتلافات مؤقتة من الإصلاحيين والطبقات الوسطى والعمال، والتي لم تتماسك لفترة طويلة. كانت البداية في فرنسا، حيث أجبرت حشود كبيرة الملك لويس فيليب الأول على التنازل عن العرش. جاء الإدراك المفاجئ في جميع أنحاء أوروبا أنه من الممكن بالفعل تدمير النظام الملكي. فقتلت عشرات الآلاف من الناس، وأجبرت أعداد أكبر على النفي. تضمنت الإصلاحات الدائمة المهمة إلغاء القنانة في النمسا-المجر، ونهاية الملكية المطلقة في الدنمارك، وإدخال الديمقراطية التمثيلية في هولندا. وجدت الثورات الأكثر أهمية في فرنسا وهولندا ودول الاتحاد الألماني وإيطاليا والإمبراطورية النمساوية.
ولكن في نهاية الأمر فقد انتصرت القوات الحكم القديم، بمساعدة التدخل العسكري الروسي في المجر، والأرستقراطيات التقليدية القوية والكنائس القائمة. وأيضا كانت الطفرة الثورية مفاجئة وغير متوقعة، ولم تستعد للقوى التقليدية، ولم يكن الثوار أيضًا مستعدين - لم تكن لديهم خطط حول كيفية الاحتفاظ بالسلطة عندما أصبحت فجأة في أيديهم، فأضحوا يتشاجرون إلى ما لا نهاية. فجاء رد الفعل بشكل تدريجي، لكن الأرستقراطيين امتلكوا مزايا الثروة الهائلة وشبكات الاتصالات الكبيرة والعديد من الأتباع، وكان هدفهم المحدد هو العودة إلى الوضع القديم.

### الدولة العثمانية
شاركت السلطنة العثمانية لفترة بسيطة في الحروب النابليونية بعد الحملة الفرنسية على مصر وسوريا 1798-1801. لم تتم دعوته إلى مؤتمر فيينا. وقد ضعفت قوتها العسكرية خلال تلك الفترة ضعفا شديدا، وفقدت معظم ممتلكاتها في أوروبا (بدءًا من اليونان) وفي شمال إفريقيا (بدءًا من مصر). كانت روسيا أكبر عدو لها، بينما كانت بريطانيا الداعم الرئيسي لها.
ومع تقدم الزمن في القرن التاسع عشر، ازداد ضعف السلطنة عسكريًا واقتصاديًا. وفقدت المزيد والمزيد من السيطرة على حكوماتها المحلية وخاصة في أوروبا. فبدأت في اقتراض مبالغ كبيرة، حتى أفلست في 1875. أصبحت بريطانيا على نحو متزايد حليفها الرئيسي وحاميها، حتى أنها خاضت حرب القرم ضد روسيا في خمسينيات القرن التاسع عشر لمساعدتها على البقاء. ولعب ثلاثة قادة بريطانيين أدوارًا رئيسية. أولهم اللورد بالمرستون الذي اعتبر السلطنة عنصرًا أساسيًا في ميزان القوى في حقبة 1830-1865، هو الأكثر رغبةً للقسطنطينية. وكذلك سعى ويليام جلادستون [الإنجليزية] في سبعينيات القرن التاسع عشر إلى بناء الوفاق الأوروبي الذي من شأنه أن يدعم بقاء السلطنة. وفي ثمانينيات وتسعينيات القرن التاسع عشر فكر اللورد سالزبوري في تقطيع أوصالها بشكل منظم بحيث يقلل من التنافس بين القوى الكبرى عليها. كان مؤتمر برلين 1884 حول إفريقيا -باستثناء مؤتمر لاهاي 1899 الفاشل- آخر قمة سياسية دولية كبيرة قبل 1914. وقف جلادستون بمفرده في الدعوة إلى العمل المنسق بدلاً من العمل الفردي فيما يتعلق بإدارة مصر الداخلية وإصلاح السلطنة العثمانية وانفتاح إفريقيا. ولكن رفض بسمارك واللورد سالزبوري موقف جلادستون وكانا أكثر تمثيلاً في اتفاق الآراء.

#### استقلال صربيا

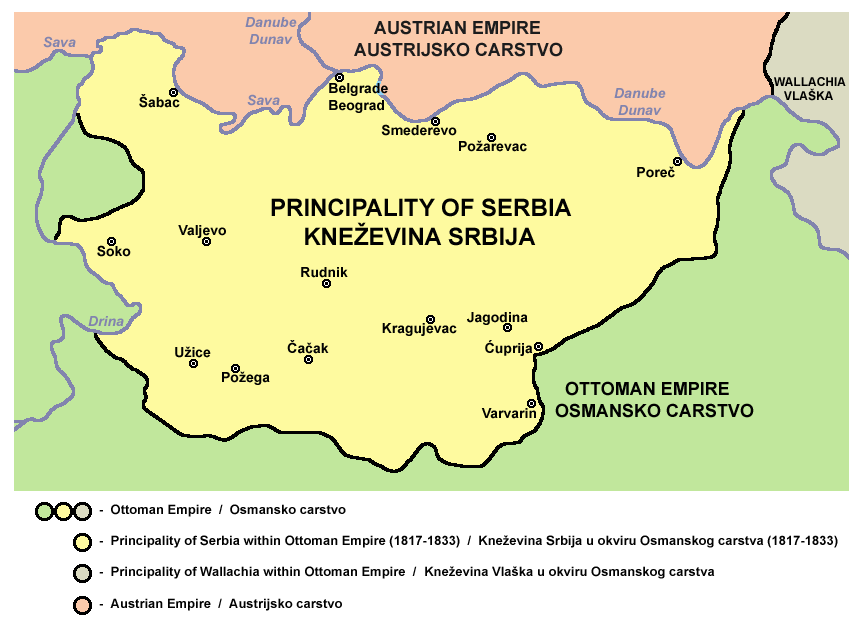
إمارة صربيا سنة 1817

نجاح ثورة الصرب ضد العثمانيين كانت بمثابة تأسيس دولتهم الحديثة. فجرت الثورة في سنوات 1804 و 1835، حيث انقلت تلك المنطقة من مقاطعة عثمانية إلى مملكة دستورية ودولة حديثة. تميز الجزء الأول من الفترة «1804 إلى 1815» بالنضال العنيف من أجل الاستقلال مع انتفاضتين مسلحتين. شهدت الفترة اللاحقة «1815-1835» توطيدًا سلميًا للسلطة السياسية لصربيا المتمتعة بالحكم الذاتي بشكل متزايد، وبلغت ذروتها في الاعتراف بالحق في الحكم الوراثي من قبل الأمراء الصرب في 1830 و 1833 والتوسع الإقليمي للنظام الملكي الجديد. أدى اعتماد أول دستور مكتوب في 1835 إلى إلغاء الإقطاع والقنانة، وجعل البلاد لها سيادة.

#### حرب القرم
دارت حرب القرم (1853-1856) بين روسيا من جهة وتحالف بريطانيا العظمى وفرنسا وسردينيا والدولة العثمانية من جهة أخرى. وهُزمت روسيا في تلك الحرب. وفي سنة 1851 أجبر نابليون الثالث ملك فرنسا الباب العالي (الحكومة العثمانية) على الاعتراف بفرنسا حامية للمواقع المسيحية في الأرض المقدسة. شجبت روسيا هذا الادعاء، لأنها عدت نفسها بأنها حامية المسيحيين الأرثوذكس الشرقيين في الدولة العثمانية. أرسلت فرنسا أسطولها إلى البحر الأسود. فردت روسيا باستعراض القوة الخاص بها. وفي 1851 أرسلت روسيا قواتها إلى المقاطعات العثمانية البغدان والأفلاق. فردت بريطانيا التي خشيت على أمن السلطنة بإرسال أسطولًا للانضمام إلى الفرنسيين متوقعين أن يتراجع الروس. ولكن ذلك لم يتحقق، وفشلت الجهود الدبلوماسية، مما أجبر السلطان بإعلان الحرب على روسيا في أكتوبر 1851. في أعقاب كارثة البحرية العثمانية في نوفمبر، أعلنت بريطانيا وفرنسا الحرب على روسيا. فدارت معظم المعارك في شبه جزيرة القرم، والتي استولى عليها الحلفاء بالآخر.

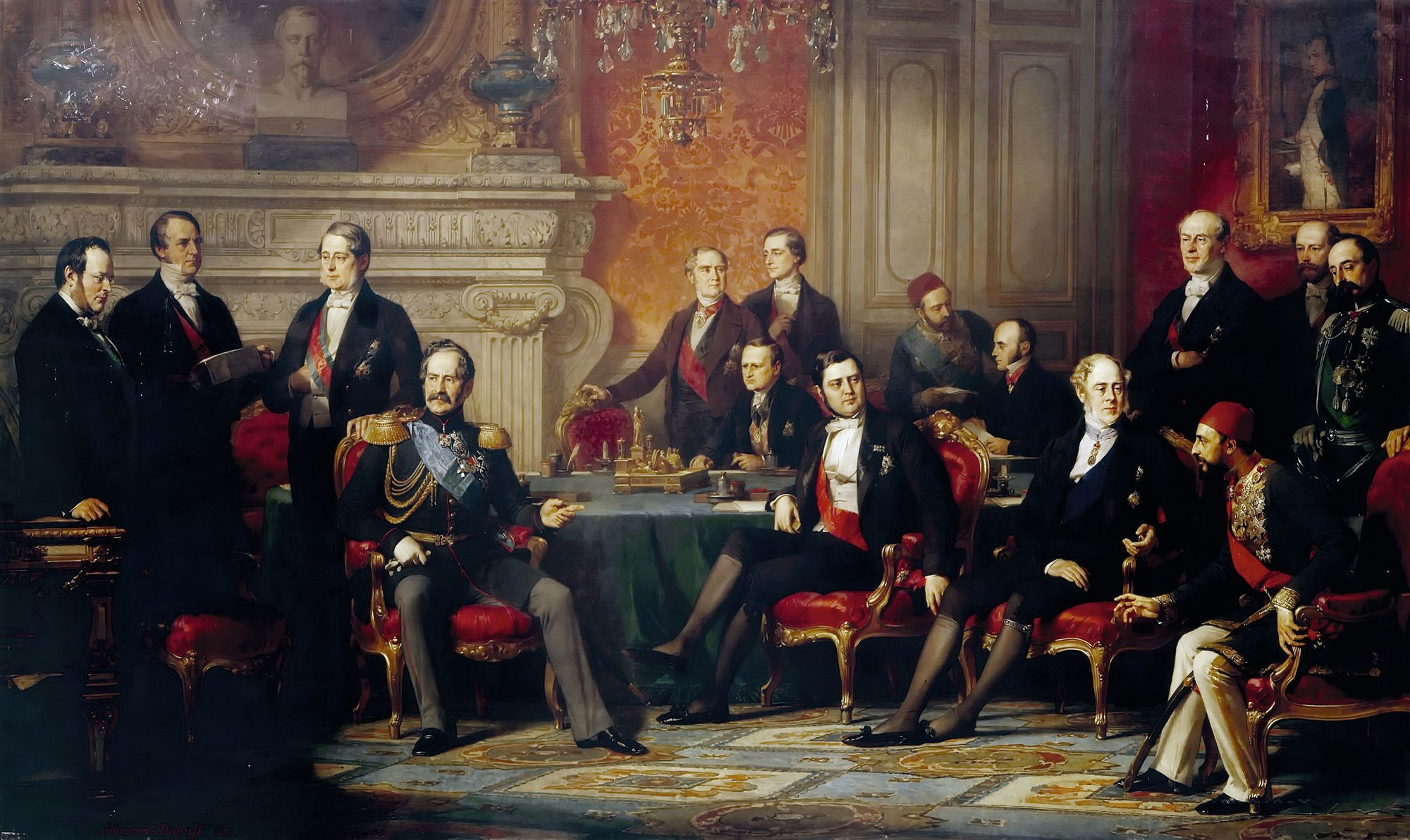
مؤتمر باريس (1856) حيث انهى الدبلوماسيون حرب القرم. اللوحة إدوارد لويس دوبوف

هُزمت روسيا وأجبرت على توقيع مؤتمر باريس في 30 مارس 1856 التي أنهت الحرب. ووعدت القوى باحترام الاستقلال العثماني ووحدة أراضيها. تخلت روسيا عن بعض الأراضي، وتخلت عن مطالبتها بالحماية على المسيحيين في المناطق العثمانية. في ضربة كبيرة للقوة والهيبة الروسية، تم تجريد البحر الأسود من السلاح، وإنشاء لجنة دولية لضمان حرية التجارة والملاحة على نهر الدانوب. ظلت البغدان والأفلاق تحت الحكم العثماني الاسمي، ولكن تم منحهما دساتير مستقلة ومجالس وطنية.
تم وضع قواعد جديدة للتجارة في زمن الحرب: (1) اعتبار القرصنة عمل غير قانوني. (2) يحمي العلم المحايد البضائع المعادية باستثناء البضائع الممنوعة؛ (3) يمنع الاستيلاء على بضائع الدول المحايدة -عدا البضائع الممنوعة- تحت علم العدو؛ (4) لكي يكون الحصار قانونيًا يجب أن يكون فعالًا.
ساعدت الحرب في تحديث الصراعات من خلال إدخال تقنيات جديدة رئيسية مثل السكك الحديدية والتلغراف وطرق التمريض الحديثة. شكلت الحرب على المدى الطويل نقطة تحول في السياسة الداخلية والخارجية لروسيا. أظهر الجيش الروسي ضعفه وقيادته الضعيفة وافتقاره إلى الأسلحة والتكنولوجيا الحديثة. لم يكن الاقتصاد الروسي الضعيف قادرًا على دعم مغامراتها العسكرية بشكل كامل، لذا أعاد توجيه انتباهه في المستقبل إلى مناطق المسلمين الأضعف بكثير في آسيا الوسطى، وترك أوروبا وشأنها. استخدم المثقفون الروس الهزيمة المخزية للمطالبة بإصلاح جذري للحكومة والنظام الاجتماعي. أضعفت الحرب كلاً من روسيا والنمسا، لذا لم يعد بإمكانهما تعزيز استقرارهما. فتح هذا الطريق أمام نابليون الثالث وكافور (في إيطاليا) وأوتو فون بسمارك (في ألمانيا) لشن سلسلة من الحروب في ستينيات القرن التاسع عشر أعادت تشكيل أوروبا.

#### البغدان والأفلاق

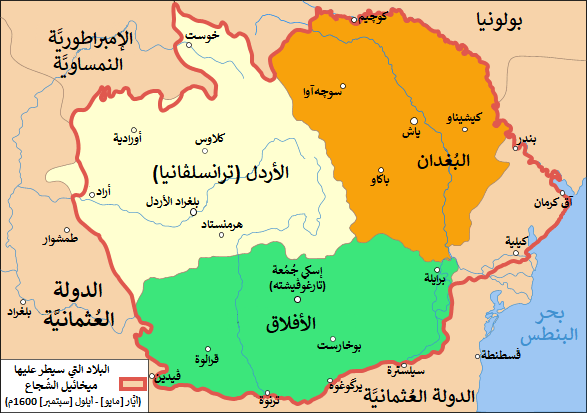
مقاطعات رومانيا الثلاث وتظهر إمارة الأفلاق (والاشيا) باللون الأخضر، وإمارة البغدان (مولدافيا) باللون البرتقالي اللتان شكلتا رومانيا سنة 1859، ثم استحوذت على إمارة الأردل (ترانسيلفانيا) باللون الأصفر سنة 1918.

انفصلت المقاطعات العثمانية لمولدافيا والأفلاق ببطء في فترة انتقالية سلمية إلى حد كبير، وحققت استقلالًا ذاتيًا فعالًا بحلول 1859، حيث أصبحت رسميًا دولة رومانيا المستقلة في 1878. كانت المقاطعتان تحت السيطرة العثمانية لفترة طويلة، لكن كل من روسيا والنمسا أرادتهما أيضًا، مما جعل المنطقة موقعًا للصراع في القرن التاسع عشر. وكان معظم السكان من الأرثوذكس في الدين ويتحدثون الرومانية، ولكن كان هناك العديد من الأقليات مثل اليهود واليونانيين. وقد احتلت روسيا المقاطعات بعد معاهدة أدرنة (1829). وتضافرت القوات الروسية والتركية لقمع ثورة الأفلاق (1848). وخلال حرب القرم سيطرت النمسا على المنطقة. ثم قرر السكان الوحدة على أساس الروابط التاريخية والثقافية والعرقية. فدخلت حيز التنفيذ في 1859 بعد انتخاب ألكسندر يوحنا كوزا مرتين كأمير حاكم للممالك المتحدة لبغدان والأفلاق (أعيدت تسميته لرومانيا في 1862).
برعاية روسية حصلت رومانيا رسميًا على استقلالها سنة 1878. ركزت اهتمامها على ترانسيلفانيا، وهي المنطقة التاريخية في المجر وبها حوالي مليوني روماني. وعندما انهارت الإمبراطورية النمساوية المجرية نهاية الحرب العالمية الأولى، حصلت رومانيا على ترانسيلفانيا.

## 1860-1871: القوميات والاتحادات
نما شعور القومية بقوة أوائل القرن التاسع عشر وحتى منتصفه، ومنها تحقيق الهوية الثقافية بين الناس الذين يتشاركون نفس اللغة والتراث الديني. كانت قوية في البلدان القائمة، وكانت دافعًا قويًا للمطالبة بمزيد من الوحدة أو الاستقلال عند الألمان والأيرلنديين والإيطاليين واليونانيين والشعوب السلافية في جنوب شرق أوروبا. كما نما الإحساس القوي بالقومية في الدول المستقلة القائمة، مثل بريطانيا وفرنسا. يقول المؤرخ الإنجليزي جون بانيل بيوري:

### بريطانيا العظمى
في 1859 بعد خروج حكومة محافظة لم تدم طويلاً، تعاون رئيس الوزراء اللورد بالمرستون مع إيرل راسل مع اختلافهما، حيث وافق راسل على العمل وزيراً للخارجية في حكومة بالمرستون الجديدة. كانت أول حكومة ليبرالية حقيقية. وكانت تلك الفترة حافلة بالأحداث في العالم، حيث شهدت توحيد إيطاليا والحرب الأهلية الأمريكية وحرب شليسفيغ هولشتاين 1864 بين الدنمارك والدول الألمانية. تم إغراء راسل وبالمرستون بالتدخل إلى جانب الكونفدرالية في الحرب الأهلية الأمريكية، لكنهما أبقيا بريطانيا على الحياد في كل حالة.

### فرنسا

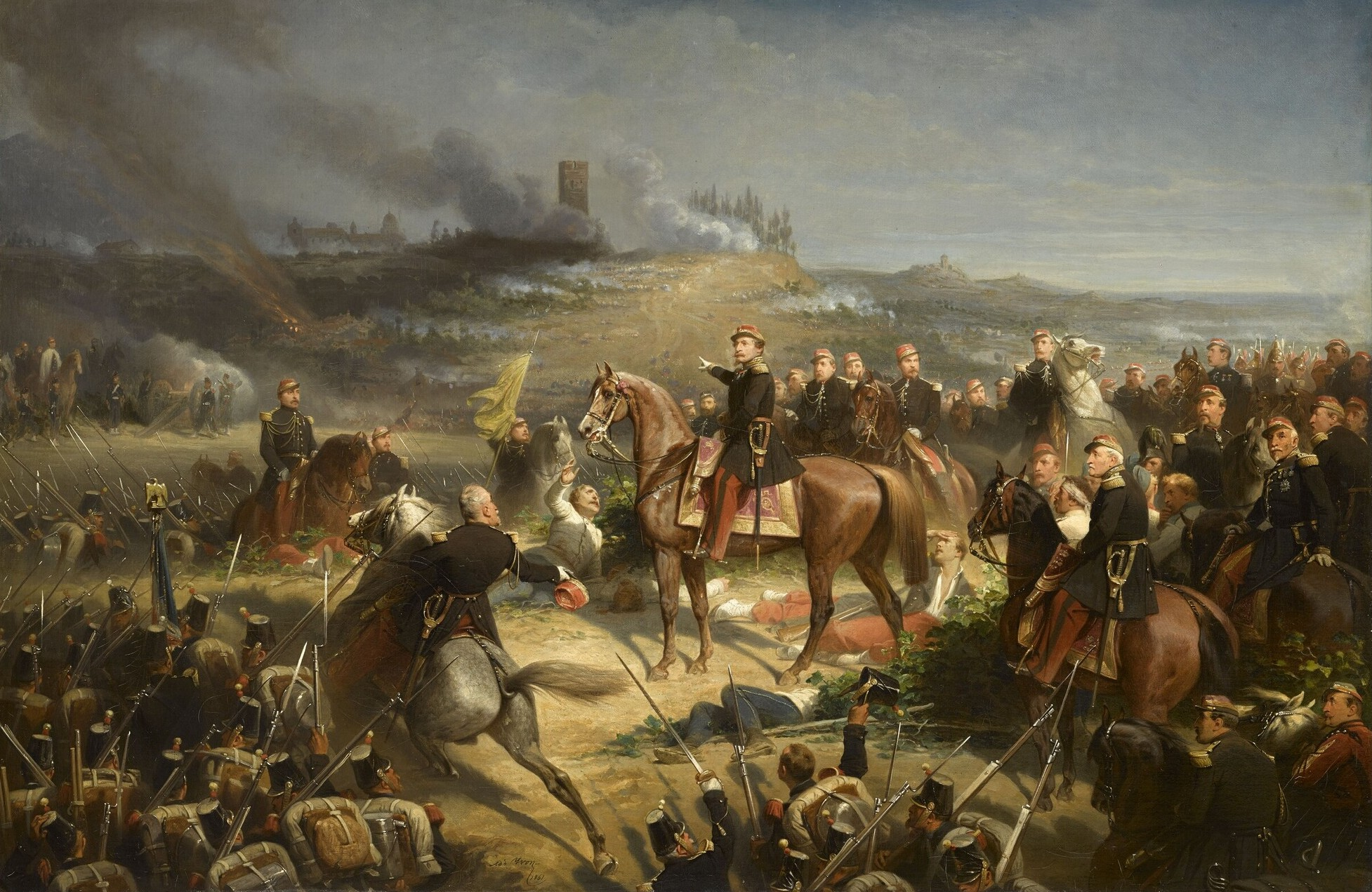
نابليون الثالث مع جنوده في معركة سولفرينو التي ضمنت انسحاب النمسا من إيطاليا.

على الرغم من وعوده في سنة 1852 بحكم سلمي، إلا أن نابليون الثالث لم يستطع مقاومة إغراءات المجد في الشؤون الخارجية. كان صاحب رؤية وغامض وكتوم. ولديه طاقم عمل ضعيف، وكثيرا مايخالف أنصاره المحليين. وفي النهاية هو غير كفء دبلوماسيًا. ومع أنه هدد بغزو بريطانيا في 1851، إلا أنه تعاون معها في تحالف حرب القرم في خمسينيات القرن التاسع عشر، ووقع معها معاهدة تجارية رئيسية في 1860. ومع ذلك كانت بريطانيا تنظر إلى إمبراطوريته الثانية بارتياب شديد، خاصة وأنه بنى أسطولًا بحريًا ووسع من إمبراطوريته واتبع سياسة خارجية أكثر نشاطًا.
حقق نابليون الثالث بعض النجاحات: فقد عزز من سيطرة فرنسا على الجزائر، وأسس قواعد في إفريقيا، وبدأ في الاستيلاء على الهند الصينية، وفتح التجارة مع الصين. سهّل قيام شركة فرنسية ببناء قناة السويس، الأمر الذي لم تستطع بريطانيا إيقافه. وفي أوروبا فشل نابليون مرارًا وتكرارًا. لم تسفر حرب القرم 1854-1856 عن مكاسب. سهلت الحرب مع النمسا سنة 1859 من توحيد إيطاليا، حيث كوفئ نابليون بضم سافوي ونيس. انزعج البريطانيون من تدخله في الشام في 1860-1861. وأثار غضب الكاثوليك بسبب سوء معاملته للبابا، ثم عكس نفسه وأثار غضب الليبراليين المعادين للإكليروس في الداخل وحلفائه الإيطاليين السابقين. قام أيضا بتخفيض الرسوم الجمركية مما ساعد البلاد على المدى الطويل، ولكن على المدى القصير أغضب أصحاب العقارات الكبيرة وصناع المنسوجات والحديد، بينما دفع العمال القلقين إلى التنظيم. ازدادت الأمور سوءًا في ستينيات القرن التاسع عشر عندما كاد أن يتورط في حرب مع الولايات المتحدة في 1862، بينما كان تدخله في المكسيك في 1861-1867 كارثة كاملة. أخيرًا في النهاية ذهب إلى الحرب ضد بروسيا سنة 1870 بعدما فات الأوان لوقف مشروع توحيد ألمانيا -باستثناء النمسا- تحت قيادة بروسيا. فقد عزله الجميع، بعد فشله في الحصول على تحالف مع النمسا وإيطاليا. لم يكن لفرنسا حلفاء وكانت منقسمة بشدة في الداخل. هُزمت بشكل كارثي في معاركها مع ألمانيا، وخسرت الألزاس ولورين. فعبارة أ.ج.ب تيلور واضحة:«لقد دمر قوة فرنسا العظمى».

### الوحدة الإيطالية

مراحل الوحدة الإيطالية في الفترة 1829 - 1871

مرحلة الوحدة الإيطالية (بالإيطالية: Risorgimento) هي حقبة من 1848 - 1871 التي شهدت استقلال الإيطاليين عن هابسبورغ النمساوية في الشمال والبوربون الإسبانية في الجنوب، مما ضمن التوحيد القومي. أخذت بييمونتي (المعروفة باسم مملكة سردينيا) زمام المبادرة وفرضت نظامها الدستوري على دولة إيطاليا الجديدة.
ضمنت البابوية الدعم الفرنسي لمقاومة التوحيد، خوفًا من إضعاف الكنيسة إن تخلت عن ولاياتها البابوية، والسماح لليبراليين بالهيمنة على الكاثوليك المحافظين. استولت مملكة إيطاليا أخيرًا على الولايات البابوية في 1870، عندما انسحب الجيش الفرنسي. وأعلن البابا الغاضب نفسه سجينًا. إلى أن توصل خليفته البابا بيوس الحادي عشر أخيرًا إلى اتفاق سلام مع إيطاليا سنة 1929. بعد 1870 تم الاعتراف بإيطاليا باعتبارها القوة العظمى السادسة، وإن كانت أضعف بكثير من الآخرين.

### الولايات المتحدة
خلال الحرب الأهلية الأمريكية (1861-1865)، حاولت ولايات الرقيق الجنوبية الانفصال عن الاتحاد وإقامة دولة مستقلة باسم:«الولايات الكونفدرالية الأمريكية». لم يتقبل الشمال تفكيك الاتحاد وقاتل لاستعادته. القادة الأرستقراطيين البريطانيين والفرنسيين كرهوا شخصيًا الجمهورية الأمريكية وفضلوا الكونفدرالية الأرستقراطية. كان الجنوب المصدر الرئيسي للقطن لمصانع النسيج الأوروبية. كان هدف الكونفدرالية هو الحصول على التدخل البريطاني والفرنسي، أي الحرب ضد الاتحاد. اعتقد الكونفدراليون (بدليل ضئيل) أن «القطن هو الملك» - أي أن القطن كان ضروريًا جدًا للصناعة البريطانية والفرنسية لدرجة أنهم سيقاتلون من أجل الحصول عليه. لقد جمع الكونفدراليون الأموال في أوروبا، والتي استخدموها لشراء السفن الحربية والذخيرة. ومع ذلك كان لدى بريطانيا فائض كبير من القطن في 1861؛ لم يأتِ التشدد حتى 1862. الأهم كان الاعتماد على الحبوب من شمال الولايات المتحدة لجزء كبير من الإمدادات الغذائية البريطانية، ولم تتدخل فرنسا بمفردها، وعلى أي حال كانت أقل اهتمامًا بالقطن من اهتمامها بتأمين سيطرتها على المكسيك. كانت الكونفدرالية تسمح بذلك إذا حصلت على استقلالها، لكن الاتحاد لن يوافق عليها أبدًا. أوضحت واشنطن أن أي اعتراف رسمي بالكونفدرالية يعني الحرب مع الولايات المتحدة.
ساعد الأمير ألبرت زوج الملكة فيكتوريا في نزع فتيل ذعر الحرب أواخر 1861. فضل الشعب البريطاني عمومًا الولايات المتحدة. جاء القطن القليل المتاح من مدينة نيويورك، حيث أدى الحصار الذي فرضته البحرية الأمريكية إلى إغلاق 95 ٪ من الصادرات الجنوبية إلى بريطانيا. وفي سبتمبر 1862 أثناء الغزو الكونفدرالي لماريلاند فكرت بريطانيا (مع فرنسا) في التدخل والتفاوض على تسوية سلمية، والتي يمكن أن تعني فقط الحرب مع الولايات المتحدة. لكن في نفس الشهر أعلن الرئيس الأمريكي أبراهام لنكولن إعلان تحرير العبيد. نظرًا لأن دعم الكونفدرالية يعني الآن دعم العبودية لم يعد هناك أي احتمال للتدخل الأوروبي.
في تلك الفترة باع البريطانيون الأسلحة لكلا الجانبين، وأسسوا مساهمين في الحصار من أجل تجارة مربحة مع الكونفدرالية، وسمحوا خلسة ببناء السفن الحربية للكونفدرالية. تسببت السفن الحربية في خلاف دبلوماسي كبير تم حله في مطالبات ألاباما سنة 1872 لصالح الأمريكيين.

### ألمانيا

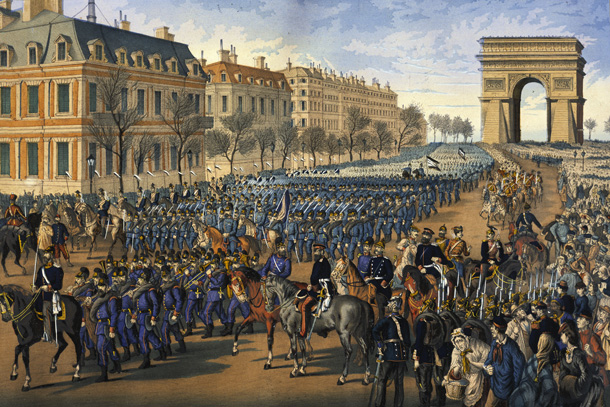
استعراض القوات الألمانية أسفل الشانزليزيه في باريس بعد انتصارهم في الحرب الفرنسية البروسية

أخذت بروسيا بقيادة أوتو فون بسمارك زمام المبادرة في توحيد كل ألمانيا (باستثناء النمسا)، وأنشأت إمبراطورية ألمانية جديدة، بزعامة ملك بروسيا. للقيام بذلك خاض سلسلة من الحروب القصيرة والحاسمة مع الدنمارك والنمسا وفرنسا. فضلت العديد من الولايات الألمانية الصغيرة قيادة بروسيا، حتى اتحدت أخيرًا بعد هزيمة فرنسا في 1871. ثم أصبحت ألمانيا بسمارك أقوى دولة وديناميكية في أوروبا، وشجع بسمارك نفسه عقودًا من السلام في أوروبا.

#### شليسفيغ وهولشتاين
بسبب الوضع المعقد للغاية في شليسفيغ وهولشتاين نشأ خلاف دبلوماسي كبير وعدة حروب، حيث تصادمت المطالبات الدنماركية مع الألمانية، وتورطت النمسا وفرنسا. كانت دوقتي شليسفيغ هولشتاين الدنماركية والألمانية بموجب اتفاق دولي، يحكمها ملك الدنمارك ولكنها لم تكن من الناحية القانونية جزءًا من الدنمارك. نصت معاهدة دولية على عدم فصل المنطقتين عن بعضهما البعض، على الرغم من أن هولشتاين كان جزءًا من الاتحاد الألماني. في أواخر أربعينيات القرن التاسع عشر ومع تنامي القومية الألمانية والدنماركية، حاولت الدنمارك دمج شليسفيغ في مملكتها. فكانت الحرب الأولى انتصارًا دنماركيًا. كانت حرب شلسفيغ الثانية سنة 1864 هزيمة دنماركية على يد بروسيا والنمسا.

#### الوحدة
انقسمت برلين وفيينا السيطرة على المنطقتين. أدى ذلك إلى صراع بينهما، تم حله عن طريق الحرب النمساوية البروسية سنة 1866، والتي انتصرت فيها بروسيا بسرعة لتصبح بذلك زعيمة الشعوب الناطقة بالألمانية. تراجعت النمسا الآن إلى المرتبة الثانية بين القوى العظمى. لم يستطع الإمبراطور الفرنسي نابليون الثالث تحمل الصعود السريع لبروسيا، وبدأ الحرب الفرنسية البروسية في 1870-1871 بسبب الإهانات المتصورة والتفاهات الأخرى. تسببت روح القومية الألمانية في انضمام الولايات الألمانية الأصغر (مثل بافاريا وساكسونيا) إلى الحرب إلى جانب بروسيا. حقق التحالف الألماني نصرًا سهلًا، مما أدى إلى سقوط فرنسا في المرتبة الثانية بين القوى العظمى. جمعت بروسيا تحت حكم أوتو فون بسمارك كل الولايات الألمانية تقريبًا (باستثناء النمسا ولوكسمبورغ وليختنشتاين) في إمبراطورية ألمانية جديدة. أصبحت إمبراطورية بسمارك الجديدة أقوى دولة في قارة أوروبا حتى 1914. كان نابليون الثالث شديد الثقة في قوته العسكرية وفشل في وقف الاندفاع إلى الحرب عندما لم يكن قادرًا على إيجاد حلفاء يدعمونه لوقف توحيد ألمانيا.

## 1871: عام الفترة الانتقالية

### حفظ السلام
| 1 | التحالف المزدوج (1879)        |
| 2 | تحالف الأباطرة الثلاثة (1881) |

| 3 | الحلف الثلاثي (1882)        |
| 4 | معاهدة إعادة التأمين (1887) |

| 1 | التحالف المزدوج (1879)        |
| 2 | تحالف الأباطرة الثلاثة (1881) |

| 3 | الحلف الثلاثي (1882)        |
| 4 | معاهدة إعادة التأمين (1887) |

بعد خمسة عشر عامًا من انتهاء حرب القرم بدأت ألمانيا وفرنسا فترة سلام في أوروبا سنة 1871. ومع تأسيس القيصرية الألمانية وتوقيع معاهدة فرانكفورت (1871) (10 مايو 1871)، برز أوتو فون بسمارك بأنها شخصية حاسمة في التاريخ الأوروبي من 1871 إلى 1890. احتفظ بالسيطرة على بروسيا وكذلك سياسات الإمبراطورية الألمانية الجديدة الخارجية والداخلية. بنى بسمارك سمعته بأنه صانع حرب لكنه تحول بين عشية وضحاها إلى صانع سلام. لقد استخدم بمهارة دبلوماسية توازن القوى للحفاظ على مكانة ألمانيا في أوروبا، التي على الرغم من العديد من النزاعات ومخاوف الحرب، ظلت في سلام. بالنسبة للمؤرخ إريك هوبسباوم كان بسمارك «بطل العالم بلا منازع في لعبة الشطرنج الدبلوماسية المتعددة الأطراف لما يقرب من عشرين عامًا بعد 1871، وكرس نفسه بصورة حصرية وناجحة للحفاظ على السلام بين القوى». واستنتج المؤرخ بول كنابلوند:
كانت النتيجة الصافية للقوة والمكانة العسكرية لألمانيا جنبًا إلى جنب مع المواقف التي أسسها أو تلاعب بها مستشارها هو أنه في الثمانينيات أصبح بسمارك الحكم في جميع النزاعات الدبلوماسية الخطيرة، سواء فيما يتعلق بأوروبا أو إفريقيا أو آسيا. قضايا مثل حدود دول البلقان، ومعاملة الأرمن في السلطنة التركية واليهود في رومانيا، والشؤون المالية لمصر، والتوسع الروسي في الشرق الأوسط، والحرب بين فرنسا والصين، وتقسيم أفريقيا كان لابد من إحالته إلى برلين؛ كان بسمارك يحمل المفتاح لحل كل تلك المشاكل.
إلا أن خطأ بسمارك الرئيسي هو الاستسلام للجيش ومطالبة الشعب الألماني الشديدة بالاستحواذ على مقاطعات الألزاس واللورين الحدودية، وبالتالي تحويل فرنسا إلى عدو دائم لارجعة فيه (انظر العداء الفرنسي الألماني). يقول ثيودور زلدن:«أصبح الانتقام واستعادة الألزاس واللورين هدفًا رئيسيًا للسياسة الفرنسية على مدى الأربعين عامًا التالية. وأضحت ألمانيا هي عدو فرنسا، وهي الحقيقة الأساسية للعلاقات الدولية.» كان حل بسمارك هو جعل فرنسا دولة الأمة المنبوذة ، وتشجيع الملوك على السخرية من وضعها الجمهوري الجديد، وبناء تحالفات معقدة مع القوى الكبرى الأخرى - النمسا وروسيا وبريطانيا - لإبقاء فرنسا معزولة دبلوماسيًا. كان العنصر الأساسي هو عصبة الأباطرة الثلاثة، حيث جمع بسمارك حكام برلين وفيينا وسانت بطرسبرغ أن يحموا أمن بعضهم البعض، مع إخراج فرنسا؛ واستمرت العصبة من 1881 إلى 1887.

### القوى الرئيسية
دخلت بريطانيا حقبة «العزلة الرائعة» حيث تجنب التعقيدات التي قادتها إلى حرب القرم غير السعيدة في 1854-1856. فركزت على التنمية الصناعية الداخلية والإصلاح السياسي، وبناء ممتلكاتها الخارجية الضخمة -الإمبراطورية البريطانية- مع الحفاظ إلى أقصى حد على أقوى بحرية في العالم لحماية موطنها في الجزيرة وممتلكاتها العديدة في الخارج. لقد اقتربت بشكل خطير من التدخل في الحرب الأهلية الأمريكية في 1861-1862، وفي مايو 1871 وقعت معاهدة واشنطن مع الولايات المتحدة التي اشتكت في التحكيم بأن ضعف الحياد البريطاني قد أدى إلى إطالة أمد الحرب. منح المحكمون في النهاية الولايات المتحدة 15 مليون دولار. واستفادت روسيا من الحرب الفرنسية البروسية للتخلي عن معاهدة 1856 التي اضطرت بموجبها إلى تجريد البحر الأسود من السلاح. كان رفض المعاهدات غير مقبول للقوى، لذلك كان الحل هو عقد مؤتمر في يناير 1871 في لندن ألغى رسميًا العناصر الرئيسية لمعاهدة 1856 وأيد الإجراء الروسي الجديد. لطالما أرادت روسيا السيطرة على القسطنطينية والمضائق التي تربط البحر الأسود بالبحر الأبيض المتوسط وأرادت تحقيق ذلك في الحرب العالمية الأولى. وطالما نشرت فرنسا جيشًا في روما لحماية البابا، واستدعت الجنود في 1870، فدخلت مملكة إيطاليا واستولت على الأراضي البابوية المتبقية، وجعلت روما عاصمتها سنة 1871 منهية مشروع الوحدة الإيطالية، بعدما توحدت إيطاليا أخيرًا، ولكن على حساب نفور البابا والمجتمع الكاثوليكي لمدة نصف قرن؛ وبالنهاية تم حل هذا الوضع غير المستقر سنة 1929 مع اتفاقية لاتران.

### التجنيد
كان اتجاه النظام البروسي الرئيسي هو الابتعاد عن الجيش المحترف بالكامل إلى جيش يجمع بين الجنود المحترفين وقاعدة متناوبة من المجندين، الذين انتقلوا بعد عام أو عامين من الخدمة الفعلية إلى عقد أو أكثر من الخدمة الاحتياطية مع برنامج التدريب الصيفي كل عام. كان التدريب في وقت السلم، وفي زمن الحرب يمكن تعبئة جيش أكبر بكثير ومدرب جيدًا ومجهز بالكامل بسرعة كبيرة. بدأت بروسيا المشروع في 1814، مما جعل انتصاراتها في ستينيات القرن التاسع عشر نموذجًا لا يقاوم. كان العنصر الأساسي هو التجنيد الشامل، مع استثناءات قليلة نسبيًا. تم تجنيد الطبقات العليا في سلك الضباط لتدريب لمدة عام واحد، ولكن مع ذلك كان مطلوبًا منها القيام بواجبها الاحتياطي الكامل مع أي شخص آخر. تبنت النمسا النظام في 1868 (بعد هزيمتها أمام بروسيا بفترة وجيزة) وفرنسا في 1872 (بعد هزيمتها أمام بروسيا ودول الاتحاد الألماني بوقت قصير). تبعتها اليابان سنة 1873، وروسيا سنة 1874، وإيطاليا 1875. تبنت جميع الدول الكبرى التجنيد الإجباري بحلول 1900، باستثناء بريطانيا العظمى والولايات المتحدة. بحلول وقت السلم كان لدى ألمانيا جيش قوامه 545,000 جندي، ويمكن زيادته في غضون أيام إلى 3,4 مليون عن طريق استدعاء الاحتياطي. الأرقام المماثلة في فرنسا كانت 1,8 مليون و 3,5 مليون؛ النمسا 1,1 مليون و 2,6 مليون؛ روسيا 1,7 مليون إلى 4 ملايين. كان النظام الجديد مكلفًا، حيث تضاعف أو ازداد ثلاث مرات نصيب الفرد من القوات بين 1870 و 1914. بحلول ذلك الوقت بلغ متوسط الإنفاق الدفاعي حوالي 5٪ من الدخل القومي. ومع ذلك بدا دافعو الضرائب راضين؛ أعجب الآباء بشكل خاص بالتحسينات الدراماتيكية التي ظهرت في الأولاد غير الناضجين الذين طردوا في سن 18، مقارنة بالرجال الحكماء الذين عادوا بعد ذلك بعامين.

## الإمبريالية

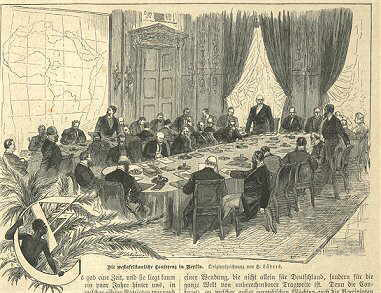
نظم مؤتمر برلين (1884) برئاسة المستشار الألماني أوتو فون بسمارك الاستعمار الأوروبي في إفريقيا

شاركت معظم القوى الكبرى (ومعها بعض القوى الصغيرة مثل بلجيكا وهولندا والدنمارك) في الاستعمار، وبنت إمبراطورياتها فيما وراء البحار خاصة في إفريقيا وآسيا. على الرغم من وجود العديد من التمردات، إلا أن المؤرخين لا يحسبون سوى عدد قليل من الحروب، وكانت صغيرة الحجم: حربان أنجلو بوير (1880-1881 و 1899-1902)، والحرب اليابانية الصينية الأولى (1894-1895)، والحرب الإيطالية الإثيوبية الأولى (1895-1896)، الحرب الإسبانية الأمريكية (1898)، والحرب الإيطالية العثمانية (1911). كانت أكبرها الحرب الروسية اليابانية سنة 1905، وهي الحرب الوحيدة التي تقاتلت فيها قوتان رئيسيتان مع بعضهما البعض.
قام المؤرخون بتقييم سجل مختلط من حيث الربحية للإمبراطوريات الرئيسية من 1875 إلى 1914. كان الافتراض هو أن المستعمرات ستوفر سوقًا مقيدة ممتازة للمواد المصنعة. ونادرًا ما كان هذا صحيحًا عدا الهند. بحلول تسعينيات القرن التاسع عشر، اكتسب الاستعماريون فائدة اقتصادية في المقام الأول من إنتاج مواد خام غير مكلفة لتغذية قطاع التصنيع المحلي. بشكل عام استفادت بريطانيا العظمى بشكل جيد من الهند، ولكن ليس من معظم بقية إمبراطوريتها. كان أداء هولندا جيدًا في جزر الهند الشرقية. حصلت ألمانيا وإيطاليا على القليل جدًا من التجارة أو المواد الخام من إمبراطورياتهما. وكان أداء فرنسا أفضل قليلاً. اشتهرت الكونغو البلجيكية بأنها مربحة عندما كانت مزرعة مطاط رأسمالية يملكها ويديرها الملك ليوبولد الثاني كمشروع خاص. ومع ذلك أدت الفضائح المتتالية عن سوء معاملة العمال بالمجتمع الدولي إلى إجبار حكومة بلجيكا على توليها في ذلك في 1908، فأصبحت أقل ربحية بكثير. أما الفلبين فقد كلفت الولايات المتحدة أكثر مما كانت تتوقعه بكثير.
بلغ عدد السكان المستعمرات في العالم في وقت الحرب العالمية الأولى حوالي 560 مليون شخص، منهم 70.0٪ خضعوا للحكم البريطاني، 10.0٪ لفرنسا، 8.6٪ لهولندا، 3.9٪ لليابان، 2.2٪ لألمانيا، 2.1٪ لأمريكا، 1.6٪ للبرتغال، 1.2٪ لبلجيكا، 0.5٪ لإيطاليا. وبلغ عدد سكان الدول الاستعمارية حوالي 370 مليون شخص.

### الإمبراطورية الفرنسية في آسيا وإفريقيا

#### استيلاء فرنسا على المكسيك
استغل نابليون الثالث الحرب الأهلية الأمريكية ليسيطر على المكسيك وجعل الإمبراطور ماكسيميليان تابع له. أرسلت فرنسا وإسبانيا وبريطانيا الغاضبة من ديون مكسيكية غير مدفوعة قوة عسكرية مشتركة استولت على مبنى جمارك فيراكروز في المكسيك في ديسمبر 1861. وسرعان ما انسحبت إسبانيا وبريطانيا بعد أن أدركتا أن نابليون الثالث كان ينوي الإطاحة بالحكومة المكسيكية برئاسة بينيتو خواريز وتأسيس إمبراطورية مكسيكية ثانية. حصل نابليون على دعم بقايا العناصر المحافظة التي هزمها خواريز وليبراليون في حرب الإصلاح، وهي حرب أهلية من 1857 إلى 1861. بعد التدخل الفرنسي في المكسيك سنة 1862. نصب نابليون الأرشيدوق النمساوي ماكسيميليان هابسبورغ إمبراطورًا على المكسيك. حشد خواريز المعارضة للفرنسيين، ودعمت واشنطن خواريز ورفضت الاعتراف بالحكومة الجديدة لأنها انتهكت مبدأ مونرو. بعد انتصارها على الكونفدرالية سنة 1865 أرسلت الولايات المتحدة 50,000 جندي مقاتل متمرس إلى الحدود المكسيكية لتوضيح موقفها. وكان امداد نابليون ضعيفًا جدًا؛ فقد أرسل 40,000 جندي إلى المكسيك، و 20,000 إلى روما لحماية البابا من الإيطاليين، و 80,000 في الجزائر المضطربة. علاوة على ذلك فقد شكلت بروسيا التي هزمت لتوها النمسا تهديدًا وشيكًا. أدرك نابليون مأزقه وسحب كل قواته من المكسيك في 1866. استعاد خواريز السيطرة وأعدم الإمبراطور البائس.
أصبحت قناة السويس التي بناها الفرنسيون في البداية، مشروعًا بريطانيًا فرنسيًا مشتركًا في 1875، حيث اعتبر كلاهما أنه أمر حيوي للحفاظ على نفوذهم وإمبراطورياتهم في آسيا. وفي سنة 1882 دفعت الاضطرابات المدنية المستمرة في مصر بريطانيا إلى التدخل ومد يدها إلى فرنسا. ولكن كان جول فيري رائد التوسع الفرنسي خارج منصبه، فسمحت الحكومة الفرنسية لبريطانيا بالسيطرة التامة على مصر.

### الاستيلاء على مصر 1882

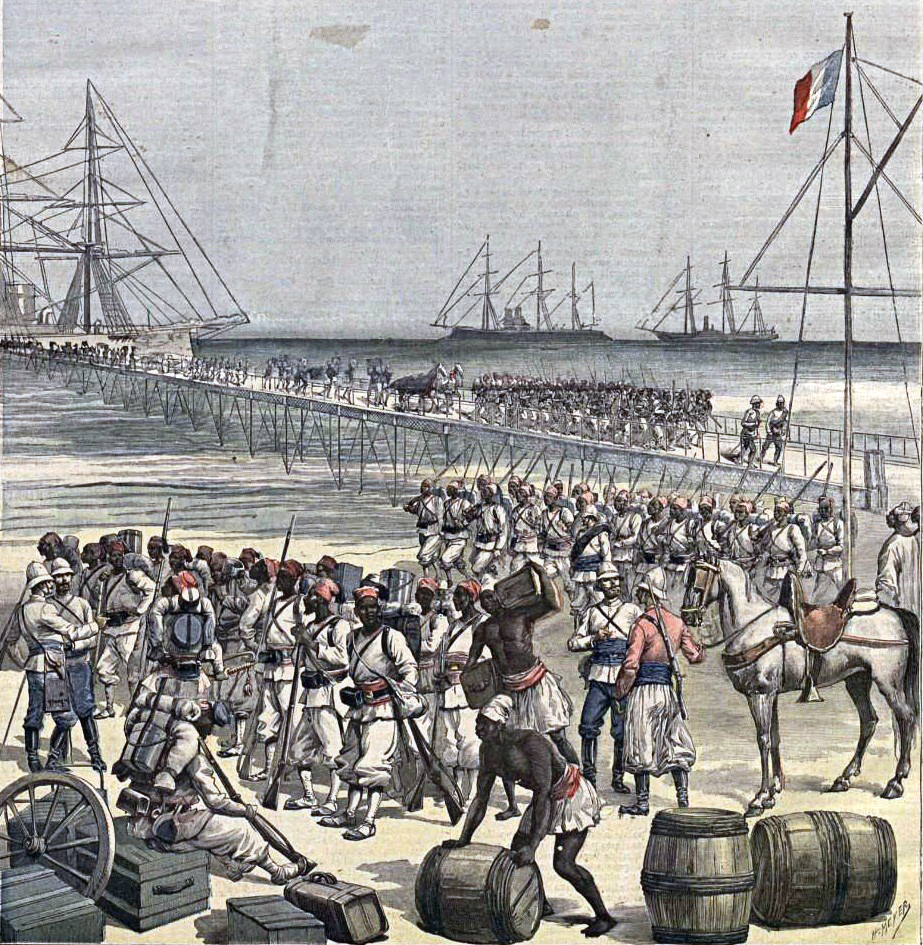
في 1892 غزت الكتائب السنغالية بقيادة الكولونيل ألفريد أميدي دودز مملكة داهومي (بنين الحالية).

كان الحدث الأكثر حسماً هو الحرب الإنجليزية المصرية (1882) التي أدت إلى احتلال بريطانيا لمصر لسبعة عقود، مع احتفاظ الدولة العثمانية بالسلطة الاسمية حتى 1914. كانت فرنسا غير سعيدة للغاية، بعد أن فقدت السيطرة على القناة التي بنتها ومولتها وحلمت بها منذ عقود. كانت ألمانيا والنمسا وروسيا وإيطاليا - وبالطبع السلطنة العثمانية ذاتها - غاضبة من تدخل لندن الأحادي. يقول المؤرخ أ. تايلور إن هذا «كان حدثًا عظيمًا؛ في الواقع الحدث الحقيقي الوحيد في العلاقات الدولية في الفترة بين معركة سيدان وهزيمة روسيا في الحرب الروسية اليابانية». وأكد تايلور على التأثير طويل المدى بقوله:
غيّر الاحتلال البريطاني لمصر ميزان القوى. لم يقتصر الأمر على منح الأمن البريطاني لطريقهم إلى الهند؛ بل جعلهم سادة شرق البحر الأبيض المتوسط والشرق الأوسط. وأصبح من غير الضروري لهم الوقوف في خط المواجهة ضد روسيا على المضيق.... وهكذا مهدت الطريق للتحالف الفرنسي الروسي بعد عشر سنوات.
والمعروف أن رئيس الوزراء وليم غلادستون وحزبه الليبرالي معارض قوي للإمبريالية، لذلك ناقش المؤرخون تفسير هذا الانقلاب المفاجئ في السياسة. كانت الدراسة الأكثر تأثيرًا هي التي أجراها جون روبنسون ورونالد غالاغر: «إفريقيا والحقبة الفيكتورية (1961)»، التي ركزت على إمبريالية التجارة الحرة وروجت لها مدرسة كامبريدج للتأريخ. حيث أكدوا بعدم وجود خطة ليبرالية طويلة الأمد لدعم الإمبريالية، لكن الضرورة الملحة للعمل لحماية قناة السويس كانت حاسمة في مواجهة ما بدا أنه انهيار جذري للقانون والنظام وتمرد في مصر يصر على طرد الأوروبيين، بغض النظر عن الأضرار التي قد تلحق بالتجارة الدولية والإمبراطورية البريطانية. كان الاستيلاء الكامل على مصر وتحويلها إلى مستعمرة بريطانية مثل الهند، أمرًا خطيرًا للغاية لأنه سيكون إشارة للقوى للاندفاع إلى غنائم الدولة العثمانية المترنحة، مع احتمال نشوب حرب كبرى.
جاء قرار جلادستون بعد توتر العلاقات مع فرنسا. شدد النقاد مثل كين وهوبكنز على الحاجة لحماية الأموال الضخمة التي استثمرها الممولين البريطانيين والسندات المصرية، مع التقليل من مخاطر عدم قابلية قناة السويس للحياة. على عكس الماركسيين فإنهم يؤكدون على المصالح المالية والتجارية «المهذبة»، وليس الرأسمالية الصناعية التي يعتقد الماركسيون أنها كانت دائمًا مركزية. وركز المتخصصون في الشأن المصري في الآونة الأخيرة بتحرك القوى الداخلية التي أدت إلى فشل ثورة عرابي.

### اللعبة الكبرى في وسط آسيا

تركستان الروسية في بداية القرن 20

«اللعبة الكبرى» هي مواجهة سياسية ودبلوماسية حدثت في معظم القرن التاسع عشر بين بريطانيا وروسيا حول أفغانستان والأراضي المجاورة في وسط وجنوب آسيا، وخاصة بلاد فارس (إيران) وتركستان. جعلت بريطانيا حماية جميع المناطق المجاورة للهند أولوية قصوى، واللعبة الكبرى هي في المقام الأول كيف فعل البريطانيون ذلك مع تهديد روسي محتمل. ولم يكن لدى روسيا نفسها خطط للتدخل في الهند، وصرحت بذلك مرارًا وتكرارًا. أدى ذلك إلى جو من عدم الثقة والتهديد المستمر بالحرب بينهما. وإن اندلعت العديد من الصراعات المحلية، ولكن لم تحدث بينهما حرب في آسيا الوسطى.
أدرك بسمارك أن كلا من روسيا وبريطانيا يعتبران السيطرة على آسيا الوسطى أولوية قصوى، وأطلق عليها اسم اللعبة الكبرى. لم يكن لألمانيا أي رهانات مباشرة هناك، ولكن تم تعزيز هيمنتها على أوروبا عندما تمركزت القوات الروسية بعيدًا جدا عن ألمانيا على مدى عقدين -1871-1890-، وقام بالمناورة لمساعدة البريطانيين، على أمل إجبار الروس على إرسال المزيد من الجنود إلى آسيا.

### التدافع على أفريقيا

وسط وشرق أفريقيا سنة 1898 أثناء حادثة فشودة

بدأ «التدافع على إفريقيا» بعد استيلاء بريطانيا المفاجئ على مصر سنة 1882. وردا على ذلك أصبح الجميع أحرارًا في السيطرة على باقي إفريقيا، حيث وسعت بريطانيا وفرنسا وألمانيا وإيطاليا والبرتغال من إمبراطورياتهم الاستعمارية في إفريقيا. وسيطر ملك بلجيكا شخصيًا على الكونغو. أصبحت المراكز على طول الساحل نواة للمستعمرات الممتدة في الداخل. وفي القرن العشرين شجب المتحدثون المناهضون للإمبريالية التدافع على إفريقيا على نطاق واسع. في ذلك الوقت تم الإشادة به كحل للعنف والاستغلال الرهيبين اللذين يتسبب فيهما المغامرون غير المقيدون وتجار العبيد والمستغلون. أخذ بسمارك زمام المبادرة في محاولة استقرار الوضع من خلال مؤتمر برلين في 1884-1885. اتفقت جميع القوى الأوروبية على قواعد أساسية لتجنب النزاعات في إفريقيا.
في المستعمرات البريطانية، تم جلب العمال ورجال الأعمال من الهند لبناء السكك الحديدية والمزارع وغيرها من الشركات. طبقت بريطانيا على الفور الدروس الإدارية التي تم تعلمها في الهند على مصر والمستعمرات الأفريقية الجديدة الأخرى.
وصلت التوترات بين بريطانيا وفرنسا إلى مرحلة متأزمة في إفريقيا. كانت الحرب ممكنة في عدة نقاط، لكنها لم تحدث قط. كانت أخطر الأحداث حادثة فشودة في 1898. حيث حاولت القوات الفرنسية المطالبة بمنطقة في جنوب السودان، ووصلت قوة بريطانية لمواجهتها زعمت أنها تعمل لصالح الخديوي المصري. وتحت ضغط شديد انسحب الفرنسيون لتأمين السيطرة الإنجليزية المصرية على المنطقة. تم الاعتراف بالوضع الراهن من خلال اتفاق بين الدولتين يعترف بالسيطرة البريطانية على مصر، بينما أصبحت فرنسا القوة المهيمنة في المغرب، لكن فرنسا تعرضت لخيبة أمل خطيرة.
فقدت الدولة العثمانية سيطرتها على الجزائر وتونس وليبيا، ولكن احتفظت بسيطرة اسمية على مصر. وفي 1875 اشترت بريطانيا أسهم قناة السويس من خديوي مصر إسماعيل باشا الذي كاد أن يُفلس.

#### كينيا

مناطق إفريقيا التي سيطرت عليها القوى الاستعمارية في 1913، موضحة بجوارها الحدود القومية الحالية.
البلجيكية
البريطانية
الفرنسية
الألمانية
الإيطالية
البرتغالية
الإسبانية
(إثيوبيا وليبيريا) المستقلتين

مثلت تجربة كينيا عملية الاستعمار في شرق إفريقيا. ففي سنة 1850 بدأ المستكشفون الأوروبيون برسم الخرائط الداخلية. وشجع الاهتمام الأوروبي في شرق أفريقيا ثلاثة تطورات. الأول هو وجود جزيرة زنجبار الواقعة قبالة الساحل الشرقي، التي أصبحت قاعدة انطلقت منها التجارة واستكشاف الداخل الأفريقي. وبدأت الدول الأوروبية (بريطانيا وفرنسا وألمانيا والولايات المتحدة) بدءا من 1840 بفتح قنصليات في زنجبار لحماية مصالح مواطنينها الذين يمارسون الأعمال التجارية. ووصلت حمولة الشحن الأجنبي في زنجبار إلى 19 ألف طن. بحلول 1879 وصلت حمولة الشحن إلى 89,000 طن. أما التطور الثاني الذي حفز الاهتمام الأوروبي بأفريقيا فكان الطلب الأوروبي المتزايد على منتجات إفريقيا مثل العاج والقرنفل. أما التطور الثالث فكان ازدياد الاهتمام البريطاني بشرق إفريقيا برغبتهم أولاً بإلغاء تجارة الرقيق. ثم لاحقًا ازداد الاهتمام البريطاني بسبب المنافسة الألمانية. وفي 1887 استأجرت شركة امبريال لشرق افريقيا البريطانية -وهي شركة خاصة- أراضي من ممتلكات السيد سعيد في البر الرئيسي، وهو قطاع يبلغ طوله 10 أميال (16 كم) من الأرض على طول الساحل.
أقامت ألمانيا محمية على ممتلكات سلطان زنجبار الساحلية في 1885. وقامت بتبادل ممتلكاتها الساحلية مع بريطانيا في 1890 مقابل السيطرة الألمانية على ساحل تنجانيقا.
وفي سنة 1895 طالبت الحكومة البريطانية بالمناطق الداخلية غربًا حتى بحيرة نيفاشا. وأقامت محمية شرق إفريقيا. وامتدت حدودها إلى أوغندا سنة 1902. وفي 1920 أصبحت معظم المحمية الواسعة مستعمرة للتاج. مع بداية الحكم الاستعماري في 1895 أصبح الوادي المتصدع والمرتفعات المحيطة به جيبًا للمهاجرين البيض الذين انخرطوا بصورة واسعة في زراعة البن والتي تعتمد في الغالب على عمالة كيكويو. لم تكن هناك موارد معدنية مهمة، فلم يكن فيها ذهب أو الماس كما في جنوب إفريقيا الذي جذب الكثير. اعتمدت إدارة الحكم الاستعماري في المرحلة الأولى على الاتصالات التقليدية، وعادة ما يكون زعماء القرى والقبائل. وعندما ترسخ الحكم الاستعماري وسعي لتحقيق الكفاءة جزئيًا بسبب ضغط المستوطنين، ارتبط الرجال الأصغر سنًا المتعلمين حديثًا بالزعماء القدامى في المجالس الأصلية المحلية.
بعد الصعوبات المالية الشديدة لشركة شرق إفريقيا البريطانية، أنشأت الحكومة البريطانية في 1 يوليو 1895 حكمًا مباشرًا من خلال محمية شرق إفريقيا، وفتحت لاحقًا (1902) المرتفعات الخصبة للمستوطنين البيض. كان مفتاح تطوير المناطق الداخلية في كينيا هو البناء، الذي بدأ في 1895 بخط سكة حديد من مومباسا إلى كيزيمو على بحيرة فيكتوريا، اكتمل الخط سنة 1901. وتم جلب حوالي 32,000 عامل من الهند البريطانية للقيام بالعمالة اليدوية. واستقر منهم الكثيرون كما فعل معظم التجار وصغار رجال الأعمال الهنود الذين رأوا فرصة في انفتاح المناطق الداخلية في كينيا.

### البرتغال
تعد البرتغال دولة زراعية فقيرة صغيرة ذات تقاليد راسخة في الملاحة البحرية، حيث أقامت إمبراطورية واسعة، وحافظت عليها لفترة أطول من أي إمبراطورية أخرى من خلال تجنب الحروب والبقاء إلى حد كبير تحت حماية بريطانيا. في سنة 1899 جددت معاهدة وندسور مع بريطانيا التي كانت مكتوبة في الأصل سنة 1386. أدت الاستكشافات النشطة في القرن السادس عشر إلى إيجاد مستعمرة للمستوطنين في البرازيل. كما أنشأت محطات تجارية مفتوحة قبالة سواحل إفريقيا وجنوب آسيا وشرق آسيا. واستوردت العبيد كخدم في المنازل وعمال مزارع في البرتغال نفسها، واستخدمت خبرتها لجعل تجارة الرقيق نشاط اقتصادي رئيسي. أقام رجال الأعمال البرتغاليون مزارع يعمل بها العبيد في جزر ماديرا والرأس الأخضر والأزور القريبة، مع التركيز على إنتاج السكر. وفي 1770 أعلن المستبد المستنير بومبال أن التجارة مهنة نبيلة وضرورية، مما فتح المجال للتجار بدخول طبقة النبلاء البرتغاليين. انتقل العديد من المستوطنين البرتغال إلى البرازيل التي نالت استقلالها سنة 1822.
وبعد سنة 1815 وسع البرتغاليون موانئهم التجارية على طول الساحل الأفريقي، وتحركوا إلى الداخل للسيطرة على أنغولا وشرق إفريقيا البرتغالي (موزمبيق). ثم ألغت تجارة الرقيق سنة 1836، ويرجع سبب ذلك جزئيًا إلى أن العديد من سفن العبيد الأجنبية كانت ترفع العلم البرتغالي. وفي الهند ازدهرت التجارة في مستعمرة غوا، مع مستعمراتها الفرعية في ماكاو بالقرب من هونغ كونغ على الساحل الصيني، وتيمور شمال أستراليا. نجح البرتغاليون في إدخال الكاثوليكية واللغة البرتغالية إلى مستعمراتهم، بينما استمر معظم المستوطنين البرتغال بالتوجه إلى البرازيل.

### إيطاليا

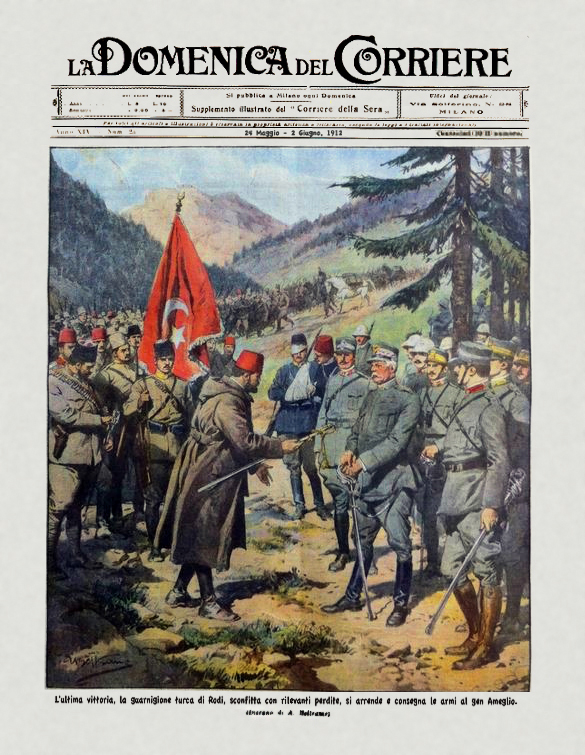
استسلام الحامية التركية في رودس للجنرال الإيطالي 1912

غالبًا ما كان يطلق على إيطاليا اسم «أقل القوى العظمى» بسبب ضعف صناعتها وجيشها. وخلال التدافع على إفريقيا في ثمانينيات القرن التاسع عشر، كان قادة الأمة الإيطالية الجديدة متحمسين للحصول على مستعمرات في إفريقيا، لكي يضفي شرعية وقوة على وضعهم الحالي ويساعد في توحيد الشعب. في شمال إفريقيا، تحولت إيطاليا أولاً إلى تونس التي كانت تحت السيطرة العثمانية الاسمية، حيث استقر العديد من المزارعين الإيطاليين. وعندما تولت فرنسا الحماية على تونس سنة 1881، كانت إيطاليا ضعيفة ومعزولة دبلوماسياً وعاجزة عن الرد. فانتقلت نحو شرق إفريقيا حيث حاولت غزو إثيوبيا المستقلة، لكنها هُزمت بشكل كبير في معركة عدوة 1896. غضب الرأي العام بسبب إذلال وطني من قبل حكومة غير كفؤة. وفي سنة 1911 أيد الشعب الإيطالي الاستيلاء على ما يعرف الآن بليبيا.
نجحت الدبلوماسية الإيطالية على مدى عشرين عامًا في الحصول على إذن بالاستيلاء على ليبيا، بموافقة من ألمانيا وفرنسا والنمسا وبريطانيا وروسيا. كان محور الحرب الإيطالية التركية هي الفترة ما بين 1911 و 1912 عندما سيطرت القوات الإيطالية على عدد قليل من المدن الساحلية في مواجهة مقاومة شديدة من القوات العثمانية وكذلك رجال القبائل المحليين. وبعد معاهدة أوشي منحت إيطاليا السيطرة، فأرسلت المستوطنين الإيطاليين إلى ليبيا لكنها عانت من خسائر فادحة في حملتها الوحشية ضد القبائل.

### اليابان القوة الجديدة
مع بداية ستينيات القرن التاسع عشر بدأت اليابان بالنمو السريع والتطور مع الخط الغربي في مجال الصناعة والإدارة والمؤسسات والقدرات العسكرية التي وفرت لها قاعدة بأن تتوسع في كوريا والصين وتايوان والجزر الجنوبية. ورأت نفسها عرضة لاستعمار غربي عدواني ما لم تسيطر على المناطق المجاورة، فاحتلت أوكيناوا وفورموزا. أدت رغبة اليابان في السيطرة على كوريا ومنشوريا إلى اندلاع الحرب الصينية اليابانية الأولى مع الصين سنة 1894-1895 والحرب الروسية اليابانية في 1904-1905. بعد حربها مع الصين أضحت اليابان أول قوة إمبريالية شرقية وحديثة في العالم، وأثبتت الحرب مع روسيا أنه يمكن لدولة شرقية هزيمة قوة غربية. جعلت تلك الحروب من اليابان قوة مهيمنة في الشرق الأقصى مع مجال نفوذ يمتد إلى جنوب منشوريا وكوريا، والتي ضمتها رسميًا إلى الإمبراطورية اليابانية في 1910.

#### أوكيناوا
جزيرة أوكيناوا هي أكبر جزر ريوكيو، وقد كانت تدفع الجزية إلى الصين منذ أواخر القرن الرابع عشر حتى سيطرت اليابان على سلسلة جزر ريوكيو بأكملها سنة 1609 وأدمجتها رسميًا في اليابان في 1879.

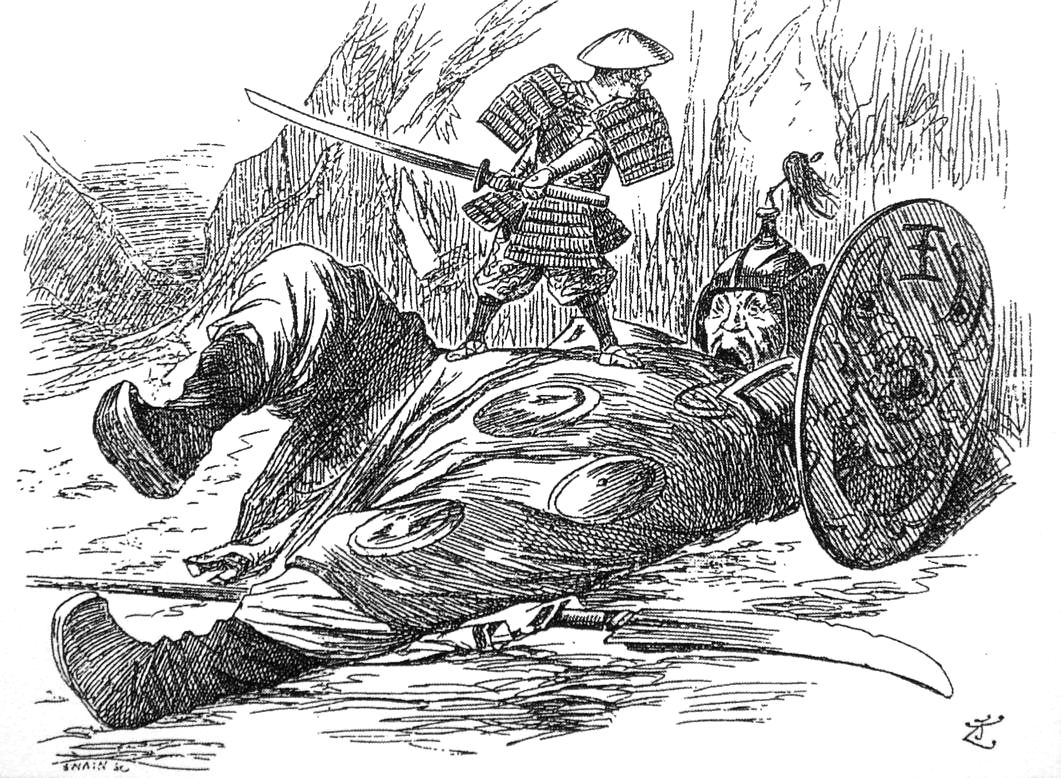
رسم ساخر في مجلة مجلة بانش (29 سبتمبر 1894)، يُظهر انتصار اليابان «الصغيرة» على الصين «الكبيرة»

#### حربها مع الصين
نشأ الخلاف بين الصين واليابان في سبعينيات القرن التاسع عشر بسبب سيطرة اليابان على جزر ريوكيو والتنافس على النفوذ السياسي في كوريا والقضايا التجارية. بعد أن أنشأت اليابان نظامًا سياسيًا واقتصاديًا مستقرًا بجيش وبحرية صغيرتين ولكن مدربين جيدًا، هزمت الصين بسهولة في الحرب الصينية اليابانية الأولى في 1894. فعمل الجنود اليابانيون مجزرة بالصينيين بعد الاستيلاء على بورت آرثر في شبه جزيرة لياوتونغ. فأقرت الصين في معاهدة شيمونوسيكي القاسية في أبريل 1895 باستقلال كوريا وتنازلت لليابان عن جزيرة فورموزا وجزر بسكادورز وشبه جزيرة لياوتونغ. كما دفعت تعويضًا قدره 200 مليون تايل فضي، وفتحت خمسة موانئ جديدة للتجارة الدولية، وسمحت لليابان (والقوى الغربية الأخرى) بإنشاء وتشغيل مصانع في تلك المدن. ومع ذلك رأت روسيا وفرنسا وألمانيا نفسها محرومة من المعاهدة. وفي التدخل الثلاثي أجبرت اليابان على إعادة شبه جزيرة لياوتونغ مقابل تعويض أكبر. جاءت النتيجة الإيجابية الوحيدة للصين عندما قادت تلك المصانع عملية التصنيع في المناطق الحضرية في الصين، مما أدى إلى تكوين طبقة محلية من رواد الأعمال والميكانيكيين المهرة.

#### تايوان
كانت جزيرة فورموزا (تايوان) تضم سكانًا أصليين عندما وصل التجار الهولنديون الذين كانوا بحاجة إلى قاعدة آسيوية للتجارة مع اليابان والصين سنة 1623. فقامت شركة الهند الشرقية الهولندية (VOC) ببناء حصن زيلانديا، وسرعان ما بدأوا في حكم السكان الأصليين. ثم استولت الصين عليها في ستينيات القرن السادس عشر، وأسكنت فيهامستوطنين صينيين. بحلول تسعينيات القرن التاسع عشر كان هناك حوالي 2,3 مليون صيني من الهان و 200,000 من أفراد القبائل الأصلية. وبعد هزيمتها في الحرب الصينية اليابانية الأولى في 1894-1895، تنازلت عن الجزيرة لليابان. فكانت أول مستعمرة يابانية.
صُدِمت اليابان بعد احتلال تايوان من العوائد المحدودة التي تلقتها وقد توقعت بجني فوائد كثيرة. أدركت اليابان أن جزرها الأصلية ليست سوى قاعدة دعم موارد محدودة، وأعربت عن أملها في أن تعوض تايوان بأراضيها الزراعية الخصبة النقص. بحلول 1905 كانت تايوان تنتج الأرز والسكر وتأخذ لنفسها الفائض القليل. ولعل الأهم من ذلك هو أن اليابان اكتسبت مكانة على مستوى آسيا بكونها أول دولة غير أوروبية تدير مستعمرة حديثة. لقد تعلمت كيفية تعديل معاييرها البيروقراطية التي اتخذت من ألمانيا خبرتها لتلائم الظروف الفعلية، وكيفية التعامل مع التمردات المتكررة. وكان الهدف النهائي هو تعزيز اللغة والثقافة اليابانية ، لكن الإداريين أدركوا أنه يتعين عليهم أولاً التكيف مع الثقافة الصينية للشعب. كان لليابان مهمة حضارية ، وفتحت المدارس حتى يصبح الفلاحون عمالًا يدويين منتجين ووطنيين. تم تحديث المرافق الطبية، وانخفض معدل الوفيات. وللحفاظ على النظام أقامت اليابان دولة بوليسية تراقب الجميع عن كثب. وفي 1945 جُردت اليابان من إمبراطوريتها وأعيدت تايوان إلى الصين.

#### اليابان تهزم روسيا 1904–1905
شعرت اليابان بالإهانة عندما سحبت القوى الغربية (بما في ذلك روسيا) جزئيًا غنائمها من انتصارها الحاسم على الصين بعد تنقيحها لمعاهدة شيمونوسيكي. وقد شهدت ثورة الملاكمين في 1899–1901 بتحالف اليابان وروسيا ليقاتلوا معًا ضد الصينيين، حيث لعب الروس الدور القيادي في ساحة المعركة. في تسعينيات القرن التاسع عشر كانت اليابان غاضبة من التعدي الروسي على خططها لإنشاء مجال نفوذ في كوريا ومنشوريا. فعرضت اليابان الاعتراف بالهيمنة الروسية في منشوريا مقابل الاعتراف بكوريا باعتبارها داخل منطقة نفوذ اليابان. ولكن روسيا رفضت، وطالبت بأن يكون شمال كوريا من خط العرض 39 منطقة عازلة محايدة بين روسيا واليابان. قررت الحكومة اليابانية شن الحرب لوقف التهديد الروسي المتصور لخططها للتوسع في آسيا. افتتحت البحرية اليابانية الأعمال العدائية بشن هجمات مفاجئة على الأسطول الشرقي الروسي في بورت آرثر بالصين. عانت روسيا من هزائم متعددة لكن القيصر نيكولاس الثاني قاتل متوقعا أن تكسب روسيا معارك بحرية حاسمة. عندما ثبت أن ذلك وهمي حارب من أجل الحفاظ على كرامة روسيا من خلال تجنب «السلام المهين». فاجأ النصر الكامل للجيش الياباني مراقبي العالم. أدت العواقب إلى تغيير ميزان القوى في شرق آسيا، مما أدى إلى إعادة تقييم دخول اليابان مؤخرًا إلى المسرح العالمي. كان أول انتصار عسكري كبير في العصر الحديث لقوة آسيوية على أوروبا.

#### كوريا
في سنة 1905 وقعت إمبراطورية اليابان والإمبراطورية الكورية على معاهدة أولسا، التي ضمت اليابان شبه الجزيرة الكورية بغرض الحماية. وهي من نتائج انتصار اليابان في الحرب الروسية اليابانية ورغبتها بالهيمنة على كوريا. أدت معاهدة أولسا إلى توقيع معاهدة 1907 بعدها بعامين. والتي أكدت بأن كوريا ستتصرف بتوجيه من جنرال ياباني مقيم وأن الشؤون الداخلية الكورية ستكون تحت السيطرة اليابانية. أُجبر الإمبراطور الكوري غوجونغ على التنازل عن العرش لصالح ابنه سنجونغ بعد أن احتج على الإجراءات اليابانية في مؤتمر لاهاي. أخيرًا في 1910 ضمت معاهدة الضم رسميًا كوريا إلى اليابان.

### تقسيم الصين

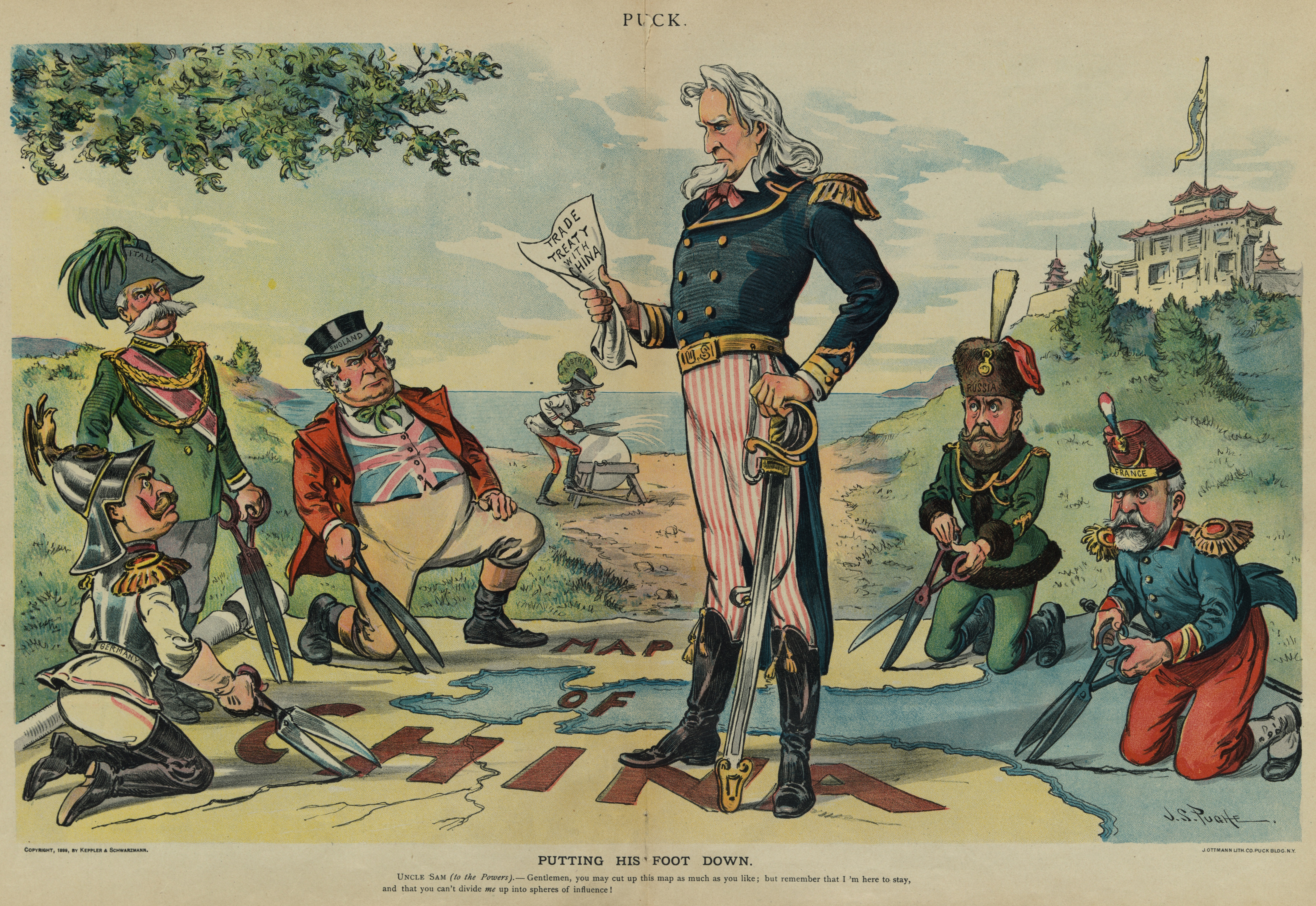
«بعد أن وضع قدمه»: طالب العم سام (الولايات المتحدة) في سنة 1899 «بالباب مفتوح» بينما كانت القوى الكبرى تخطط لتقطيع الصين لأنفسهم؛ ألمانيا وإيطاليا وإنجلترا والنمسا وروسيا وفرنسا، ويمثلهم فيلهلم الثاني وأومبيرتو الأول وجون بل وفي الخلف فرانز جوزيف الأول والعم سام ونيكولاس الثاني وإيميل لوبيه. مجلة بانش في 23 أغسطس 1899 بواسطة بوج.

ظلت الصين رسميا دولة موحدة. ولكن عمليًا فقد سيطرت القوى الأوروبية واليابان على مدن ساحلية معينة والمناطق المحيطة بها من منتصف القرن التاسع عشر حتى عشرينيات القرن الماضي. وفنيًا فقد مارسوا «الحصانة» الذي فرضوها في سلسلة من معاهدات غير متكافئة.
في 1899-1900 نالت الولايات المتحدة قبولًا دوليًا لسياسة الباب المفتوح التي بموجبها سيكون لجميع الدول حق الوصول إلى الموانئ الصينية، بدلاً من جعلها محجوزة لدولة واحدة فقط.

### السياسة البريطانية

#### الهيمنة والعزلة السياسية
بعد سيطرتها على مناطق جديدة، توسعت بريطانيا في الأمور الاقتصادية والمالية توسعًا هائلًا في العديد من البلدان المستقلة، وخاصة في أمريكا اللاتينية وآسيا. فأقرضت المال وشيدت السكك الحديدية وشاركت في التجارة. وأظهر معرض لندن الكبير سنة 1851 بوضوح هيمنة بريطانيا في الهندسة والاتصالات والصناعة؛ واستمرت في هيمنتها حتى بدأت الولايات المتحدة وألمانيا بالصعود في تسعينيات القرن التاسع عشر.
في عهد سالزبوري 1886-1902 واصلت بريطانيا سياستها القائمة على العزلة الرائعة مع عدم وجود حلفاء رسميين. إلا أنه أصبح قلقًا من هذا المصطلح في تسعينيات القرن التاسع عشر، حيث وجدت "حكومته الثالثة والأخيرة أن سياسة العزلة الرائعة أقل روعة خاصة وأن فرنسا انفصلت عن عزلتها وشكلت تحالفًا مع روسيا.
اتفق المؤرخون على أن اللورد سالزبوري بعدما أصبح وزيرا للخارجية ورئيسا للوزراء 1885-1902، فقد كان قائدا قويا وفاعلا في الشؤون الخارجية. ولديه فهم رائع للقضايا وأثبت:
أنه ممارس صبور وبراغماتي ولديه فهم عميق لمصالح بريطانيا التاريخية ... فقد راقب تقسيم إفريقيا، وبروز ألمانيا والولايات المتحدة لتصبح قوى استعمارية، ونقل رعاية بريطانيا من الدردنيل إلى السويس دون إثارة مواجهة جدية بين القوى العظمى.
السياسة تجاه ألمانيا
حاولت كل من بريطانيا وألمانيا تحسين العلاقات بينهما، لكن عدم ثقة البريطانيين في القيصر كان عميقاً، بسبب تهوره وتدخله في إفريقيا لدعم البوير، مما أدى إلى توتر العلاقات.
كان الإنجاز الرئيسي هي معاهدة ودية [الإنجليزية] سنة 1890. تخلت ألمانيا عن مستعمرتها الصغيرة في زنجبار في إفريقيا واستحوذت على جزر هليغولاند قبالة هامبورغ، والتي كانت ضرورية لأمن الموانئ الألمانية. لم تذهب المداخلات تجاه الصداقة إلى أبعد من ذلك، وساهم سباق التسلح البحري الأنجلو-ألماني الكبير في تفاقم التوترات بين 1880 و 1910.

#### انقسام الحزب الليبرالي حول الإمبريالية
وجه وليم غلادستون سياسة الحزب الليبرالي بعد 1880 عندما هاجم مرارًا إمبريالية دزرائيلي. حيث افتخر المحافظون بإمبرياليتهم وأثبتوا أنها تحظى بشعبية كبيرة لدى الناخبين. وبعد مرور جيل، أصبح فصيل من الأقلية الليبرالية نشطًا «الإمبريالية الليبرالية». خاضت بريطانيا حرب البوير الثانية (1899 - 1902) ضد جمهوريتي البوير المستقلتين في دولة أورانج الحرة وجمهورية أفريقيا الجنوبية (التي أطلق عليها البريطانيون ترانسفال). خسر البوير بعد حرب طويلة وشاقة وصعوبات شديدة للمدنيين، وتم استيعابهم في الإمبراطورية البريطانية. قسمت تلك الحرب الليبراليين بشدة، حيث استنكرها فصيل الأغلبية. فانفصل جوزيف تشامبرلين وأتباعه عن الحزب الليبرالي وشكلوا تحالفًا مع المحافظين لتعزيز الإمبريالية.

## المسألة الشرقية

التاريخ السياسي لمنطقة البلقان

ظلت المسألة الشرقية منذ 1870 إلى 1914 بمثابة خطر وشيك لتفكك السلطنة العثمانية. فازداد الاهتمام الدولي على تنامي النزعة القومية بين الأعراق المسيحية في البلقان، خاصةً التي تدعمها صربيا. فبدت الخطورة كبيرة من أن يؤدي ذلك إلى مواجهات بين النمسا-المجر وروسيا، وبين روسيا وبريطانيا العظمى. وخصوصا أن روسيا أرادت السيطرة على القسطنطينية والمضائق التي تربط البحر الأسود بالبحر الأبيض المتوسط. إلا أن السياسة البريطانية كانت تدعم السلطنة ضد التوسع الروسي منذ فترة طويلة. ومع ذلك أضاف وليم غلادستون في سنة 1876 بعدًا جديدًا أدى إلى تصعيد الصراع من خلال التأكيد على الفظائع العثمانية ضد المسيحيين في بلغاريا. جذبت الفظائع - بالإضافة إلى هجماتهم ضد الأرمن، وهجمات الروس على اليهود- انتباه الرأي العام في جميع أنحاء أوروبا وقللت من فرص التسويات الهادئة. وقد أولت كل دولة اهتمامًا وثيقًا لمصالحها طويلة المدى، وعادةً بالتعاون مع حلفائها وأصدقائها.

### الدولة العثمانية (تركيا)
تعرضت السلطنة العثمانية لضغوط شديدة من الحركات القومية بين السكان المسيحيين، فضلاً عن وضعها المتخلف في التكنولوجيا الحديثة. فبعد 1900 أصبح عدد السكان العرب كبيرًا فانتشرت فيهم القومية. فكان التهديد بالتفكك حقيقيًا، مصر على سبيل المثال على الرغم من أنها لا تزال اسميًا جزءًا منها، إلا أنها استقلت منذ قرن. وبدأ بروز القوميون الأتراك، واستولت حركة تركيا الفتاة على الحكم في السلطنة. وقد كان السلاطين السابقون يميلون للتعددية، إلا أن تركيا الفتاة كانت تعادي جميع الأعراق الأخرى وغير المسلمين. كانت حروبها عادةً ماتنتهي بالهزائم، فتم تقطيع جزء وراء جزء من السلطنة، وأصبحت تلك الأجزاء شبه مستقلة، مثل اليونان وصربيا والجبل الأسود وبلغاريا ورومانيا والبوسنة وألبانيا.

### الإمبراطورية النمساوية المجرية
كانت الإمبراطورية النمساوية المجرية وعاصمتها فيينا، دولة ريفية وفقيرة ومتعددة الثقافات إلى حد كبير. حكمتها وأدارتها أسرة هابسبورغ التي طالبت بالولاء للعرش ولكن ليس للأمة. وكانت الحركات القومية تنمو بسرعة. وأصبح المجريون الأقوى، حيث احتفظوا بوضعهم المنفصل داخل مملكة هابسبورغ ومع التسوية النمساوية المجرية سنة 1867. كانت الأقليات الأخرى محبطة للغاية، على الرغم من أن البعض - وخاصة اليهود - شعروا بحماية الدولة لهم. والقوميين الألمان وخاصة في السوديت (جزء من بوهيميا) توجه نظرهم نحو برلين في الإمبراطورية الألمانية الجديدة. كان هناك عنصر نمساوي صغير يتحدث الألمانية يقع حول فيينا، لكنه لم يُظهر الكثير من الإحساس بالقومية النمساوية. أي أنها لم تطالب بدولة مستقلة، بل ازدهرت من خلال شغل معظم المناصب العسكرية والدبلوماسية العليا في الإمبراطورية. وكانت روسيا هي العدو الرئيسي، وكذلك الجماعات السلافية والقومية داخل الإمبراطورية (خاصة في البوسنة والهرسك) وفي صربيا المجاورة. على الرغم من أن النمسا وألمانيا وإيطاليا كان لديها تحالف عسكري دفاعي - الحلف الثلاثي - إلا أن إيطاليا لم يعجبها ذلك، وأرادت قطعة من الأراضي التي تسيطر عليها فيينا.
جولا أندراشي بعد أن شغل منصب رئيس الوزراء المجر أصبح وزير خارجية النمسا-المجر (1871-1879). فهو شخص محافظ، وسياساته الخارجية تنظر إلى توسيع الإمبراطورية إلى جنوب شرق أوروبا، ويفضل أن يكون ذلك بدعم بريطاني وألماني ودون تنفير تركيا. رأى في روسيا الخصم الرئيسي بسبب سياساتها التوسعية تجاه المناطق السلافية والأرثوذكسية. لم يثق في الحركات القومية السلافية باعتبارها تهديدًا لإمبراطوريته متعددة الأعراق. مع تصاعد التوترات في أوائل القرن العشرين، تم وضع السياسة الخارجية للنمسا في 1906-1912 من قبل وزير خارجيتها القوي الكونت أهرنتال. كان مقتنعًا تمامًا بأن الأقليات السلافية لا يمكن أن تتحد أبدًا، وأن رابطة البلقان لن تلحق أي ضرر بالنمسا. 1912 رفض اقتراح عثماني بتحالف يضم النمسا وتركيا ورومانيا. أدت سياساته إلى نفور البلغار الذين تحولوا بدلاً من ذلك نحو روسيا وصربيا. على الرغم من أن النمسا لم يكن لديها نية للشروع في توسع إضافي في الجنوب، شجع الكونت أهرنتال التكهنات بهذا المعنى، وتوقع أن ذلك سيشل دول البلقان. بدلاً من ذلك حثتهم على النشاط المحموم لإنشاء كتلة دفاعية لوقف النمسا. أدت سلسلة من الحسابات الخاطئة الخطيرة على أعلى مستوى إلى تقوية أعداء النمسا بشكل كبير.

### روسيا

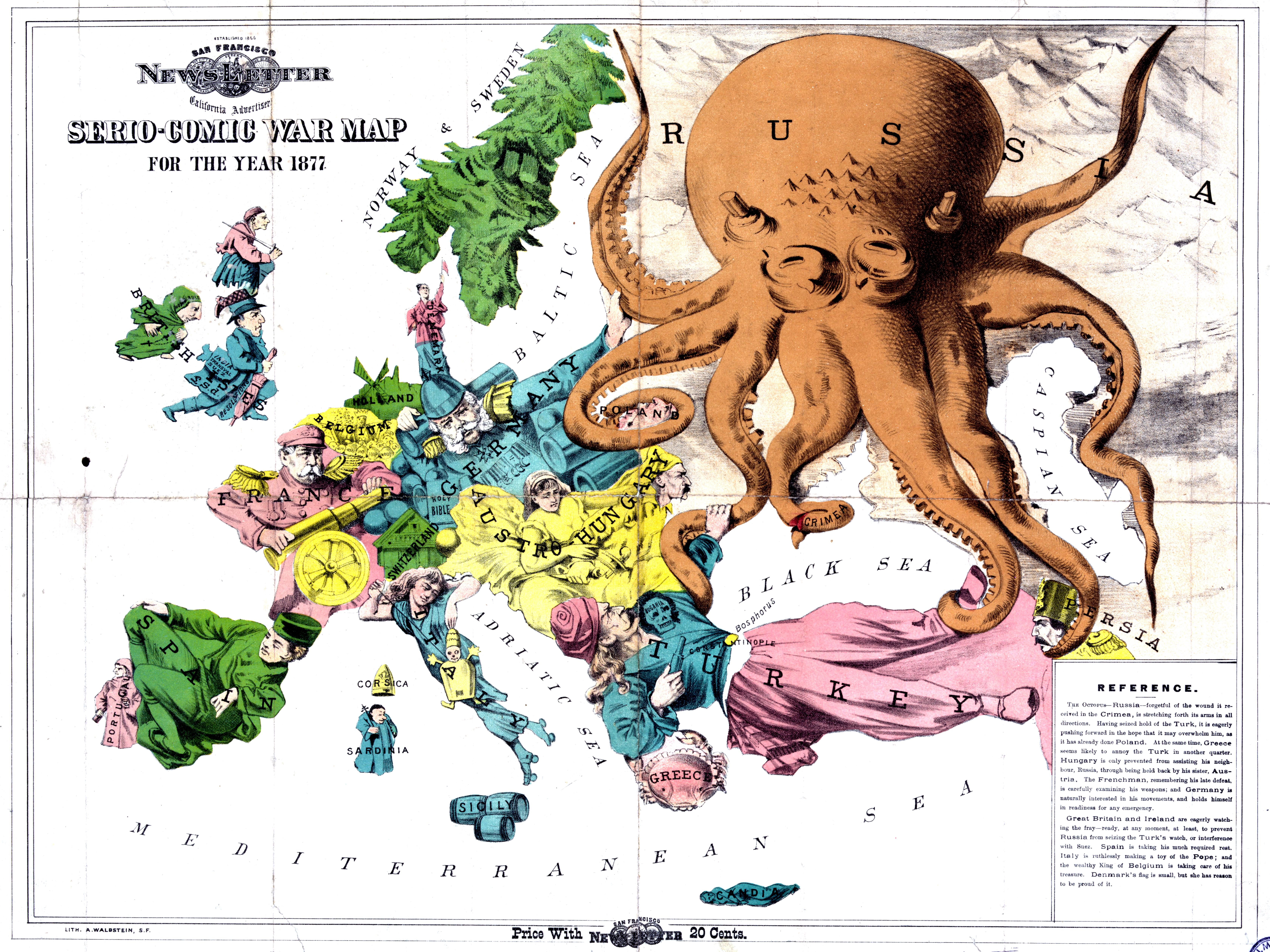
"التهديد الروسي:خريطة حرب ساخرة في سنة 1877"، رسم كاريكاتوري إنجليزي في 1877 يظهر روسيا كأخطبوط وحشي يلتهم الأراضي المجاورة، وخاصة الدولة العثمانية

كانت روسيا تتعاظم بقوة، وأرادت الوصول إلى المياه الدافئة للبحر الأبيض المتوسط. ولكي تنال ذلك فإنها تحتاج إلى السيطرة على المضائق، وربط البحر الأسود والبحر الأبيض المتوسط ، وإذا أمكن السيطرة على القسطنطينية عاصمة الدولة العثمانية. كانت القومية السلافية في صعود قوي في البلقان. وهذا أعطى روسيا الفرصة للتدخل بدعوى حماية المسيحيين السلاف والأرثوذكس. هذا جعلها في معاكسة شديدة مع الإمبراطورية النمساوية المجرية.

### صربيا
كانت لصربيا أهداف قومية عديدة. فالمثقفون الصرب يحلمون بدولة سلافية جنوبية - أصبحت يوغوسلافيا في عشرينيات القرن الماضي-. فالعدد الكبير من الصرب الذين يعيشون في البوسنة نظر إلى صربيا على أنها بؤرة قوميتهم، لكنهم كانوا محكومين من ألمان الإمبراطورية النمساوية. أدى ضم النمسا للبوسنة سنة 1908 إلى نفور شديد للشعب الصربي. أقسم المتآمرون على الانتقام، وقد حققوا ذلك في 1914 باغتيال اغتيال ولي العهد النمساوي فرانز فرديناند في سراييفو. وصربيا دولة غير ساحلية، وشعرت بالحاجة إلى الوصول إلى البحر الأبيض المتوسط ، ويفضل أن يكون عبر البحر الأدرياتيكي. إلا أن النمسا عملت بجد لمنع وصولهم إلى البحر. وذلك بالمساعدة في إنشاء ألبانيا في 1912. أما الجبل الأسود حليف صربيا الرئيسي، فكان لديها ميناء صغير، لكن تداخل الأراضي النمساوية منع الوصول للبحر، حتى استحوذت صربيا على نوفي بازار وجزء من مقدونيا من الدولة العثمانية سنة 1913. وإلى الجنوب منعت بلغاريا وصول الصرب إلى بحر إيجه.
شكلت صربيا واليونان والجبل الأسود وبلغاريا رابطة البلقان وخاضت الحرب مع العثمانيين في 1912-1913. انتصروا بشكل حاسم وأخرجوهم من جميع دول البلقان تقريبًا. فكان العدو الرئيسي المتبقي لصربيا هي النمسا، التي رفضت بشدة الوحدة السلافية والقومية الصربية وكانت مستعدة لشن الحرب لإنهاء تلك التهديدات. القومية العرقية من شأنها أن تقضي على الإمبراطورية النمساوية المجرية متعددة الثقافات. وأدى توسع صربيا إلى منع التطلعات النمساوية والألمانية لربط السكك الحديدية المباشر بالقسطنطينية والشرق الأوسط. اعتمدت صربيا في المقام الأول على روسيا للحصول على دعم القوة العظمى لكن روسيا كانت مترددة للغاية في البداية في دعم السلاف ونصحت بالحذر. إلا أنها غيرت موقفها في 1914 ووعدت بالدعم العسكري لصربيا.

### ألمانيا
لم يكن لألمانيا أي دور مباشر في البلقان، لكن بسمارك أدرك بشكل غير مباشر على أنها مصدرًا رئيسيًا للتوتر بين حليفيه الرئيسيين روسيا والنمسا. لذلك كانت سياسة ألمانيا هي تخفيف الصراع في البلقان.

### الأزمة الشرقية الكبرى 1875-1878 وحرب تركيا مع صربيا وروسيا

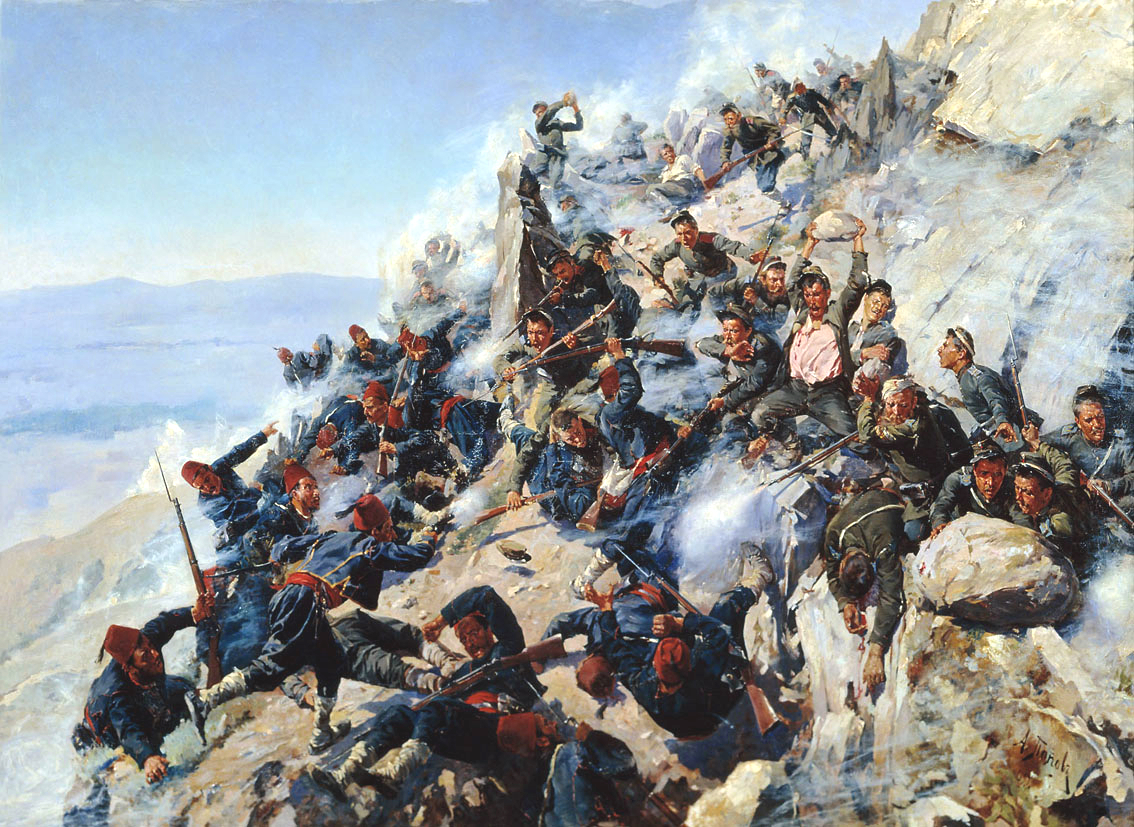
كان الدفاع الروسي والبلغاري عن معبر شيبكا ضد القوات العثمانية أمرًا حاسمًا لتحرير بلغاريا.

أعلنت صربيا والجبل الأسود الحرب على السلطنة في 1876، ولكنها هُزمت لا سيما في معركة ألكسيناتش (1 سبتمبر 1876). فنشر غلادستون كتيبًا غاضبًا عن «الرعب البلغاري ومسألة الشرق»، الذي أثار استفزازًا هائلاً في بريطانيا ضد الحكم العثماني السيئ، وعقد سياسة حكومة دزرائيلي التي تدعم تركيا ضد روسيا. فهددت روسيا الداعمة لصربيا بشن حرب على تركيا. فاندلعت الحرب في أغسطس 1877 وانهزم الجيش العثماني، فطلبت تركيا هدنة في يناير 1878. وقد وصل الأسطول البريطاني إلى الأستانة بعد فوات الأوان. حيث وقعت روسيا وتركيا في 3 مارس على معاهدة سان ستيفانو، والتي كانت مفيدة للغاية لروسيا وصربيا والجبل الأسود، وكذلك رومانيا وبلغاريا.

### اجتماع برلين
عارضت بريطانيا وفرنسا والنمسا معاهدة سان ستيفانو لأنها أعطت روسيا وبلغاريا نفوذًا كبيرًا في البلقان، حيث التمرد لايزال مستمرًا. فظهرت نذر الحرب مرة أخرى. ولكن بعد محاولات عديدة تم التوصل إلى تسوية دبلوماسية كبرى في اجتماع برلين (يونيو - يوليو 1878). فنقحت معاهدة برلين الجديدة المعاهدة السابقة. وترأس المستشار الألماني أوتو فون بسمارك المؤتمر وتوسط في التسويات. وبنهاية المؤتمر انتهت العلاقة القوية بين ألمانيا وروسيا وأصبحا خصمين عسكريين. حرض ضعف الدولة العثمانية على ظهور القوميات في البلقان وشجع فيينا على أن تصبح لاعباً رئيسياً في تحالفات البلقان. وفي 1879 تحرك بسمارك لترسيخ المواءمة الجديدة للسلطة من خلال هندسة تحالف بين ألمانيا والنمسا-المجر.
لم يكن الحفاظ على المجموعات العرقية معًا أولوية عند ترسيم الحدود، وبالتالي خلق مظالم جديدة بين المجموعات العرقية القومية. كانت إحدى النتائج أن النمسا سيطرت على مقاطعات البوسنة والهرسك، مع النية بدمجها في الإمبراطورية النمساوية المجرية. حتى ضمتها في النهاية إليها سنة 1908، مما أثار غضب الصرب، فاغتال صرب البوسنة وريث العرش النمساوي فرانز فرديناند في 1914 فكانت النتيجة الحرب العالمية الأولى.

### حقوق الأقليات
تضمنت معاهدة برلين لعام 1878 نوعًا جديدًا من الأحكام التي تحمي الأقليات في البلقان والدول المستقلة حديثًا ، وكان الاعتراف بالقوة العظمى مشروطًا اسميًا بالوعد بضمانات الحريات الدينية والمدنية للأقليات الدينية المحلية. تقول المؤرخة كارول فينك:
«أصبحت البنود المفروضة على حقوق الأقليات متطلبات ليس فقط للاعتراف بها، بل كانت أيضًا -كما في حالة صربيا والجبل الأسود ورومانيا- شروطًا لتلقي منح محددة من الأراضي.»
أفاد فينك أن هذه الأحكام لم يتم تطبيقها بشكل عام، فلم تكن هناك آلية مناسبة ولم يكن لدى القوى العظمى اهتمام كبير بفعل ذلك. كانت الحماية جزءًا من معاهدة فرساي سنة 1919 وازدادت أهميتها بعد الحرب العالمية الثانية.

### السياسة البريطانية
بقيت بريطانيا بمعزل عن التحالفات أواخر القرن التاسع عشر، مع امكانية استقلاليتها بفضل موقع الجزيرة، وقواتها البحرية المهيمنة وهيمنتها على التمويل والتجارة وقاعدتها الصناعية القوية. رفضت الرسوم الجمركية ومارست التجارة الحرة. بعد خسارة الزعيم الليبرالي جلادستون السلطة في 1874، عاد إليها في 1876 من خلال الدعوة إلى سياسة خارجية أخلاقية، على عكس واقعية خصمه العظيم بنجامين دزرائيلي. رسمت هذه القضية الخط الحزبي بين ليبرالي جلادستون (الذين استنكروا العثمانيين اللاأخلاقيين) ومحافظي دزرائيلي (الذين قللوا من أهمية الفظائع ودعموا الدولة العثمانية لمواجهة الحكم الروسي). هدد دزرائيلي بالحرب مع روسيا بشأن هذه القضية بينما أكد جلادستون بأنه مخطئ. اهتز الرأي الليبرالي بسبب الفظائع في البلقان، لاسيما مذبحة راح فيها أكثر من 10,000 من البلغار المسيحيين قتلتهم مليشيا تركية غير النظامية. شجب جلادستون ذلك وطالبهم بالانسحاب من الأراضي الأوروبية بالحقائب والأمتعة. باع كتيبه 200 ألف نسخة.
كانت ذروة «حملته الميدلوثية» سنة 1880 عندما اتهم حكومة دزرائيلي بعدم الكفاءة المالية، وإهمال التشريعات المحلية، وسوء إدارة الشؤون الخارجية. فالجمهور الحقيقي لم يكن الناخبين المحليين ولكن بريطانيا كلها، وخاصة العناصر الإنجيلية. من خلال مناشدة جماهير واسعة استنكر جلادستون سياسة دزرائيلي الخارجية الموالية لتركيا، وجعل نفسه قوة أخلاقية في أوروبا ووحد حزبه فعاد إلى السلطة.

### السياسة الألمانية
تولى المستشار بسمارك المسؤولية الكاملة عن السياسة الخارجية الألمانية من عام 1870 حتى إقالته في عام 1890. كان هدفه أوروبا سلمية، قائمة على ميزان القوى، وتلعب فيها ألمانيا دورًا مركزيًا. كانت سياسته ناجحة. كان لألمانيا أقوى اقتصاد في القارة وأقوى جيش. أوضح بسمارك للجميع أن ألمانيا لا ترغب في إضافة أي إقليم في أوروبا، وحاول معارضة التوسع الاستعماري الألماني. خشي بسمارك من أن مزيجًا معاديًا من النمسا وفرنسا وروسيا يمكن أن يطغى على ألمانيا. إذا كان اثنان منهم متحالفين، فلن يتحالف الثالث معه إلا إذا تنازلت ألمانيا عن مطالب مهينة. كان الحل هو التحالف مع اثنين من الثلاثة. وفي 1873 قام بتشكيل تحالف الأباطرة الثلاثة، وهو تحالف بين قيصر ألمانيا وقيصر روسيا وإمبراطور النمسا-المجر. لقد حمى التحالف ألمانيا من الحرب مع فرنسا. يمكن للأباطرة الثلاثة معًا السيطرة على أوروبا الشرقية، والتأكد من أن الجماعات العرقية المضطربة مثل البولنديين تكون تحت السيطرة. طرحت البلقان قضية أكثر خطورة، وكان حل بسمارك هو إعطاء النمسا الهيمنة في المناطق الغربية وروسيا في المناطق الشرقية. انهار هذا التحالف في 1887. وأطاح القيصر فيلهلم بسمارك سنة 1890 وطور سياسته الخارجية العدوانية. رفض القيصر التحالف الروسي، وتحولت روسيا بدورها إلى تحالف مع فرنسا.

#### أزمة الحرب في الأفق 1875
تدخلت ألمانيا خلال سنوات 1873 و 1877 مرارًا وتكرارًا في الشؤون الداخلية لجيران فرنسا، بلجيكا وإسبانيا وإيطاليا حيث مارست ضغوطًا سياسية قوية ومستمرة لدعم انتخاب أو تعيين حكومات ليبرالية مناهضة للإكليروس. كان هذا جزءًا من إستراتيجية متكاملة لتعزيز الجمهورية في فرنسا من خلال عزل النظام الملكي-الكنسي للرئيس باتريس دو مكماهون استراتيجيًا وأيديولوجيًا. كان من المأمول أن يتمكن الجمهوريون الفرنسيون من هزيمة ماكماهون وأنصاره الرجعيين من خلال ربط فرنسا بعدد من الدول الليبرالية. ووفر المفهوم الحديث للاحتواء نموذجًا مفيدًا لفهم ديناميكيات هذه السياسة.
كاد الاحتواء أن يخرج عن السيطرة في سنة 1875 في أزمة «الحرب في الأفق». انطلقت شرارته من خلال افتتاحية بعنوان "Krieg-in-Sicht" في صحيفة The Post ذات النفوذ في برلين. وأشارت إلى أن بعض الألمان ذوي النفوذ الكبير شعروا بالقلق من تعافي فرنسا السريع بعد هزيمة 1871 وبرنامج إعادة التسلح، تحدثوا عن شن حرب وقائية ضدها لإضعافها. كان هناك ذعر من الحرب في ألمانيا وفرنسا، وأوضحت بريطانيا وروسيا أنهما لن تتسامح مع حرب وقائية. ولم يرغب بسمارك في أي حرب أيضًا، لكن الأزمة غير المتوقعة أجبرته على مراعاة الخوف والقلق من تنمره وقوة ألمانيا المتنامية بسرعة بين جيرانها. عززت الأزمة تصميم بسمارك على أن ألمانيا يجب أن تعمل بطريقة استباقية للحفاظ على السلام في أوروبا، بدلاً من ترك الأحداث تأخذ مسارها الخاص وتتفاعل معها بشكل سلبي.

### التحالف بين روسيا وفرنسا 1894-1914
كان الحدث الرئيسي في السياسة الخارجية الروسية هو الابتعاد عن ألمانيا نحو فرنسا. أصبح هذا ممكنًا في 1890 عندما تم إزاحة بسمارك من منصبه، ورفضت ألمانيا تجديد معاهدة إعادة التأمين السرية لسنة 1887 مع روسيا. وشجع ذلك التوسع الروسي في بلغاريا والمضائق. كان هذا يعني أن كلاً من فرنسا وروسيا لم يكن لهما حلفاء رئيسيون. أخذت فرنسا زمام المبادرة وتمويل التنمية الاقتصادية الروسية، وإيجاد تحالف عسكري. لم تكن روسيا أبدًا صديقة لفرنسا، وتذكرت الحروب في القرم والغزو النابليوني. فقد اعتبرت الجمهورياتية في فرنسا فعلا خطيرًا لتخريب أسلوب الملكية المطلقة في روسيا. فقررت فرنسا التي تم استبعادها من نظام التحالف بأكمله من قبل بسمارك تحسين العلاقات مع روسيا. أقرضت الأموال للروس ووسعت التجارة وبدأت في بيع السفن الحربية بعد 1890. وبعد أن فقد بسمارك منصبه في 1890، توقف تجديد معاهدة إعادة التأمين بين روسيا وألمانيا، فامتنع المصرفيون الألمان عن إقراض روسيا التي ازداد اعتمادها على بنوك باريس.
في سنة 1894 نصت معاهدة سرية على أن روسيا ستساعد فرنسا إذا تعرضت فرنسا لهجوم من ألمانيا. كان الشرط الآخر هو أنه في الحرب ضد ألمانيا، ستقوم فرنسا على الفور بتعبئة 1,3 مليون رجل في حين أن روسيا ستحشد 700,000 - 800,000. نصت على أنه إذا قام أي من الحلف الثلاثي (ألمانيا والنمسا وإيطاليا) بتعبئة احتياطياته استعدادًا للحرب، فستقوم كل من روسيا وفرنسا بتعبئة احتياطياتهما. قال رئيس الأركان الفرنسي للقيصر ألكسندر الثالث سنة 1892: «التعبئة هي إعلان الحرب. التعبئة تعني إلزام الجار بفعل الشيء نفسه». كان هذا الكلام هو سلك التلغيم ليوليو 1914.
يصر جورج كينان أن روسيا هي المسؤولة أساسا عن انهيار سياسة تحالف بسمارك في أوروبا، وبدء الانحدار نحو الحرب العالمية الأولى. كينان يلقي باللوم على الدبلوماسية الروسية الضعيفة المتمحورة حول طموحاتها في البلقان. ويقول بإن سياسة بسمارك الخارجية كانت مصممة لمنع أي حرب كبرى حتى في مواجهة تحسن العلاقات الفرنسية الروسية. تركت روسيا رابطة بسمارك للأباطرة الثلاثة (مع ألمانيا والنمسا) وبدلاً من ذلك نحت نحو فرنسا لعلاقات أوثق وتحالف عسكري.

## أزمة البلقان: 1908–1913

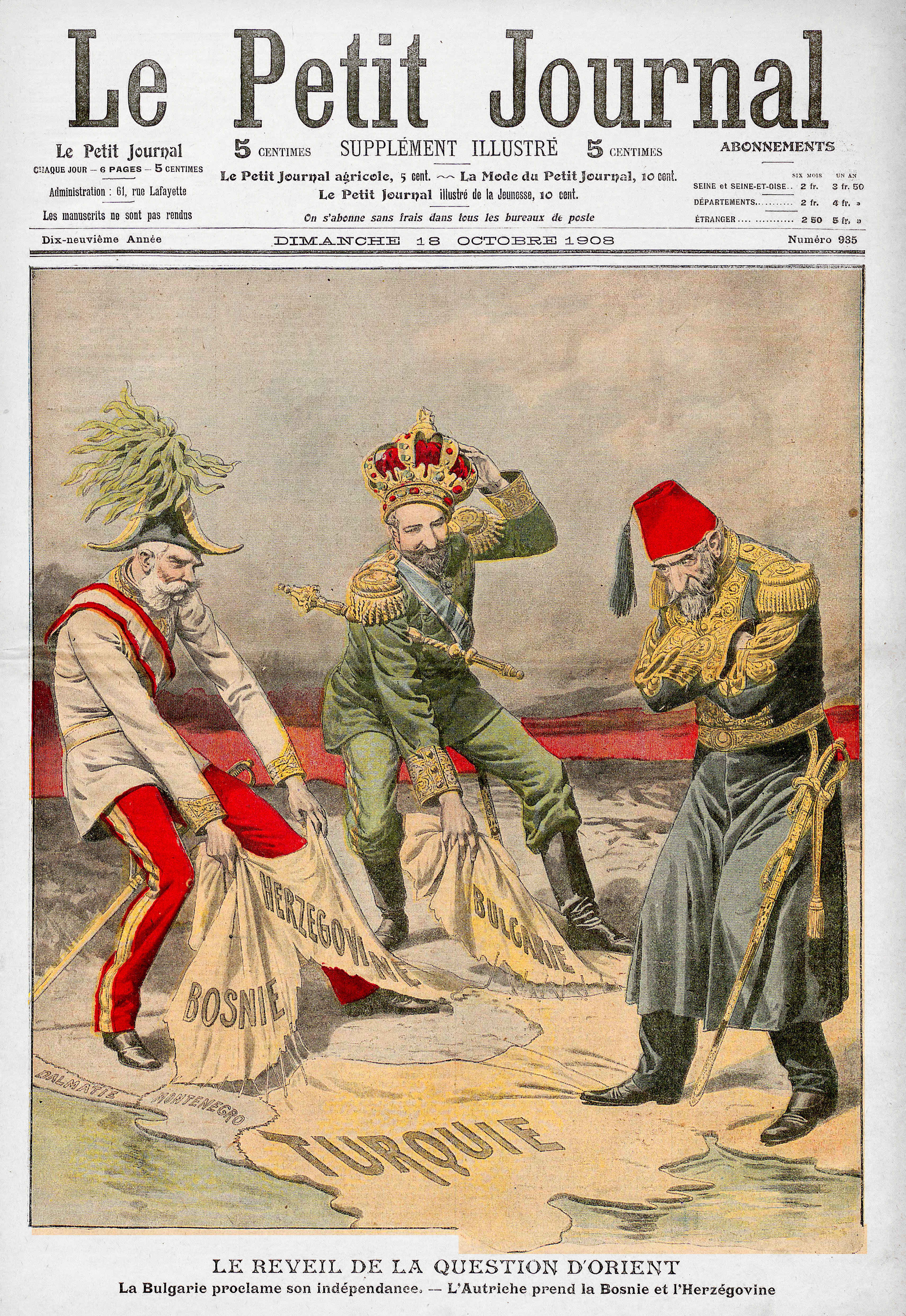
غلاف صحيفة لو بوتي جورنال حول الأزمة البوسنية في 1908م: تصور فرديناند الأول ملك بلغاريا وفرانتس يوزف الأول إمبراطور النمسا وهما ينتزعان الأراضي العثمانية وذلك بعد أُعلان استقلال بلغاريا وضم الإمبراطورية النمساوية المجرية للبوسنة والهرسك وعبد الحميد الثاني سلطان الدولة العثمانية يقف بلا حيلة.

### الأزمة البوسنية 1908-1909
بدأت الأزمة البوسنية 1908-1909 في 8 أكتوبر 1908، عندما أعلنت فيينا ضم البوسنة والهرسك. كانت هذه الأراضي مملوكة اسمياً للسلطنة العثمانية ولكن تم منحها في الحجز إلى النمسا-المجر في اجتماع برلين 1878. أثار هذا الإجراء الأحادي -الذي تم توقيته ليتزامن مع إعلان بلغاريا استقلالها (5 أكتوبر) عن الدولة العثمانية - احتجاجات من جميع القوى العظمى وخاصة صربيا والجبل الأسود. في أبريل 1909 تم تعديل معاهدة برلين لتعكس الأمر الواقع وإنهاء الأزمة. أضرت الأزمة بشكل دائم بالعلاقات بين النمسا والمجر من جهة وصربيا وإيطاليا وروسيا من جهة أخرى. في ذلك الوقت بدا الأمر وكأنه انتصار دبلوماسي كامل لفيينا، لكن روسيا عقدت العزم على عدم التراجع مرة أخرى وسرعت في حشدها العسكري. أصبحت العلاقات النمساوية الصربية متوترة بشكل دائم. أثار ذلك غضبًا شديدًا بين القوميين الصرب مما أدى إلى اغتيال فرانز فرديناند سنة 1914.

### حروب البلقان
أدى الانهيار المستمر للدولة العثمانية إلى حربين في البلقان 1912 و 1913، وكانتا مقدمة للحرب العالمية الأولى. بحلول 1900 تشكلت دول قومية في بلغاريا واليونان والجبل الأسود وصربيا. ومع ذلك عاش العديد من هؤلاء المواطنين تحت سيطرة العثمانيين. وفي 1912 شكلت تلك الدول رابطة البلقان. كانت هناك ثلاثة أسباب رئيسية لحرب البلقان الأولى. لم تكن السلطنة قادرة على إصلاح نفسها أو أن تحكم بشكلٍ مرضٍ، أو التعامل مع بروز العصبيات القومية بين شعوبها المتنوعة. ثانيًا تناحرت القوى العظمى فيما بينها وفشلت في ضمان تنفيذ العثمانيين للإصلاحات المطلوبة. مما أدى إلى قيام دول البلقان بفرض حلها الخاص. والأهم من ذلك كان أعضاء رابطة البلقان واثقين من قدرتهم على هزيمة الأتراك. كان تنبؤهم دقيقًا حيث دعت القسطنطينية للهدنة بعد ستة أسابيع من القتال.
اندلعت حرب البلقان الأولى عندما هاجمت العصبة الدولة العثمانية في 8 أكتوبر 1912 وانتهت بعد سبعة أشهر بمعاهدة لندن. بعد خمسة قرون فقدت الدولة العثمانية جميع ممتلكاتها تقريبًا في البلقان. وكذلك فرضت عليها القوى العظمى تلك المعاهدة، وكانت دول البلقان المنتصرة غير راضية عنها. فبلغاريا غير راضية عن تقسيم الغنائم في مقدونيا الذي صنعه سرا حليفاها السابقان صربيا واليونان. هاجمتهم بلغاريا لإجبارهم على الخروج من مقدونيا في حرب البلقان الثانية. ولكن صدت الجيوش الصربية واليونانية الهجوم البلغاري وشنت هجومًا مضادًا عليها، وكذلك هاجمتها رومانيا والدولة العثمانية، واكتسبتا (أو استعادتا) أراضي. في معاهدة بوخارست الناتجة، خسرت بلغاريا معظم الأراضي التي حصلت عليها في حرب البلقان الأولى.
كانت النتيجة على المدى الطويل تصعيد التوتر في البلقان. أصبحت العلاقات بين النمسا وصربيا مريرة بشكل متزايد. شعرت روسيا بالإهانة بعد أن منعتها النمسا وألمانيا من مساعدة صربيا. كانت بلغاريا وتركيا غير راضيتين أيضًا، وانضمتا في النهاية إلى النمسا وألمانيا في الحرب العالمية الأولى.

## على أعتاب الحرب العظمى

التحالفات الدبلوماسية الأوروبية قبيل الحرب

كانت هناك عدة عوامل رئيسية تسببت بالحرب العالمية الأولى، التي اندلعت بشكل مفاجئ وغير متوقع في وسط أوروبا صيف 1914، مثل عامل الصراعات والعداء في العقود الأربعة التي سبقت الحرب. لعبت العسكرة والتحالفات والإمبريالية والقومية العرقية أدوارًا رئيسية. إلا أن العامل المباشر للحرب يكمن في القرارات التي اتخذها رجال الدولة والجنرالات في أزمة يوليو 1914 التي اندلعت بسبب اغتيال فرانز فرديناند (أرشيدوق النمسا والمجر) على يد منظمة سرية صربية سميت اليد السوداء.
وخلال سبعينيات وثمانينيات القرن التاسع عشر، كانت جميع القوى الكبرى تستعد لإحتمالية حرب واسعة النطاق، على الرغم من عدم توقع أي منها ذلك. ركزت بريطانيا على بناء أسطولها الملكي، وهو أقوى من إجمالي البحريتين التاليتين في التسلسل. أقامت ألمانيا وفرنسا والنمسا وإيطاليا وروسيا وبعض الدول الأصغر أنظمة تجنيد إجبارية حيث يخدم الشباب من سنة إلى ثلاث سنوات في الجيش، ثم يقضون العشرين عامًا التالية أو نحو ذلك في الاحتياطيات مع تدريب صيفي سنوي. أما أبناء المستويات الاجتماعية الأعلى فيكونوا ضباطًا.
ابتكرت كل دولة نظام تعبئة يمكن من خلاله استدعاء الاحتياطيات بسرعة وإرسالها إلى النقاط الرئيسية عن طريق السكك الحديدية. كل عام تم تحديث الخطط وتوسيعها من حيث التعقيد. وقامت كل دولة بتخزين الأسلحة والإمدادات لجيوش بلغت الملايين.
كان لدى ألمانيا في 1874 جيش احترافي نظامي قوامه 420 ألفًا مع 1.3 مليون احتياطي إضافي. وبحلول 1897 كان الجيش النظامي 545,000 جندي والاحتياط 3,4 مليون. وفي 1897 كان لدى الفرنسيين 3,4 مليون احتياطي، والنمسا 2,6 مليون وروسيا 4,0 مليون. واكتملت خطط الحرب للدول المختلفة بحلول 1914، وإن كانت روسيا والنمسا متأخرة في الفعالية، إلا أن جميع الخطط كانت تدعو لمعارك حاسمة وحروب قصيرة.

### فرنسا
بعد هزيمتها في 1871 ولبضع سنوات أظهرت فرنسا النية للانتقام: إحساس عميق بالمرارة والكراهية والمطالبة بالثأر من ألمانيا. لم يكن صانعو السياسة الفرنسيون يركزون على الانتقام. إلا أن الرأي العام قوي بشأن الألزاس واللورين، مما يعني أن الصداقة مع ألمانيا مستحيلة ما لم تتم إعادة تلك المقاطعات، والرأي العام في ألمانيا لن يسمح بذلك. لذا عملت ألمانيا على عزل فرنسا وسعت فرنسا إلى حلفاء لها ضد ألمانيا، وخاصة روسيا وبريطانيا. بصرف النظر عن التهديد الألماني تجاهل معظم المواطنين الفرنسيين الشؤون الخارجية والقضايا الاستعمارية. في عام 1914، كانت مجموعة الضغط الرئيسية هو اللوبي الاستعماري، وهو تحالف من 50 منظمة يبلغ مجموع أعضائها 5000 عضو.
كان لفرنسا مستعمرات في آسيا وبحثت عن تحالفات ووجدت في اليابان حليفًا محتملاً. وبناءً على طلب من اليابان أرسلت باريس مهام عسكرية في 1872-1880 و1884-1889 و1918-1919 للمساعدة في تحديث الجيش الياباني. بلغت النزاعات مع الصين حول الهند الصينية ذروتها خلال الحرب الصينية الفرنسية (1884-1885). فدمر الأدميرال كوربيه الأسطول الصيني الموجود في فوتشو. فأعطت المعاهدة التي أنهت الحرب فرنسا محمية في شمال ووسط فيتنام، وقسمتها إلى تونكين وأنام.
نجحت سياسات بسمارك الخارجية في عزل فرنسا عن القوى العظمى الأخرى. ولكن بعد طرد بسمارك اتخذ القيصر فيلهلم مواقف شاذة حيرت الدبلوماسيين. لا أحد يستطيع معرفة ماهية أهدافه. فأنهت ألمانيا معاهداتها السرية مع روسيا، ورفضت العلاقات الوثيقة مع بريطانيا. فرأت فرنسا فرصتها حيث كانت روسيا تبحث عن ممول جديد، واستثمر الممولين الفرنسيين بكثافة في التنمية الاقتصادية الروسية. وفي 1893 وقعت باريس وسانت بطرسبرغ تحالفًا. لم تعد فرنسا معزولة - وبدأت ألمانيا بالإنعزال وانعدام الثقة بها، وإن كانت النمسا وحدها حليفًا لها. ضم الحلف الثلاثي ألمانيا والنمسا وإيطاليا، وإن كانت إيطاليا لديها خلافات خطيرة مع النمسا، وغيرت مواقفها عندما اندلعت الحرب العالمية. كانت بريطانيا أيضًا تتجه نحو التحالفات، بعد أن تخلت عن سياسة العزلة الرائعة. بحلول 1903، قامت فرنسا بتسوية نزاعاتها مع بريطانيا. وبعد أن سوت روسيا وبريطانيا خلافاتهما حول بلاد فارس سنة 1907، أصبح الطريق سالكًا أمام الوفاق الثلاثي لفرنسا وبريطانيا وروسيا. شكلت أساس الحلفاء في الحرب العالمية الأولى.

#### التحالف الفرنسي الروسي
كانت فرنسا منقسمة بشدة حول روسيا بين الملكيين من جهة والجمهوريين من جهة أخرى. في البداية بدا من غير المرجح أن يرحب الجمهوريون بأي تحالف عسكري مع روسيا. فتلك الأمة الكبيرة فقيرة وغير صناعية. وحُكمها دينيًا ومتسلط بقوة، دون أي إحساس بالديمقراطية أو الحرية لشعوبه. فاضطهدت بولندا ونفت وأعدمت الليبراليين السياسيين والراديكاليين. في الوقت الذي كان فيه الجمهوريون الفرنسيون يحتشدون في قضية دريفوس ضد معاداة السامية، كانت روسيا المركز الأكثر شهرة في عالم الاعتداءات المعادية للسامية، بما في ذلك العديد من المذابح القاتلة واسعة النطاق ضد اليهود. من ناحية أخرى كانت فرنسا محبطة جدًا من نجاح بسمارك في عزلها دبلوماسياً. وكانت لديها مشاكل مع إيطاليا، التي كانت متحالفة مع ألمانيا والنمسا-المجر في الحلف الثلاثي. قدمت باريس بعض المبادرات لبرلين لكن رفضتها، وبعد 1905 كان هناك تهديد بالحرب بين فرنسا وألمانيا بسبب محاولة ألمانيا منع التوسع الفرنسي في المغرب. كانت بريطانيا العظمى لا تزال في وضع «العزلة الرائعة» وبعد اتفاق رئيسي في 1890 مع ألمانيا، بدت مواتية بشكل خاص تجاه برلين. أدت الصراعات الاستعمارية في إفريقيا إلى وقوع بريطانيا وفرنسا في أزمة كبيرة: فقد دفعت أزمة فشودة في 1898 بريطانيا وفرنسا إلى شفا الحرب وانتهت بإذلال فرنسا الذي جعلها معادية لبريطانيا. وبحلول 1892 كانت روسيا هي الفرصة الوحيدة لفرنسا للخروج من عزلتها الدبلوماسية. كانت روسيا متحالفة مع ألمانيا: ولكن أطاح القيصر الجديد فيلهلم بسمارك في 1890، وفي 1892 أنهى «معاهدة إعادة التأمين» مع روسيا. فأصبحت روسيا وحيدة دبلوماسياً حالها كحال فرنسا. لذا كانا بحاجة إلى تحالف عسكري يجمعهما لاحتواء تهديد جيش ألمانيا القوي وعدوانها العسكري. غضب البابا من معاداة ألمانيا للكاثوليكية، وعمل دبلوماسياً للجمع بين باريس وسانت بطرسبرغ. كانت روسيا في حاجة ماسة إلى الأموال من أجل البنية التحتية للسكك الحديدية ومرافق الموانئ. رفضت الحكومة الألمانية السماح لبنوكها بإقراض روسيا، لكن البنوك الفرنسية فعلت ذلك بسرعة. على سبيل المثال قامت بتمويل خط السكك الحديدية الأساسي العابر لسيبيريا. كانت المفاوضات ناجحة جدا، وبحلول 1895 وقعت فرنسا وروسيا على التحالف الفرنسي الروسي، وهو تحالف عسكري قوي للانضمام إلى الحرب إذا هاجمت ألمانيا أيًا منهما. وبالنهاية نجت فرنسا من عزلتها الدبلوماسية.
في جهودها المستمرة لعزل ألمانيا، بذلت فرنسا جهدًا كبيرًا لجذب بريطانيا العظمى، لا سيما في 1904 الاتفاق الودي مع بريطانيا العظمى، وأخيراً الحلف الأنجلو الروسي سنة 1907، والذي أصبح الوفاق الثلاثي. أجرت باريس ولندن مناقشة عسكرية رفيعة المستوى حول التنسيق في حرب مشتركة ضد ألمانيا. وبحلول 1914 عملت روسيا وفرنسا معًا، وكانت بريطانيا معادية بما يكفي تجاه ألمانيا للانضمام إليهما بمجرد غزو ألمانيا بلجيكا.

#### تدهور العلاقات الأنجلو-ألمانية: 1880-1904
في ثمانينيات القرن التاسع عشر تحسنت العلاقات بين بريطانيا وألمانيا حيث كان زعيماها، رئيس الوزراء اللورد سالزبوري والمستشار بسمارك محافظين واقعيين ومتفقين إلى حد كبير على السياسات. كانت هناك عدة مقترحات لعلاقة تعاهدية رسمية بين ألمانيا وبريطانيا، لكنها لم تذهب أبعد من ذلك؛ ففضلت بريطانيا الوقوف عند عزلتها الرائعة. ومع ذلك أدت سلسلة من التطورات إلى تحسين علاقاتهم بشكل مطرد حتى 1890 عندما عزل القيصر الجديد فيلهلم الثاني بسمارك. وفي يناير 1896 قام بتصعيد التوترات مع بريطانيا خلال برقية كروغر الخاصة به التي هنأ فيها رئيس البوير كروغر في ترانسفال لدحره غارة جيمسون. تمكن المسؤولون الألمان في برلين من منع القيصر من اقتراح الحماية الألمانية على ترانسفال. وفي حرب البوير الثانية تعاطفت ألمانيا مع البوير. وفي 1897 أصبح الأدميرال ألفريد فون تيربيتز وزير الدولة للشؤون البحرية الألمانية وبدأ في تحويل البحرية الألمانية من قوة دفاع ساحلية صغيرة إلى أسطول يهدف إلى تحدي القوة البحرية البريطانية. ودعا تيربيتز إلى العصبة البحرية "Riskflotte" (أسطول المخاطرة) الذي من شأنه أن يجعل من الصعب للغاية لبريطانيا مواجهة ألمانيا كجزء من محاولة واسعة لتغيير ميزان القوة الدولي لصالح ألمانيا. في نفس الوقت دعا وزير الخارجية الألماني برنارت فون بولوف إلى ماأسماها السياسة العالمية «Weltpolitik». وهي سياسة جديدة تأكد مطالب ألمانيا بأنها قوة عالمية. فقد تخلت ألمانيا عن نزعة بسمارك المحافظة حيث كانت عازمة على تحدي وإزعاج النظام الدولي. وبعدها تدهورت العلاقات بشكل مطرد، وبدأت لندن تنظر إلى برلين بأنها قوة معادية وانتقلت إلى علاقات أكثر ودية مع فرنسا.

#### أزمتين في المغرب
كانت المغرب الواقعة على الساحل الشمالي الغربي لإفريقيا آخر منطقة رئيسية في إفريقيا خضعت لسيطرة الاستعمار. كان المغرب اسمياً يحكمه سلطانه. ولكن في 1894 تولى طفل منصبه، وسرعان ما اندلعت الفوضى. بحلول 1900 كان المغرب مسرحًا للعديد من الحروب المحلية التي بدأها المتظاهرون للسلطنة وإفلاس الخزانة وتعدد الثورات القبلية، لا أحد كان مسؤولا. رأى وزير الخارجية الفرنسي تيوفيل ديلكاسي أن الفرصة سانحة لتحقيق الاستقرار في الوضع وتوسيع الإمبراطورية الفرنسية في الخارج. أراد الجنرال هوبير ليوطي سياسة عسكرية أكثر عدوانية باستخدام جيشه الفرنسي المتمركز في الجزائر. قررت فرنسا استخدام كل من الدبلوماسية والقوة العسكرية. وبموافقة بريطانية سيطرت على السلطان وحكمت باسمه وبسطت السيطرة الفرنسية. تم استلام الموافقة البريطانية في الاتفاق الودي سنة 1904. لم تكن ألمانيا تريد المغرب نفسه، لكنها شعرت بالحرج من تحقيق فرنسا مكاسب بينما لم تكن ألمانيا كذلك. وفي 31 مارس 1905 زار القيصر الألماني فيلهلم الثاني العاصمة المغربية طنجة، وألقى خطابًا صاخبًا طالب بعقد مؤتمر دولي لضمان استقلال المغرب، وإلا فالحرب هي البديل. كان هدف ألمانيا في الأزمة المغربية الأولى هو تعزيز مكانتها واضعاف الاتفاق الودي الذي يربط بين بريطانيا وفرنسا. تقول المؤرخة هيذر جونز إن استخدام ألمانيا للخطاب الحربي كان حيلة دبلوماسية متعمدة:
كانت الإستراتيجية الألمانية الأخرى هي القيام بإيماءات دراماتيكية، والتلاعب بشكل خطير بالتهديد بالحرب، اعتقادًا منها بأن هذا سيقنع القوى الأوروبية الأخرى بأهمية التشاور مع ألمانيا بشأن القضايا الإمبريالية: حقيقة أن فرنسا لم تعتبر أنه من الضروري القيام بذلك. أثار اتفاق ثنائي مع ألمانيا بشأن المغرب انزعاجًا، خاصة وأن ألمانيا كانت غير آمنة للغاية بشأن وضعها كقوة عظمى مكتسبة حديثًا. ومن ثم اختارت ألمانيا زيادة الخطاب العدائي، ومن الناحية المسرحية قطع القيصر فيلهلم الثاني بشكل دراماتيكي رحلة بحرية في البحر الأبيض المتوسط لزيارة طنجة، حيث أعلن دعم ألمانيا لاستقلال السلطان وسلامة مملكته، مما جعل المغرب بين عشية وضحاها أزمة دولية. جاءت خطة ألمانيا بنتائج عكسية عندما أوضحت بريطانيا أنه في حالة هجوم ألمانيا على فرنسا، ستتدخل بريطانيا إلى جانب فرنسا. أنهى مؤتمر الجزيرة الخضراء سنة 1906 الأزمة بهزيمة دبلوماسية لاذعة لألمانيا حيث اكتسبت فرنسا الدور المهيمن في المغرب. جعلت هذه التجربة لندن وباريس أقرب إلى حد كبير وأقامت الافتراض أنهما سيكونان حليفين إذا هاجمت ألمانيا أيًا منهما. أسفرت المغامرة الألمانية عن الفشل حيث تركت ألمانيا أكثر عزلة ونفورًا. كانت النتيجة الحاسمة هي الإحساس المتزايد بالإحباط والاستعداد للحرب في ألمانيا. انتشر إلى ما وراء النخبة السياسية إلى الكثير من الصحافة ومعظم الأحزاب السياسية باستثناء الليبراليين والديمقراطيين الاجتماعيين اليسار. نمت قوة عموم ألمانيا وندد بتراجع حكومتهم باعتباره خيانة، مما زاد من الدعم الشوفيني للحرب.
في أزمة أغادير سنة 1911 استخدمت فرنسا القوة للسيطرة على المغرب. لم يكن وزير الخارجية الألماني ألفريد فون كيدرلين واشتر معارضًا لهذه التحركات، إلا أنه شعر أن ألمانيا تستحق بعض التعويضات في أماكن أخرى في إفريقيا. أرسل سفينة حربية صغيرة ووجه تهديدات صاخبة، وأثار غضب القوميين الألمان. سرعان ما اتفقت فرنسا وألمانيا على حل وسط. ومع ذلك شعرت الحكومة البريطانية بالقلق من عدوانية ألمانيا تجاه فرنسا. ألقى ديفيد لويد جورج خطابًا دراماتيكيًا في مانشن هاوس ندد فيه بالخطوة الألمانية ووصفها بأنها إذلال لا يطاق. كان هناك حديث عن الحرب، ولكن ألمانيا تراجعت. وبقيت العلاقات بين برلين ولندن متوترة.

### سباق التسلح البحري الأنجلو-ألماني

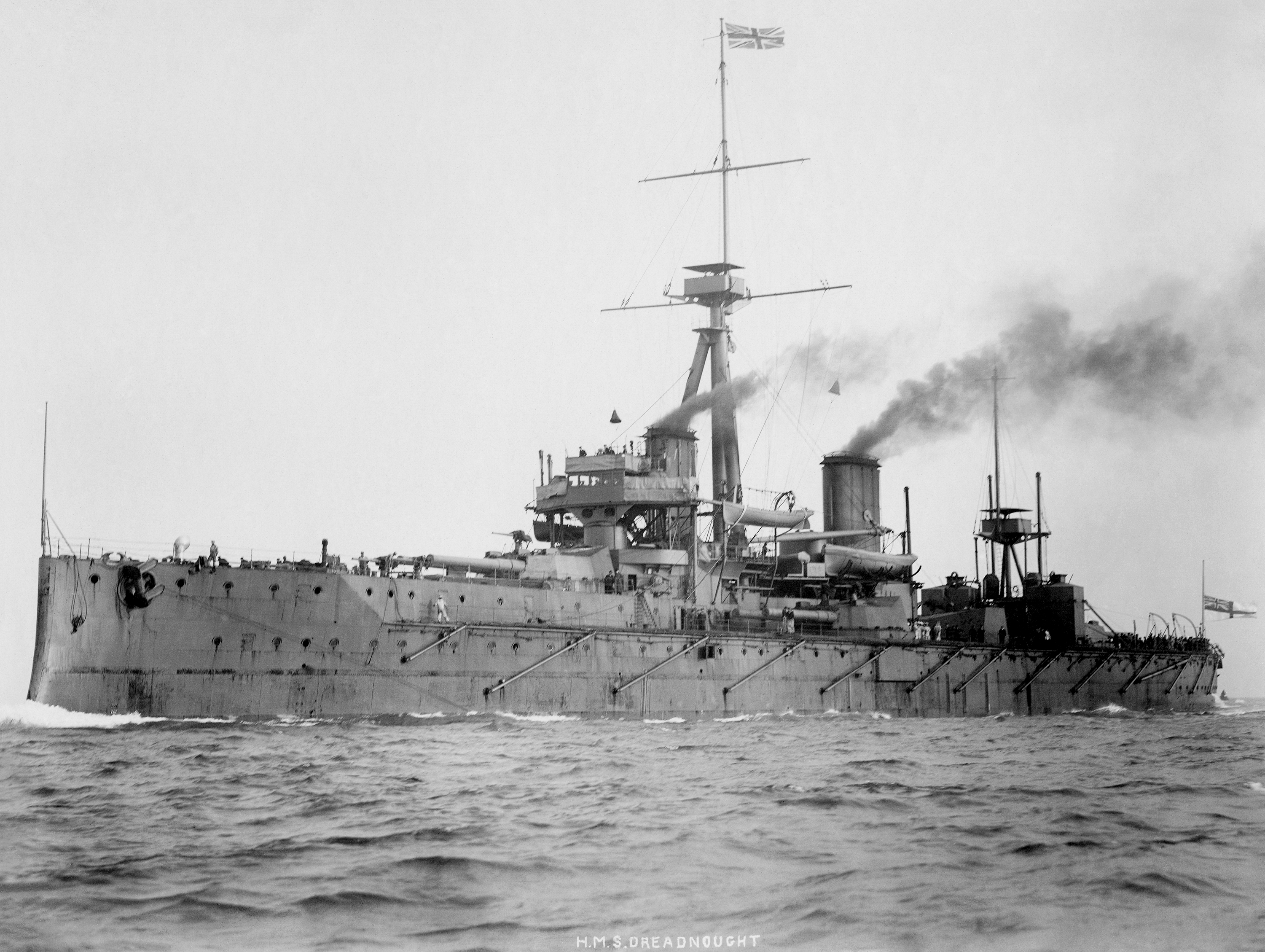
جعلت دريدنوت البريطانية (1906) جميع البوارج بالية لأنها احتوت على عشرة مدافع طويلة المدى 12 بوصة، ومحددات المدى الميكانيكية شبيهة بالحاسوب، ومحركات التوربينات عالية السرعة التي يمكن أن تصل 21 عقدة، وصفائح الدروع بسماكة 11 بوصة.

بعد 1805 كانت هيمنة البحرية الملكية البريطانية دون منازع. ثم قررت ألمانيا في تسعينيات القرن التاسع عشر مواكبة ذلك. فسيطر الأدميرال ألفريد فون تيربيتز على السياسة البحرية الألمانية من سنة 1897 حتى 1916. قبل تشكيل الإمبراطورية الألمانية في 1871، لم يكن لبروسيا أبدًا قوة بحرية حقيقية، كما لم يكن لدى الدول الألمانية الأخرى. حوّل تيربيتز الأسطول الصغير المتواضع إلى قوة عالمية يمكن أن تهدد البحرية الملكية البريطانية. فجاء رد البريطانيون بتكنولوجيا جديدة تميزت بها وهي ثورة دريدنوت، فظلوا في الصدارة.
لم تكن البحرية الألمانية قوية بما يكفي لمواجهة البريطانيين في الحرب العالمية الأولى. فشلت معركة يوتلاند البحرية العظيمة في إنهاء سيطرة بريطانيا على البحار أو كسر الحصار الخانق. فتحولت ألمانيا إلى حرب الغواصات. تتطلب قوانين الحرب بذل جهد للسماح للركاب وأفراد الطاقم بالصعود إلى قوارب النجاة قبل غرق السفينة. تجاهل الألمان القانون وأغرقوا عابرة الحيطات لوسيتانيا في أكثر الأحداث دراماتيكية سنة 1915 في غضون دقائق قليلة. طالبت الولايات المتحدة بوقفها، وفعلت ألمانيا ذلك. أقنع الأدميرال هينينج فون هولتزندورف رئيس أركان البحرية في أوائل 1917 القيادة باستئناف الهجمات وبالتالي تجويع البريطانيين. أدركت القيادة الألمانية العليا أن استئناف حرب الغواصات غير المقيدة كان يعني الحرب مع الولايات المتحدة، لكنها حسبت أن التعبئة الأمريكية ستكون بطيئة جدًا لمنع انتصار ألمانيا على الجبهة الغربية.

## الحرب العظمى

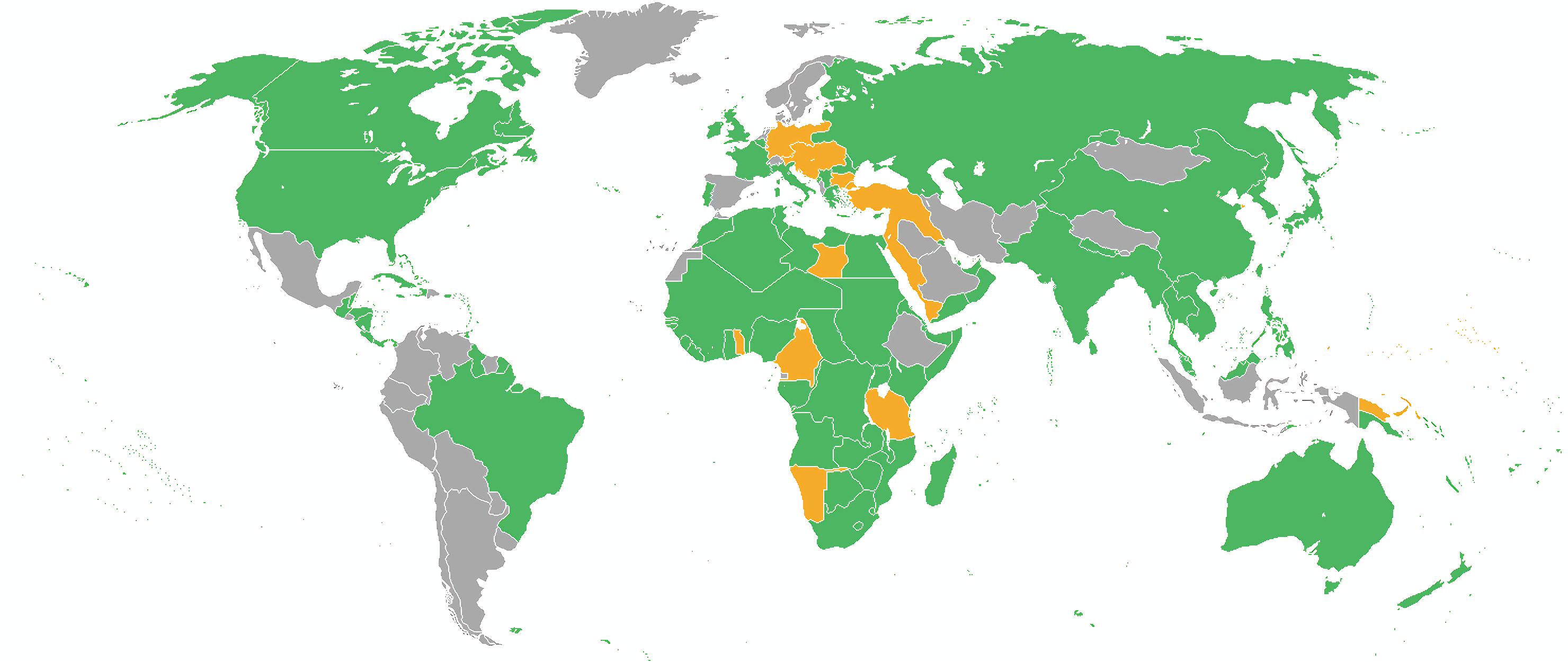
المشاركون في الحرب العالمية الأولى. أولئك الذين يقاتلون إلى جانب الحلفاء باللون الأخضر، وقوى المركز باللون البرتقالي، والدول المحايدة باللون الرمادي.

الحرب العالمية الأولى هي نزاع عالمي استمر من 1914 - 1918. وشهدت القوى المركز (ألمانيا والنمسا-المجر وانضم إليهما لاحقًا السلطنة العثمانية وبلغاريا) حربها ضد قوى الوفاق أو الحلفاء بقيادة بريطانيا وروسيا وفرنسا من 1914، وانضمت إليها لاحقا إيطاليا في 1915، ودول أخرى مثل رومانيا في 1916. حاولت الولايات المتحدة التي كانت محايدة في البداية التوسط لخلق تسوية، ولكنها أعلنت الحرب على ألمانيا في أبريل 1917، وتعاونت مع الحلفاء لكنها لم تنضم إليهم رسميًا، وتفاوضت على السلام بشكل منفصل. على الرغم من أن قوى المحور تغلبت على رومانيا في 1916 وروسيا في مارس 1918، إلا أنها انهارت في نوفمبر 1918؛ وقبلت ألمانيا «هدنة» هي بالواقع استسلام كامل. تم توجيه الكثير من الجهود الدبلوماسية للقوى الكبرى نحو دفع الدول المحايدة إلى التحالف بوعود بمكافآت إقليمية غنية. أنفقت بريطانيا والولايات المتحدة وألمانيا مبالغ كبيرة في تمويل حلفائها. كانت الحملات الدعائية للحفاظ على الروح المعنوية في الداخل وتقويض الروح المعنوية في معسكر العدو، وخاصة بين الأقليات من أولويات القوى الكبرى. كما شاركوا في التخريب من خلال دعم الجماعات السياسية التي تحاول الإطاحة بنظام العدو، كما فعل البلاشفة في روسيا سنة 1917. عقد الجانبان اتفاقيات سرية مع المحايدين لإغرائهم بالانضمام إلى الحرب مقابل قطعة من أراضي العدو بعد تحقيق النصر. وُعدت بعض الدول بالعديد من الأراضي، حتى أصبح صعب تحقيق بعضها، لذلك كان لا بد من نكثها. مما ترك إرثًا مريرًا دائمًا، وبالخصوص إيطاليا. ألقى الرئيس ويلسون باللوم في الحرب جزئيًا على المعاهدات السرية، ودعا في نقاطه الأربعة عشر إلى «عهود مفتوحة يكون التوصل إليها علانية».

## مؤتمر باريس للسلام ومعاهدة فرساي 1919

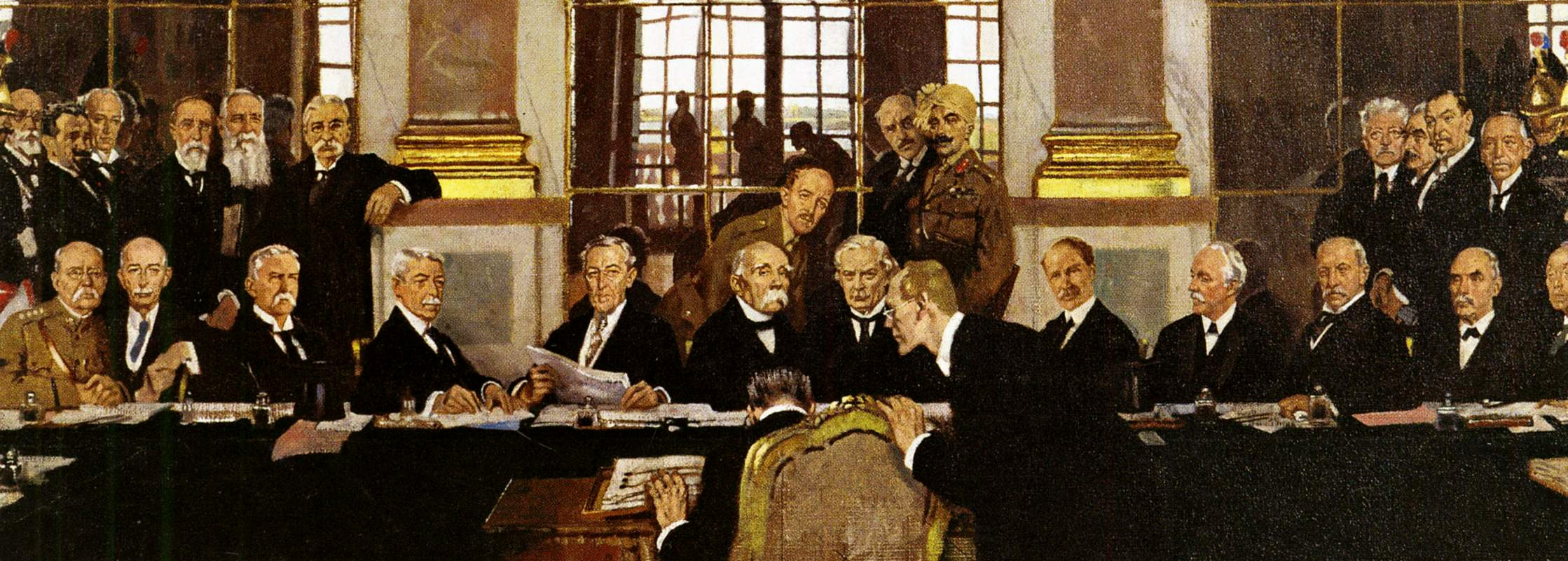
تفاصيل من لوحة ويليام أوربن "توقيع السلام في قاعة المرايا بفرساي 28 يونيو 1919، مما يدل على توقيع معاهدة السلام من قبل مسؤول ألماني صغير مقابل ممثلي القوى المنتصرة

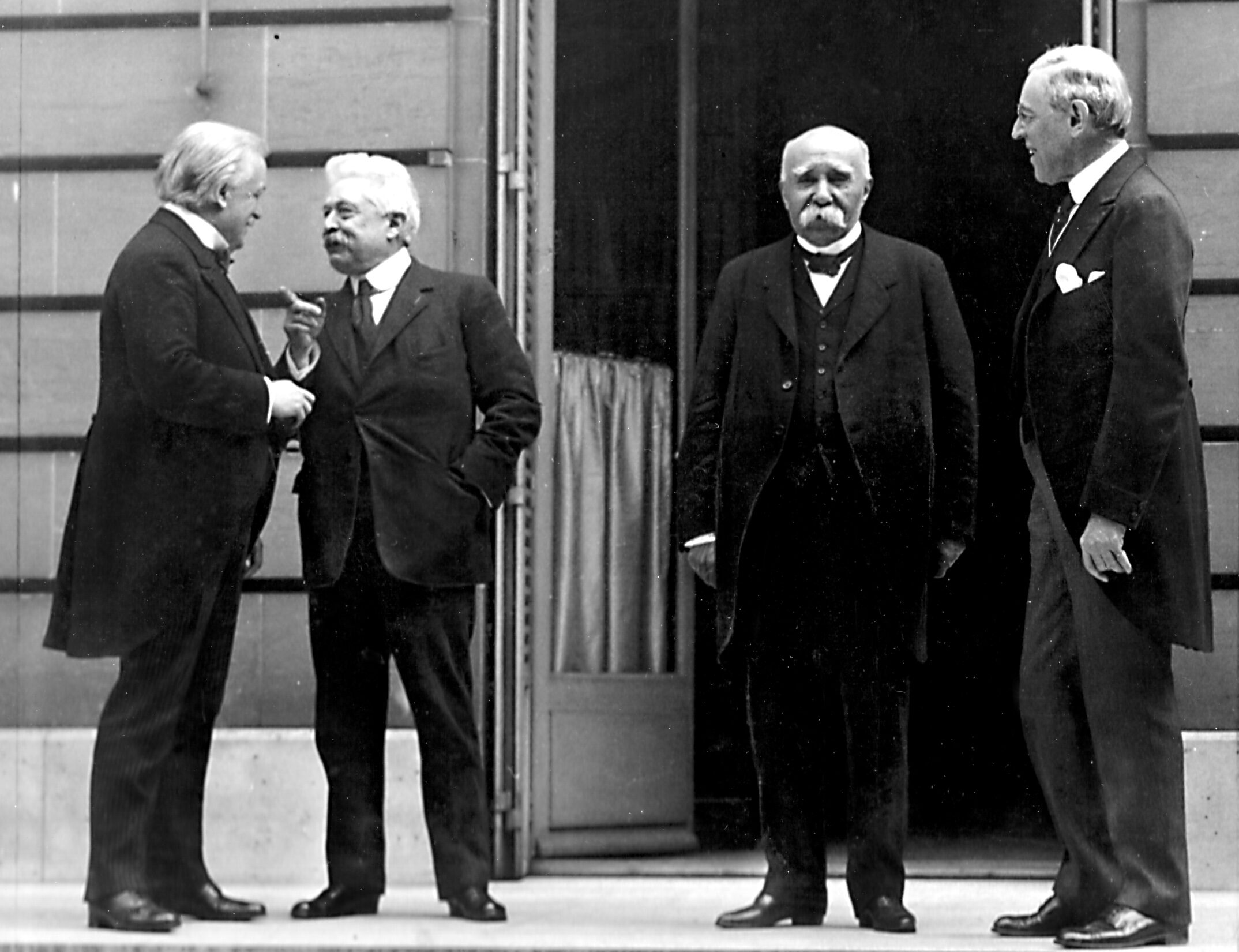
الأربعة الكبار في مؤتمر باريس للسلام 1919: ديفيد لويد جورج وفيتوريو إمانويلي أورلاندو وجورج كليمنصو ووودرو ويلسون

حسم المنتصرون الحرب العالمية في مؤتمر باريس للسلام 1919. وأرسلت 27 دولة وفودها، وانضمت إليها العديد من المنظمات غير الحكومية، لكن القوى المهزومة لم تتم دعوتها.
وكان الأربعة الكبار هم رئيس الولايات المتحدة وودرو ويلسون ورئيس وزراء بريطانيا ديفيد لويد جورج ورئيس فرنسا جورج كليمنصو ورئيس الوزراء الإيطالي فيتوريو أورلاندو. اجتمعوا بشكل غير رسمي 145 مرة واتخذوا جميع القرارات الرئيسية، والتي بدورها صادق عليها الآخرون.
كانت القرارات الرئيسية إنشاء عصبة الأمم. معاهدات السلام الخمس مع الأعداء المهزومين (أبرزها معاهدة فرساي مع ألمانيا)؛ حيث فُرضت غرامات كبيرة عليها؛ منح الممتلكات الألمانية والعثمانية في الخارج كـ «انتداب»، خاصة لبريطانيا وفرنسا؛ ورسم حدود وطنية جديدة (أحيانًا مع استفتاءات عامة) لتعكس بشكل أفضل قوى القومية. في «فقرة الذنب» (قسم 231) تم إلقاء اللوم في الحرب بسبب «اعتداء ألمانيا وحلفائها». لم تدفع ألمانيا سوى جزء صغير من التعويضات قبل تعليقها في 1931.